# Frammenti dei lirici greci

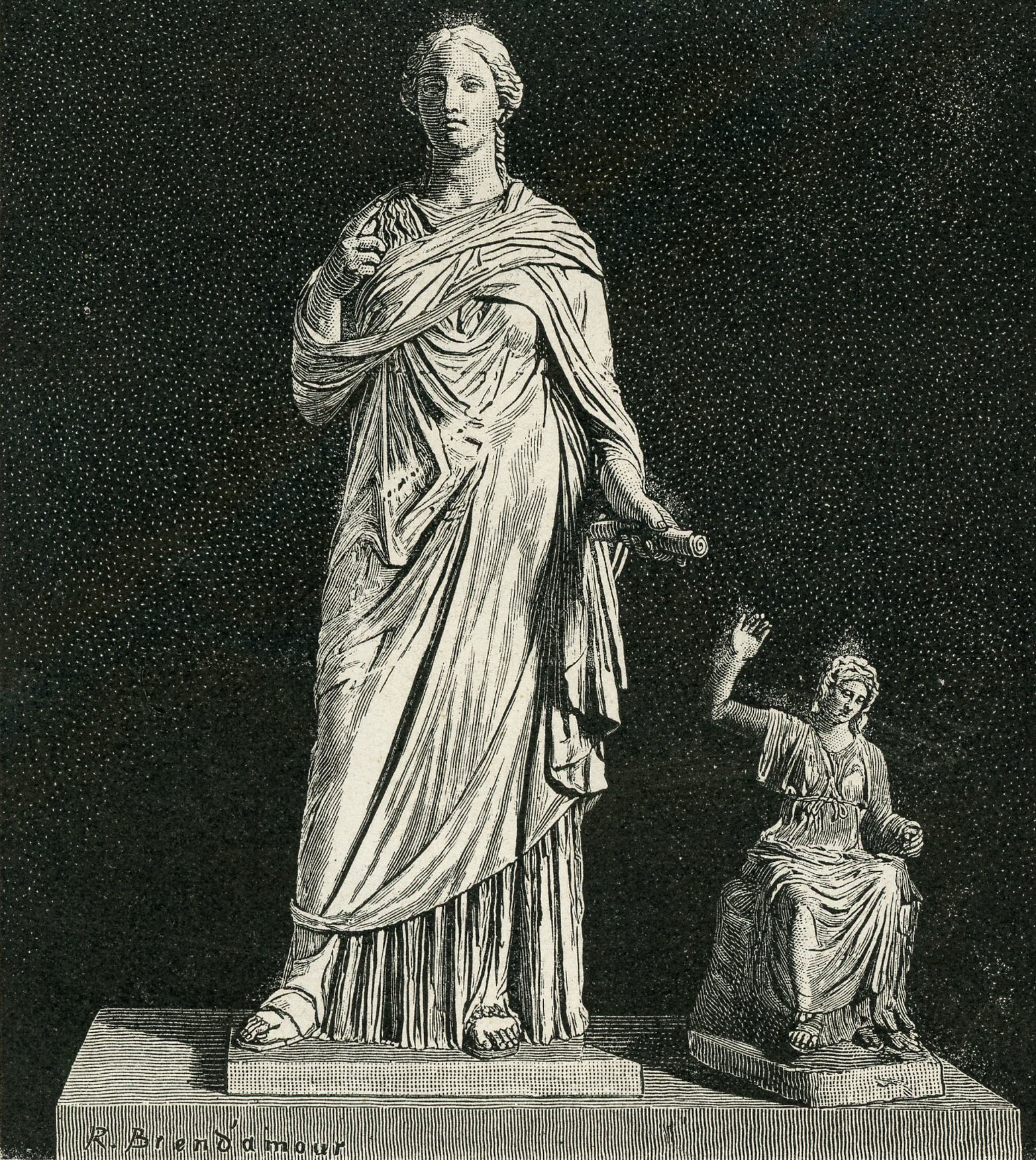
Statua della Musa Calliope, Museo Archeologico Nazionale di Napoli

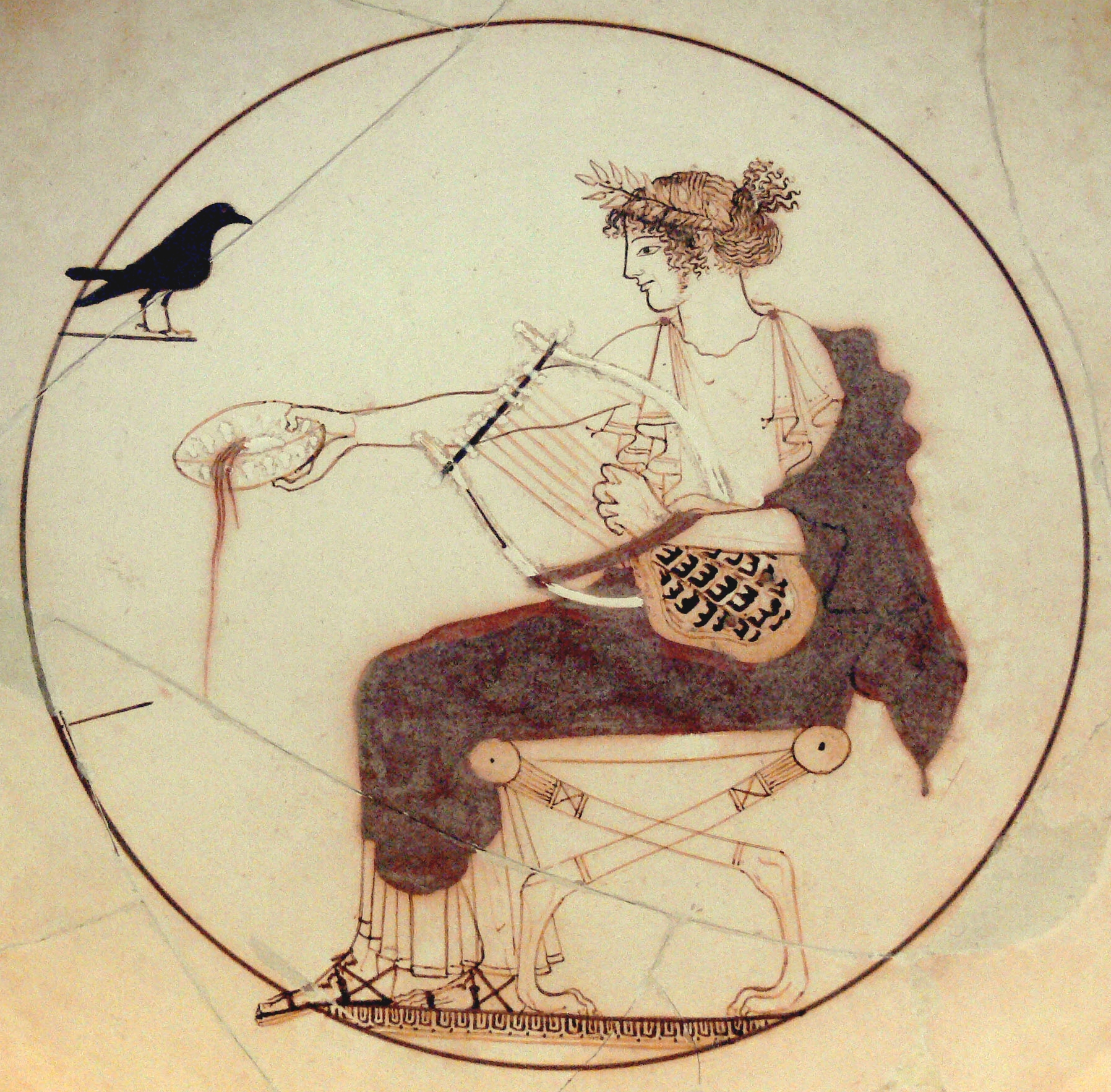
Apollo e un uccello nero, vaso conservato nel Museo Archeologico di Delfi

La pagina include la maggior parte dei frammenti dei lirici greci, vale a dire di quei poeti dell'antica Grecia hanno composto lirica monodica e corale, elegie, giambi ed epinici.
Naturalmente risulterebbe impossibile raggruppare tutta la mole di frammenti dei lirici greci dell'epoca arcaica (VII-V secolo a.C.) in un solo blocco; ci si limiterà quindi a riportare, tradurre letteralmente e commentare, sul confronto di edizioni critiche e dal punto di vista contenutistico del messaggio del poeta, soltanto i frammenti più noti e i testi giunti in versioni quasi integrali.

## La lirica e i poeti

### I generi letterari e il dialetto
Per gli antichi il termine "lirica" non indicava come per noi oggi la poesia soggettiva, espressione del sentimento d'autore, ma la poesia cantata con accompagnamento della lira o altri strumenti musicali a corda (kìtharis, bàrbiton, phòrmings). Era sinonimo di "melica" cioè di poesia cantata. In tale accezione tecnica, la lirica si distingueva dall'elegia e dal giambo, forme poetiche accompagnate da strumenti a fiato, in particolare dall'aulo. Nel Canone alessandrino dei Nove Lirici maggiori, furono distinte una lirica monodica, ossia nel canto da soli, e la lirica corale, eseguita da un coro danzante o da un solista "coreuta" cui rispondeva il coro, dove lo stesso poeta interveniva personalmente durante il canto, come Alcmane.
I lirici monodici erano Saffo, Alceo, Anacreonte; i corali erano Alcmane, Simonide, Bacchilide, Pindaro, Stesicoro e Ibico. Più tardi la parola lirica passò a designare generi di poesia nei quali l'autore esprimeva in prima persona, anche se non accompagnato da strumento, come l'elegia, o non erano cantati, come il giambo o l'epigramma. In antichità non c'è attestazione di differenza tra lirica corale e monodica, tuttavia una ripartizione schematica è errata, perché si sa che Saffo compose testi destinati a essere cantati dal coro, come gli Epitalami, mentre autori corali quali Pindaro e Bacchilide composero i canti per solisti.
Inoltre in assenza di un esplicito riferimento al coro fatto nel testo, non si è in grado di stabilire una modalità dell'esecuzione; tuttavia la distinzione tra corali e monodici conserva un'utilità pratica, in quanto individua le differenze regionali, dialettali, metriche e contenutistiche e sociologiche rilevanti.

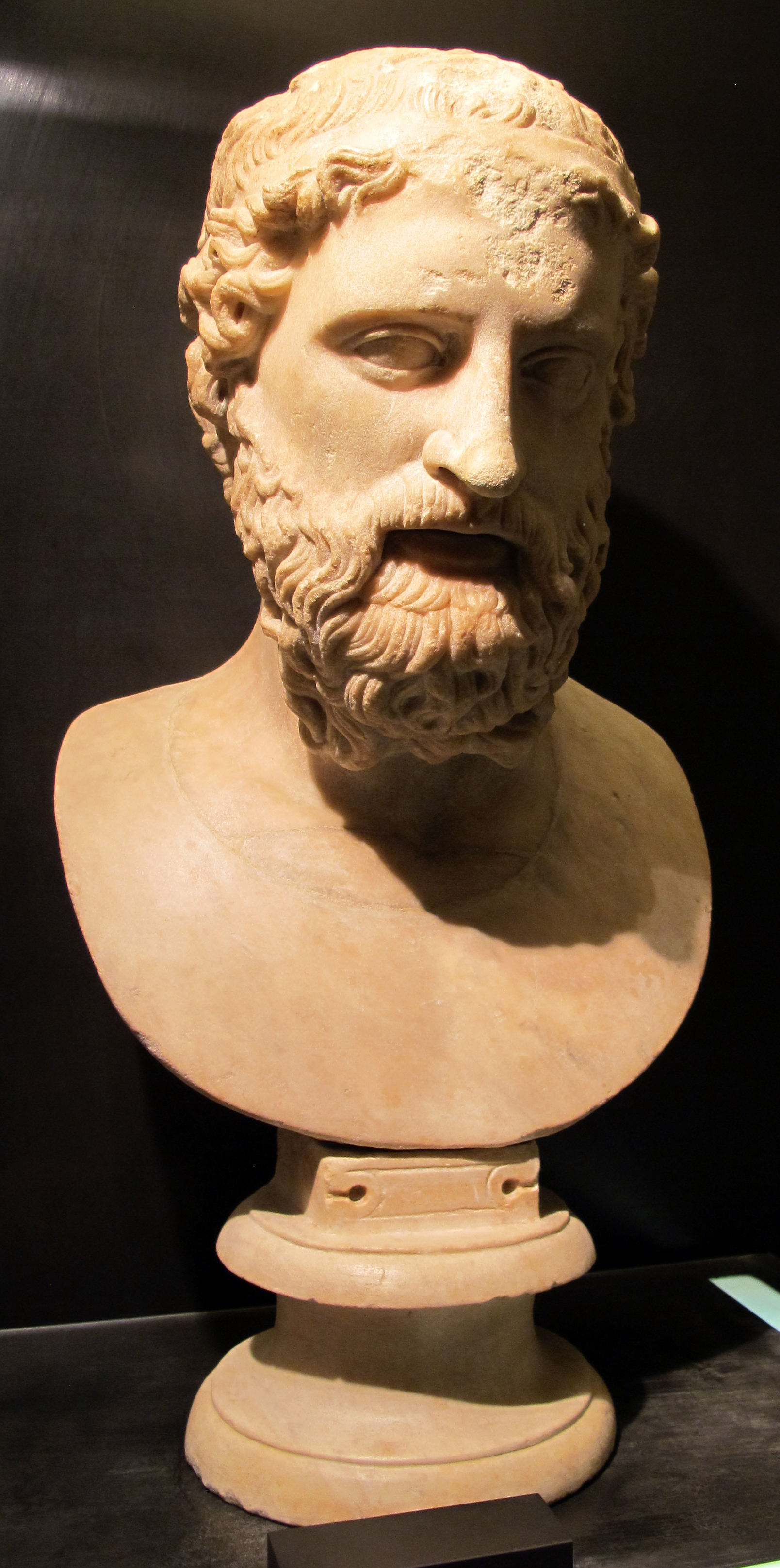
Busto di Anacreonte, Museo dei Marmi, Firenze

La poesia monodica si diffuse in Asia Minore nell'ambito del dialetto eolico (isola di Lesbo) e in quello di Anacreonte; legata strettamente all'ambiente cui apparteneva il poeta (il tiaso o l'eteria, o il circolo palaziale di Pisistrato per Anacreonte), cantò le esperienze e i sentimenti dell'io d'autore (Saffo, Anacreonte), o le vicende politiche del proprio tempo (Alceo). La poesia corale fiorì nel Peloponneso e a Sparta: il legame con queste regioni è indicato anche nella convenzione antica in base alla quale la lirica corale era scritta in dorico. Le radici di questa poesia affondano nel territorio folklorico delle feste religiose; e questo ne spiega il carattere pubblico, lo stile prevalentemente elevato, l'inclusione essenziale del mito e le sentenze moraleggianti (le frasi "gnomiche"), presenti soprattutto in Simonide, Ibico e Pindaro, la lunghezza delle composizioni, la maggiore elaborazione metrica rispetto alla monodica, la grande rilevanza data alla musica. Un altro tratto che differenzia la poesia corale dalla monodica, è il fatto di avere sempre committenti pubblici o privati; quella del lirico corale era un'attività professionale regolarmente retribuita, spesso assai lucrosa, come nel caso di Pindaro e Bacchilide.
La lirica a partire dal IV secolo a.C. fu classificata in vari sottogeneri in relazione all'occasione della composizione: simposiale, religiosa, ode civile, ecc., o inno, una preghiera agli dei, un peana (in onore di Apollo), un ditirambo (in onore di Dioniso), un treno cioè una lamentazione funebre, un encomio in onore di uomini, un epinicio, composizione speciale per i vincitori di agoni sportivi, uno scolio, eseguito durante un banchetto dai convitati, che nel canto si cedono la parola in ordine "obliquo", un imenèo, eseguito per cerimonie nuziali, un epitalamio, in onore degli sposi davanti al talamo nuziale, un partenio, composizione specializzata nel canto delle fanciulle, per cui molto famoso è Alcmane. La lirica classica greca si può dividere in tre fasi temporali:
- Prima fase (VII secolo a.C.): prevalgono il giambo e l'elegia (Ipponatte, Archiloco)
- Seconda fase (VI secolo), nel quale fiorisce la lirica monodica saffica e alcaica; fiorisce anche l'elegia dai vari sottogeneri, i cui esponenti sono Solone, Mimnermo, Teognide, Senofane, poi la lirica corale di Stesicoro e Ibico
- Terza fase (V secolo): dominata dai lirici corali Simonide, Pindaro, Bacchilide.

### Il contenuto universale della poesia
Platone nella Repubblica criticava la poesia perché non era stata in grado di analizzare razionalmente l'esperienza in sequenze legate da un rapporto di causa-effetto, come richiedeva la cultura filosofica della sofistica nel V secolo a.C. La nuova critica dialettica basata sulla scrittura, avanzava richieste di coerenza e razionalità, che la poesia antica fiorita al di fuori della civiltà del libro, come già era in avanzato sviluppo nell'epoca di Platone, non poteva soddisfare. Perché il messaggio della tipica cultura orale, praticata in larga parte ancora nella metà del V secolo a.C., si debba imprimere nella memoria dello spettatore, è necessario che lo spettatore venga emotivamente assorbito nella performance del coro o del poeta attraverso un'immedesimazione mimetica, che esclude il distacco critico necessario alla riflessione.
Perché ci sia riflessione, si deve poter confrontare un pensiero con un altro espresso prima, ma questo confronto richiede che il testo sia scritto, e non composto di "alate" parole per citare Omero. Le poesie che erano composte oralmente, successivamente come i due testi omerici, vennero immortalate nella scrittura nel VI secolo a.C., molte delle quali oggi si sono salvare grazie alla citazione di storici, filosofi e commentatori, come l'anonimo del Sublime, Plutarco, Platone, Diogene Laerzio, Sant'Agostino. Nell'oralità il distacco dello spettatore non è possibile, la fruizione aurale implica l'identificazione stretta, empatica con la realtà proposta dall'artista. Il messaggio poetico coinvolge totalmente il pubblico occupandone i sensi, soprattutto l'udito, grazie alla suggestione del metro, del ritmo, della musica.

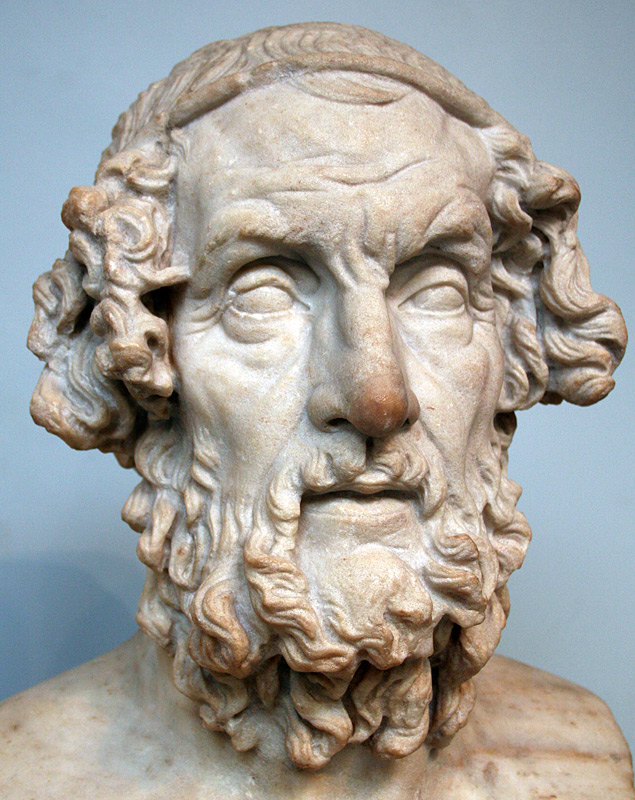
Busto di Omero, il primo dei cantori rapsodici

Gli studiosi moderni solo in seguito a ricerche recenti, condotti attraverso il confronto con contesti poetici di altre culture orali ancora in voga nel nord della Grecia o in Africa, hanno messo a fuoco questa caratteristica della poesia arcaica greca, diverso da quella moderna soprattutto per il tipo di comunicazione, che non è lettura, ma la performance pura davanti all'uditorio, affidata all'esecuzione di un singolo o di un coro con l'accompagnamento di uno specifico e relativo strumento musicale. L'oralità concerneva i tre momenti della "composizione - comunicazione trasmissione", affidata alla memoria, Questa assumeva una grande importanza per il poeta, si pensi alla figura dell'aedo, riproposta anche nei poemi omerici nella figura di Demodoco alla corte di Alcinoo, che allettava i commensali del palazzo reale con episodi cantati di cicli narrativi della guerra, come la guerra di Troia, o i cicli del ritorno (i Nostoi), o di imprese epiche di eroi da suddividere in episodi, come le fatiche di Eracle, affinché egli potesse essere invitato in più corti o nella stessa, ma a più riprese, per essere compensato con del cibo.
L'aedo è "prescelto" dalle Muse, come ricorda Esiodo, e nella tradizione egli è cieco, ma dotato del dono della poesia e della veggenza, e soprattutto del dono e della capacità della memoria. Un esempio della tecnica artigianale posseduta dal poeta è offerto dalle "formule omeriche", che si riallacciano all'epiteto formulare, che sono frequenti nei due poemi dell'Iliade e Odissea. Si tratta di espressioni che ricorrono, in un termine improprio sono dette "stereotipate" in quanto ripetitive nel corso dei canti, che ricorrono invariate, con la funzione di agevolare la memorizzazione dell'episodio narrato nel canto, nell'ambito di una cultura orale arcaica; così come ad esempio ricorre la formula in Odissea (IX, vv. 103-104, 179-180, 471-472) "salirono dentro la nave, e presero posto agli scalmi, e in fila seduti, con i remi battevano l'acqua del mare spumoso", o gli epiteti "Agamennone signore di popoli - Odisseo dal multiforme ingegno - Zeus adunatore di nubi - Achille dal piede rapido".

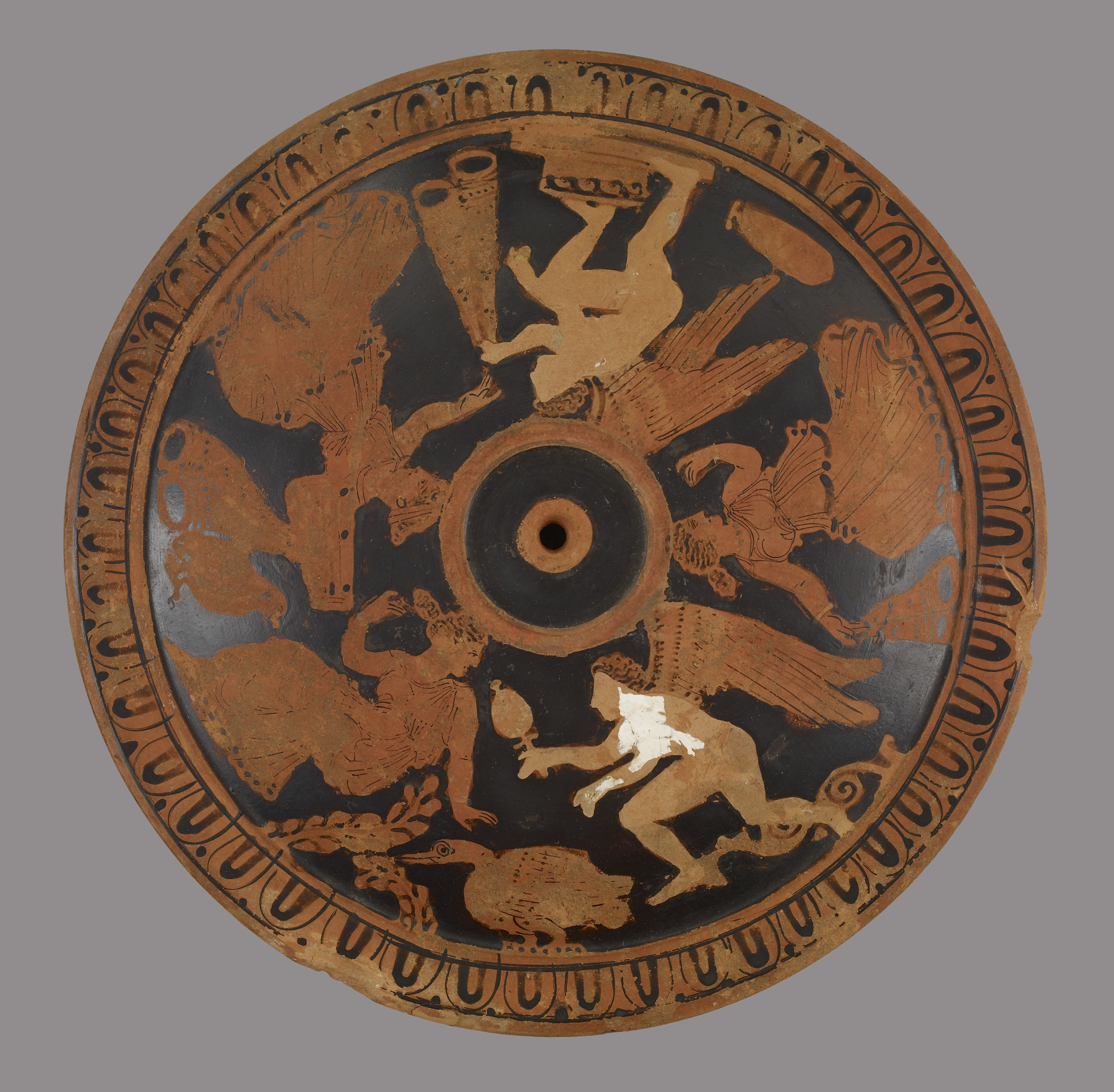
Vaso con scena di baccanale con donne e ragazzi, Walters Art Museum, Baltimora

Questo procedimento lascia intuire che il poeta omerico disponeva di un certo bagaglio culturale di formule già preconfezionate metricamente e sintatticamente parlando, che egli assemblava facilmente con nuovi versi per la performance. Il termine stesso "rhapsodòs" significa cucitore di canti, non già un creatore per forza di materia nuova da cantare, ma anche semplicemente un elaboratore di materiale già esistente, in cui egli sarebbe assurto a ruolo di perfetto artigiano "demiurgo" mediante la tecnica della formula. Le formule standardizzate erano raggruppate intorno a temi ugualmente prefissati, come il consiglio, l'adunata dell'esercito, la sfida delle armi, la spoliazione dei vinti in battaglia, lo scudo dell'eroe, e così via, elementi ricorrenti nei poemi omerici, quanto più nell'Iliade, nei poemi a carattere guerresco.
Probabilmente esistevano anche scuole per poeti, dove era insegnata la dizione.
Al di là della funzionalità rispetto alla memorizzazione, la formularità riflette il carattere aggregativo, non analitico, del pensiero orale, che tende a comporsi di gruppi di elementi: ossia nell'epos si parla non di un soldato qualunque, ma del soldato "valoroso" (ἀγαθός) e non di una fanciulla qualsiasi, ma della bella fanciulla, elementi che incarnano modelli di virtù e di qualità positive inerenti a ciascun personaggio descritto nel racconto, ognuno con una specifica qualità che immediatamente lo rende riconoscibile al pubblico, che fungono da modello da seguire, da cui le caratteristiche preliminari della "enciclopedia tribale omerica". Ciò esclude un pensiero analitico, come quello della filosofia dei tempi di Platone. Quando un'espressione formulare si è cristallizzata, è bene mantenerla intatta. La formularità è stata studiata soprattutto in Omero, ma in realtà riguarda anche la poesia, come dimostrano elementi in Saffo e Alceo, nel modo di descrivere oggetti o divinizzazioni della natura, come l'Aurora "dita di rosa"; e sotto questo riguardo di continuità, non c'è appunto una soluzione tra l'epica e la lirica: assenza di organicità e riutilizzo dei materiali del simposio: l'oralità della composizione della fruizione comporta la strutturazione paratattica del periodo.
Un periodo, soprattutto per i versi in esametri dattilici, caratterizzato da varie subordinate, che riesce di difficile comprensione, tutta la poesia greca antica sia epica che lirica, tende a giustapporre brevi segmenti, solitamente incentrati su battute rapide o comandi, oppure in frasi gnomiche, come in Simonide (fr 541 Page) "L'oro non si corrompe, la Verità è sovrana, il fumo è senza effetto." Qui la polarità è tra valori perenni (oro e verità) e valori effimeri (fumo). Il pensiero formulaico-associativo e l'impossibilità di tornare indietro sul testo per rifletterci sopra, e apportarvi aggiustamenti e correzioni, comportano che il poeta arcaico non si poneva il problema dell'unità organica della composizione. La sola unità possibile era psicologica e tematica, basata sul ritorno degli elementi (la struttura ad anello o ciclica del tempo per i Greci), o sulla ripetizione.
Inutile ricercare nella poesia arcaica e soprattutto nella lirica, che diversamente dall'epica, non è tenuta a seguire il filo della narrazione, un'unità intesa secondo criteri estetici moderni, che non può esserci.

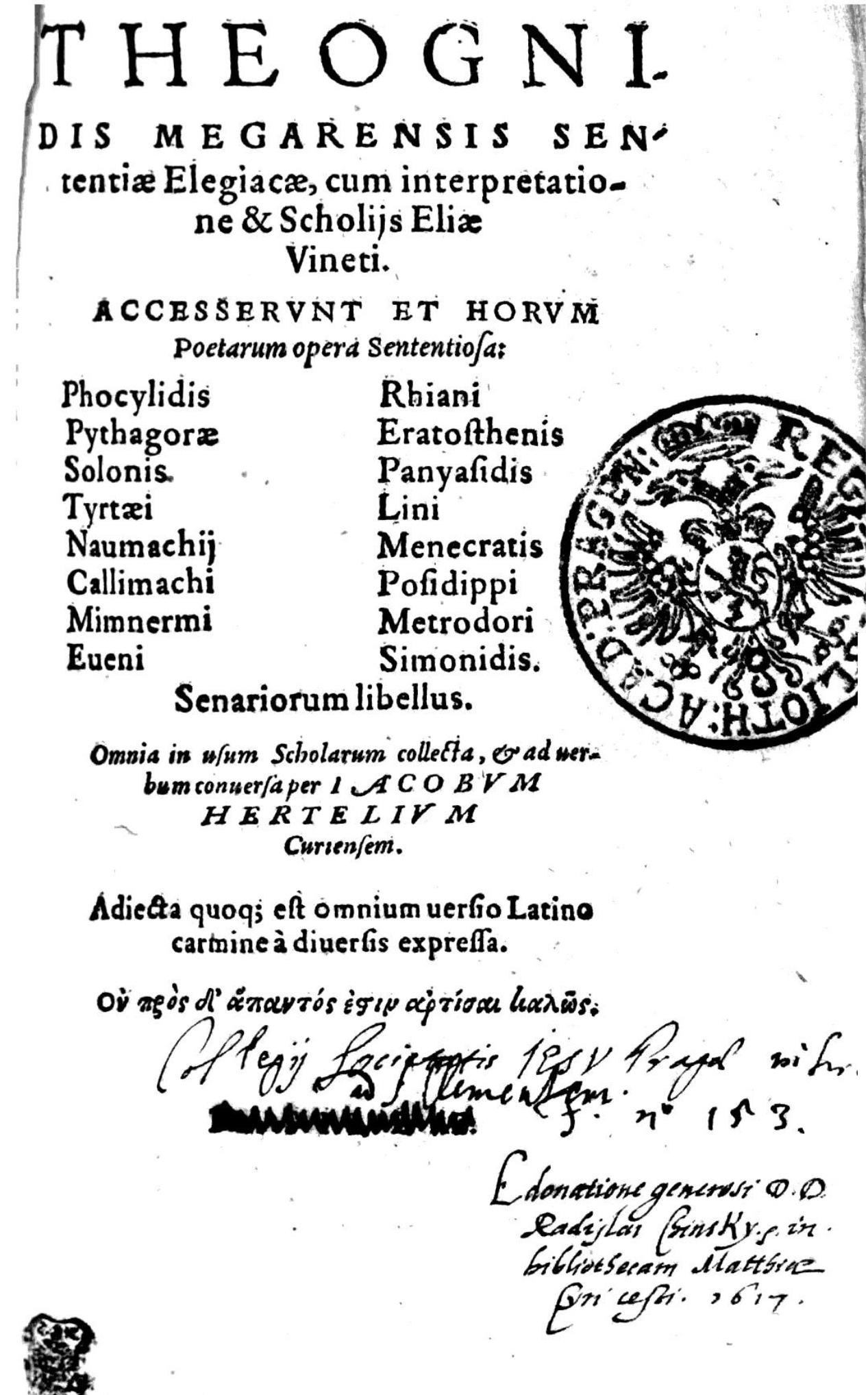
Edizione del 1572 delle Elegie di Teognide di Megara

Così ad esempio in Teognide (fr. Diehl) sulla sventura e il bene dell'uomo, si vede che ogni distico ha un valore gnomico, apparentemente sciolto dall'altro, unito in una sola elegia. La silloge teognidea ha conservato esempi di catene di interventi, che rivelano meccanismo di questa "crescita" della poesia su sé stessa. Ad esempio al distico di Solone: "Felice chi ha fanciulli da amare, cavalli dall'unghia compatta, / cani da caccia e ospiti lontani", qualcuno dei partecipanti al simposio ne fa seguire un secondo che riprende gli stessi elementi del precedente, intensificando il concetto "chi non ha fanciulli da amare, cavalli dall'unghia compatta, / cani da caccia non sarà mai felice". Lo spirito dell'improvvisazione era agonale, nel senso che tra i partecipanti si instaurava una competizione melodica. La rappresentazione della vita psichica, vale anche per la lirica arcaica ciò, riguardo alla concretezza omerica nella riproduzione dei sentimenti come uno scambio tra dio e l'eroe, o tra l'eroe e il proprio organo. Una rappresentazione della vita psichica, nella quale l'inizio di un'azione nell'attività mentale, gli stati d'animo traggono origine dal mondo esterno dall'individuo considerato come campo aperto alle forze, non come un'entità coerente e organica.
Dunque l'invito alla moderazione di Archiloco nel frammento "Al suo cuore". Secondo Gentili questo modo di rappresentazione si collega all'oralità, poiché si sa che Archiloco mette in campo la persona loquens per esprimere dei concetti precisi, in modo da inserirsi in diretto dialogo con l'uditore. A strutture mentali diverse dalle nostre si collega anche la questione delle visioni divine dei poeti, frequenti nella poesia arcaica, e che non sono da considerare allegorie o abbellimenti letterari, come accadrà nell'età ellenistica di Callimaco e Teocrito, ma ricordi reali, esperienze vissute realmente, o vere e proprie allucinazioni simili a sogni. L'Afrodite che appare nell'inno di Saffo su un cocchio d'oro in una nuvola di agili passeri, corrisponde a un'immagine realmente percepita dalla poetessa.

### Linguaggio figurato
Al coinvolgimento del pubblico mira anche il linguaggio, ricco di metafore, similitudini, allegorie, che alludono alla realtà, spesso decifrabili solo nell'ambito del gruppo o consorteria politica, a cui il poeta si rivolge. Questo è il caso de L'allegoria della nave di Alceo (fr. 67 a Diehl), con cui adombra in un linguaggio comprensibile solo a una stretta cerchia di aristocratici le vicende politiche di Mitilene, attanagliata dalle fazioni di Mirsilo e di Pittaco Questa allegoria della nave battuta da venti diversi e da onde, senza che abbia controllo, divenne topica nella letteratura latina, come nel Carme I di Orazio, ripresa anche da Teognide, che la presenta come un'immagine volutamente oscura, decifrabile solo da pochi eletti (i valenti). Più spesso il linguaggio figurato rende oggettivandoli, sentimenti e stati d'animo, soprattutto nella lirica amorosa. "Col mantello suo grande di nuovo mi percuote Eros, come un fabbro e mi tuffa nella gelida corrente. Eros, come tagliatore di alberi mi colpì con grande scure, e mi riversò alla deriva di un torrente invernale". Molte sono le metafore luminose nel frammento di Alcmane, le metafore equestri, ornitologiche, per connotare la bellezza delle fanciulle del coro dei partenii, la levità dei loro corpi, la melodia del canto, come nel Partenio del Louvre: "Io canto la luce di Agidò; la vedo come un sole, e del sole per noi Agidò supplica lo splendore... lei infatti sembra eccellere, come in mezzo a un branco una cavalla Colassea, vittoriosa nelle gare, dal passo sonoro, visione di sogni alati [...] e la chioma di mia cugina Agesicora fiorisce come oro puro. Il suo viso d'argento..." Il linguaggio figurato rende anche tipi umani, concetti astratti, come i due frammenti di Archiloco, la rappresentazione contraddittorietà e del rischio, e in uno di Simonide resa metaforica del chiacchierone: "Ricava in una mano l'acqua, nell'altra il fuoco, l'imbrogliona" (fr. 43 D).
Alle necessità di concretezza e di esperienza partecipata, proprie dell'oralità si lega la poetica della mimesi, secondo la quale è compito della poesia imitare la natura e la vita. Le riflessioni di Alcmane sul proprio fare poetico:
- fr. 30 D. - Conosco i canti di tutti gli uccelli
- fr. 92 D. - Alcmane trovò parole e motivo componendo in linguaggio il canto delle pernici

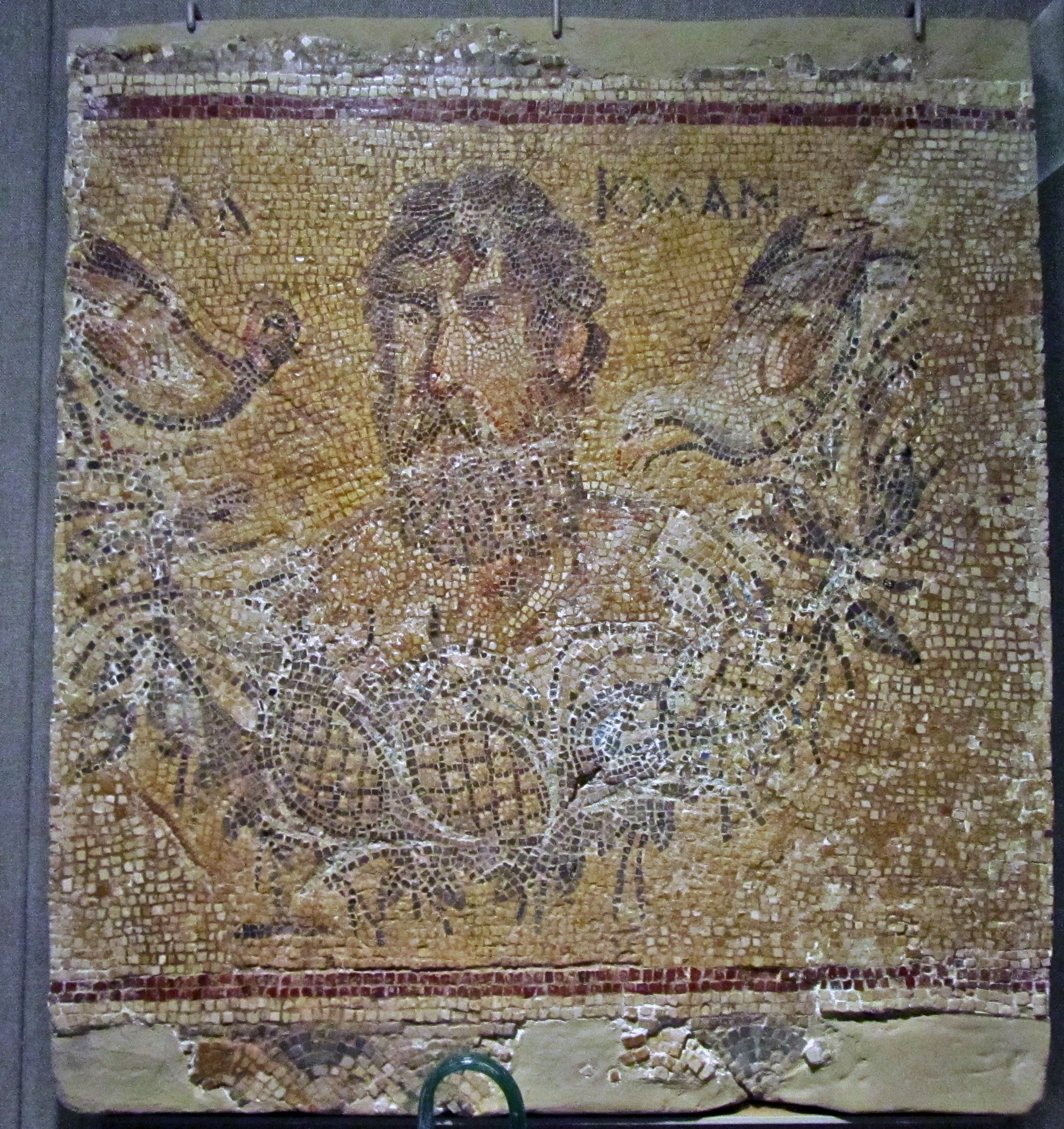
Mosaico romano ritraente Alcmane di Sardi

Conoscere i canti degli uccelli significa per il poeta poter disporre di un'ampia scelta di moduli melodici naturali, da trasporre in melodie. Nell'ambito di questa poetica euristico-imitativa, il poeta "trova" parole e melodia imitando la natura, attingendo immagini semplici e schiette del cielo, della terra, dei campi, dai fiori, come nella descrizione del Notturno di Alcmane: "Dormono le cime dei monti, i dirupi e le balze, i muti letti dei torrenti; dormono gli animali quanto strisciano sopra la terra nera, e le fiere montane, e le famiglie delle api; dormono i pesci in fondo nel buio mare azzurro; dormono gli uccelli dalle lunghe ali distese"(fr. 30 Diehl).
Alla parola spetta il compito di evocare, alla forma di sinestesia, sensazioni non solo uditive, ma anche visibili e tattili. La poesia è per Simonide una "immagine della cosa " (fr. 190b Bgk), e ha una consistenza materiale fisicamente percepibile, tanto che "aderisce alle orecchie degli uomini" (fr. 595 Page). Attraverso la resa figurativa e il ritmo, Simonide imitava anche le emozioni e gli stati d'animo come nella Nenia di Danae. Ogni forma d'arte sia poetica, pittorica, musicale o coreutica, è sentita come imitazione e gli artisti sono considerati imitatori da Platone L'imitazione non riguardava solo il rapporto tra artista e da un lato la natura, e la vita dall'altro, ma anche quello tra l'artista e gli altri artisti della tradizione, assunti come modello. Il principio è enunciato da Bacchilide: "Il poeta deve al poeta, come nel passato così ora: non è molto facile trovare le porte di canti non mai detti".
Questa idea comporta il riutilizzo di materiali poetici del repertorio mnemonico, secondo la prassi della poikilìa, ossia la capacità di variare a tempo debito in rapporto all'occasione, toni e temi del canto, soddisfacendo alle attese di chi ascolta. In virtù di quest'abilità euristico-mimetica, il poeta utilizzava un ordine di discorsi; la nozione di poikilìa quasi tocca quella latina di aemulatio, che prima ebbe parte nel concetto di metaletteratura della poesia ellenistica, non solo callimachea. Insomma una poetica della mimesi presuppone una considerazione artigianale della professione del poeta designata, soprattutto nella lirica corale del V secolo a.C., con termini e metafore legati alla carpenteria e al mondo dei mestieri. Il simposio, l'occasione, la concentrazione sul presente. Come tutta la produzione poetica delle culture orali, anche la poesia greca arcaica è concentrata sul presente, temporale e spaziale. 
L'ambientazione paesaggistica, ad esempio in Alceo, coincide con la realtà che i convitati hanno sotto gli occhi: luoghi, apparato di sala, stagione, momento, del giorno; le immagini che fanno da sfondo dagli inviti a bere, le avvisaglie della primavera ("ho sentito arrivare la primavera ricca di fiori"), il grido stridulo delle cicale nell'arsura estiva, i ruscelli gelati nel rigore invernale sono vivide e concrete.

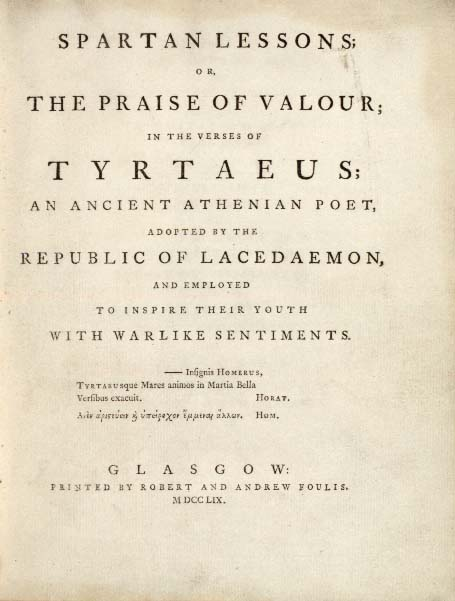
Studi su Tirteo, di Robert e Andrew Foulis, 1759

Similmente in questi versi, Saffo che si riferiscono a un sacro rito, luogo non simbolico ma reale e ben presente ai destinatari del canto, i quali ne hanno una percezione immediata nel momento stesso della performance: "Venite al tempio sacro delle vergini, dove più grato è il bosco e sulle are fuma l'incenso. Qui fresca l'acqua mormora tra i rami dei meli: il luogo è all'ombra dei roseti, dallo stormire delle foglie nasce profonda quiete. Qui il prato dove meriggiano i cavalli è tutto fiori della primavera" Il riferimento a un contesto ambientale, di cui sia il poeta che l'ascoltatore hanno in comune l'esperienza, a sentirla da Massimo Vetta, amplia il terreno sul quale istituire un rapporto di emozionalità con l'uditorio. Ciò comporta difficoltà di interpretazione per il lettore moderno, al quale sfugge il riferimento ambientale, situazionale, ma anche il contesto discorsivo. Spesso infatti le composizioni poetiche alludono alle conversazioni che precedono il canto, e si configurano come la ripresa di discorsi sospesi da poco.
Così l'invito di Alceo: "Bevi, Melanippo, con me... non avere grandi speranze" mira a frenare l'ansia di agire espressa poco prima da un irrequieto compagno di simposio. Anche nel tiaso saffico il riferimento è sempre contingente: in questi versi Saffo intrattiene un colloquio intimo con Afrodite, dall'Inno: "Tu, Beata, sorridendo dal tuo volto immortale, mi chiedevi che pena ancora io pativo, e che cosa invocavo e chi nel mio cuore in delirio follemente desiderassi - Chi cerchi che ancora Peito riporti al tuo amore? Chi ti fa male, Saffo? Se ora ti fugge, presto t'inseguirà, se doni rifiuti, presto doni ti farà, se già non ti ama, presto ti amerà pur controvoglia".
La preghiera è eseguita di fronte a un pubblico di ragazze chiamate a partecipare emotivamente all'esperienza che viene loro proposta.

### Committenza e pubblico
L'epica omerica fornisce un modello di questo rapporto, in gran parte estendibile alla lirica. In Omero l'aedo deve soddisfare le esigenze della committenza, altrimenti è allontanato, come il cantore di Micene, che non volendo adeguarsi al nuovo corso politico imposto dopo la partenza di Agamennone, è condannato a morire in un'isola Nel campo della lirica, la differenza nel rapporto artista-pubblico è soprattutto nell'ufficialità della poesia corale, e il carattere relativamente privato di quella monodica. Saffo e Alceo si rivolgevano a un gruppo sociale ristretto: la prima alle ragazze del tiaso, comunità culturale tesa a realizzare un ideale di perfezione dei suoi membri; il secondo ai compagni di un'eteria, associazione aristocratica vincolata dal giuramento di fedeltà a un dato obiettivo etico-politico. Attraverso la parola, il poeta e il pubblico si riconoscevano e si confermavano nei valori che costituivano la base culturale e sociale del gruppo. Diversamente si configura il rapporto coi destinatari e la committenza nella lirica corale, che ha sempre carattere pubblico, religioso, celebrativo.
(Alceo fr. 346 Campbell; traduzione di Salvatore Quasimodo)

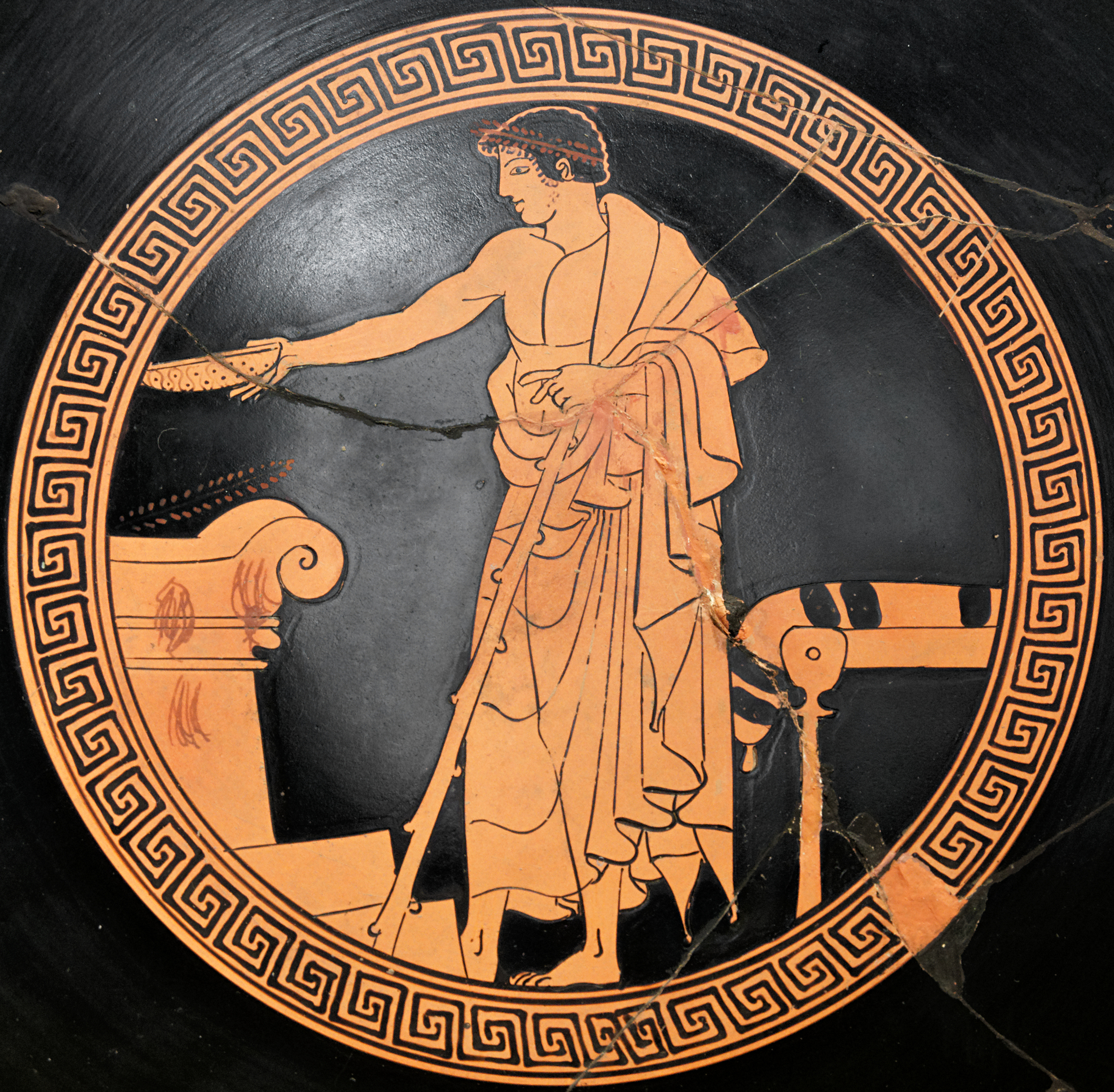
Una libagione simposiaca in una pittura vascolare attica a figure rosse da Vulci (480 a.C.). Museo del Louvre

Qui si tratta di saper trovare il mito, giacché la narrazione mitica è un elemento obbligatorio della composizione corale, che abbia una giustificazione etica e artistica, che sia appropriato alla cerimonia, all'occasione, al committente pubblico o privato. Occorre far capire all'uditorio la relazione tra muto e il fatto da festeggiare, soprattutto occorre adeguarsi alle attese e agli umori del pubblico, non urtarne la suscettibilità politica o religiosa, scegliere tra le varianti di un mito quella più in linea con le tradizioni dei committenti, come in Pindaro, che tace volutamente la fine tragica di Bellerofonte, nell'Olimpica XIII, occorre tagliare gli aspetti del racconto che possono risultare non graditi all'uditorio, imponendosi una sorta di "amnesia selettiva", che obbliga a bruschi trapassi (i voli pindarici). Talora bisogna addirittura riscrivere il mito con rettifiche adeguate. Stesicoro elaborò il mito di Elena (Palinodia di Elena), oltre alla versione tradizionale, anche una palinodia che riabilitava l'eroina: non lei in persona ma il suo fantasma avrebbe seguito Paride a Troia, scatenando la guerra.
La ritrattazione era ad uso del pubblico spartano, devoto di Elena e certo maldisposto a tollerare la versione offensiva che vedeva nella regina di Sparta il paradigma della donna infedele e lussuriosa. Nel fr. 192 Page Davies, Stesicoro propone una versione completamente diversa della fuga della regina spartana a Troia, ma fu un suo simulacro. Dai frammenti dell'Orestea stesicorea, si sa che il poeta ambienta la reggia di Agamennone a Sparta anziché a Micene o Argo, dove la pone Omero. La funzionalizzazione regionale del mito si giustificava anche nel caso in cui il poeta dovesse soddisfare, invece che un singolo committente, il vasto pubblico che presenziava, nelle festività pubbliche, alle gare citarodiche, dal cui verdetto dipendeva la vittoria agonale. In particolare nell'epinicio, componimento destinato a celebrare una vittoria riportata nei giochi sportivi (Olimpia, Delfi), il poeta istituiva un rapporto diretto con il committente ricco, che mirava attraverso la poesia a migliorare la propria immagine pubblica e a questo scopo era anche disposto a patteggiare lauti compensi.
Soprattutto in Simonide la tradizione antica identifica gli aspetti negativi di una "Musa mercenaria", consapevole del valore monetario della propria prestazione professionale, e abile nell'offrirsi al miglior offerente. Si narra che Anassila di Reggio chiedesse a Simonide di cantare la sua vittoria nel carro con le mule, il poeta rifiutò adducendo a motivo la scarsa nobiltà degli animali, ma quando il tiranno alzò il compenso, scrisse l'epinicio che cominciava: "Salve, figlie delle cavalle dal piede di tempesta" (fr. 5151 Page). In altra circostanza Simonide, richiesto se preferisse la ricchezza o la virtù poetica, avrebbe risposto: "Non so, però vedo che i poeti fanno la fila alle porte dei ricchi". Bruno Gentili ha definito come "norma del polpo" l'animale che prende il colore della roccia cui si attacca, l'attitudine cioè del poeta corale a mutare opinione in rapporto ai luoghi, alle circostanze e via dicendo. Certamente fu emblematica nell'antichità la polytropìa di Simonide, che celebrò tiranni filo-persiani, e fu il bardo della libertà ellenica contro i Persiani stessi, fu amico di Ipparco tiranno di Atene, e poi elogiò i suoi uccisori.
Ma questa disponibilità di adeguarsi alle richieste del committente riguardava anche poeti meno spregiudicati e venali di Simonide: così Pindaro in un'ode per un atleta tebano (Istmica VII) narra la misera fine dell'eroe corinzio Bellorofonte, reo di tracotanza, mentre nell'Olimpica XIII sorvola sull'ingloriosa fine dell'eroe mitico, ponendo in luce solo le imprese eroiche.

### Lirica e soggettività
Parlando della lirica, è inevitabile sovrapporre al significato tecnico originario di poesia cantata con accompagnamento musicale, quello moderno di "genere poetico caratterizzato dall'espressione della soggettività d'autore". Espressione dell'io poetico, contrapposta all'oggettivismo dell'epica: è una forzatura in parte, non sarà un caso che il più antico lirico greco, Archiloco esordisca in un frammento (fr. 1 Diehl): "Io sono scudiero del Dio delle battaglie e il dolce suono delle Muse conosco". Da un lato i conflitti sociali che contrappongo l'aristocrazia al demos, dall'altro l'affermarsi della polis e della democrazia, che impone l'allineamento delle opinioni in nome dell'uguaglianza, favoriscono l'emergere dell'individualità, l'affermazione orgogliosa di una particolare visione del mondo, contrapposta all'opinione dei più, la reazione del singolo alle imposizioni di potere, è significativo che proprio nella lirica arcaica si diffonda lo schema retorico della Priàmel, rassegna degli altrui generi di vita cui è contrapposto il proprio, del quale si rivendica la superiore validità. Così Saffo contrapponendosi all'opinione dominante, sostiene che la "cosa più bella non sono flotte di eserciti, di cavalieri, ma ciò che ognuno ama" (fr. 16 Loberl-Page).
Nel nuovo clima di relativismo culturale della polis, il poeta traendo spunto dall'occasione personale, propone la propria concezione di vita come paradigma di caratteri generali della lirica greca. In tal modo egli si fa maestro dell'alètheia, cioè di verità intesa come demistificazione delle opinioni dominanti (dòxai), e delle menzogne di "chi ha una lingua dal duplice pensiero" (Teognide). La Priàmel diviene così lo schema retorico più adatto a esprimere la diversità e la soggettività del poeta, e con questa funzione ricorrerà anche nella poesia latina (Carme I di Orazio).

### Autobiografia e autoschediasma
La critica si è mostrata di recente inclina e ridimensionare la componente soggettiva e autobiografica della lirica. In particolare la teoria dell'impersonalità della letteratura elaborata dal New Criticism in base alla quale il poeta si spersonalizza e tra la vita reale e quella immaginaria nell'opera, si apre uno iato incolmabile, ha indotto i commentatori a interpretare gli aspetti autobiografici come topici. Così ad esempio Ipponatte non sarebbe stato davvero tanto povero come risulta nel frammento "Dai un mantello a Ipponatte: ho tanto freddo malevolo e batto i denti... A me non desti un mantello folto, né rimedio contro il gelo dell'inverno e un paio di babbucce spesse da affondarci i piedi, perché non mi vengano i geloni", e neppure così adirato e rissoso come in fr. 70 Page: "Tenetemi il mantello, voglio pestare un occhio a Bupalo: sono ambidestro e quando picchio non fallisco"; infatti il piglio aggressivo era una convenzionale del genere giambico. Allo stesso modo il fr. 6 "Lo scudo abbandonato", mostra Archiloco dispiaciuto di avere perduto lo scudo in battaglia a Paro contro i Sai, ma si mostra rappresentante di un'etica antimilitaresca e antiomerica, oggi considerato da alcuni critici un'invenzione letteraria mirante a divertire i partecipanti del simposio.

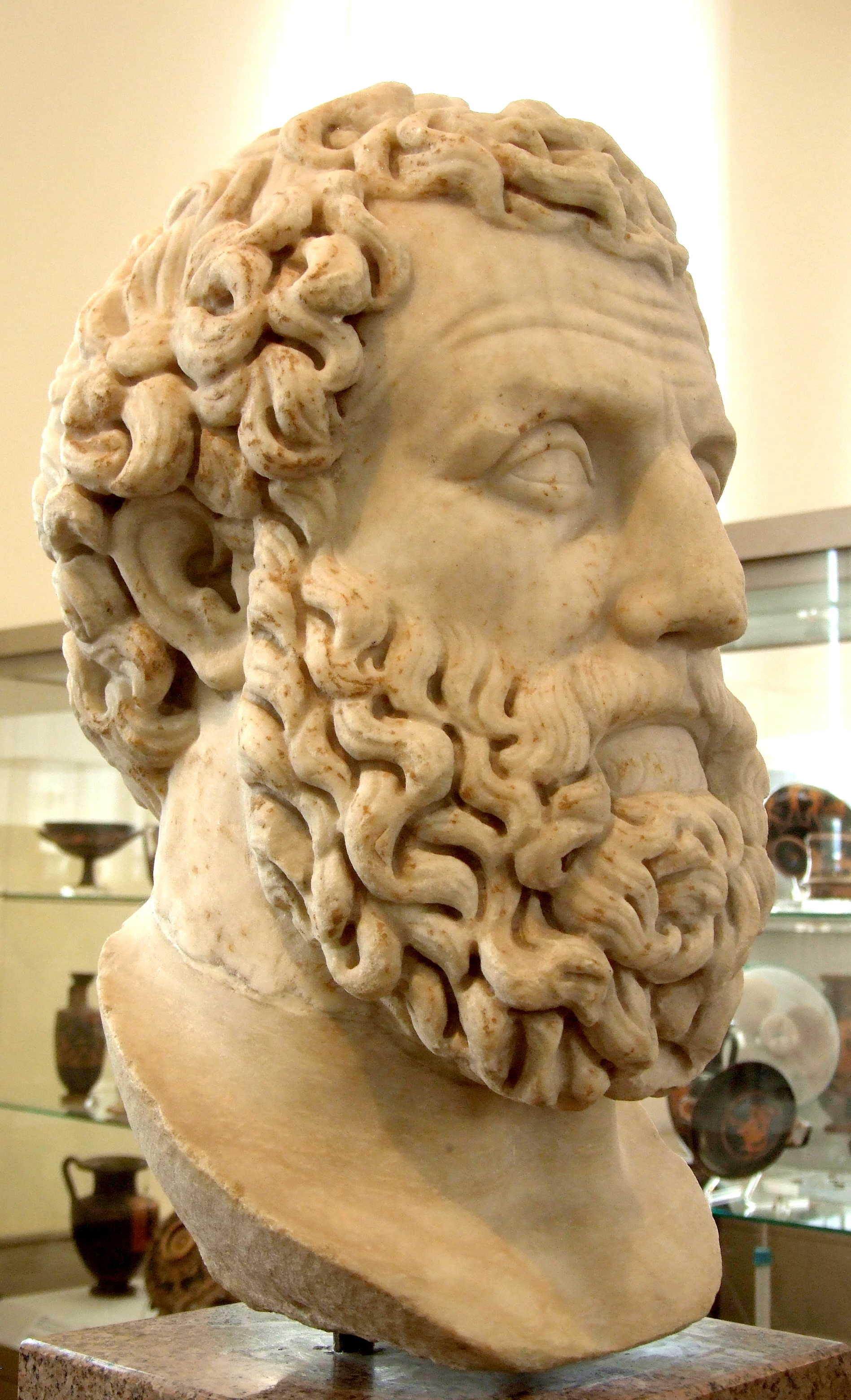
Busto di Archiloco di Paro

Anche l'io della persona loquens, cioè del personaggio che nella lirica si esprime in prima persona, non è più visto come necessariamente coincidente con l'io d'autore. Scrisse M.L. West: "Non si può dare assolutamente per scontato che ogni volta che un frammento di un poeta greco arcaico contiene in prima persona singolare esso venga da un componimento biografico". I nomi di questi personaggi non sarebbero di persone reali, ma maschere fisse. Tra questa posizione spersonalizzante e quella del biografismo tradizionale, Gentili opta per una soluzione intermedia. Il poeta arcaico non canterebbe fatti realmente accaduti, ma neppure estranei alla propria esperienza vissuta, dato che nel frammento, Archiloco, come in A Pericle, fa riferimento alle spedizioni militari di Paro contro Taso.
La questione del valore del pronome personale "io" si pone anche nella lirica corale: si riferisce alla persona del poeta che narra un fatto autobiografico, o si tratta di un io convenzionale, che esprime vedute condivisibili anche nel coro, dal committente, e nel caso di sequenze tipo gnomico. Negli epinici di Pindaro c'è continua alternanza di "io" con "noi". Nei parteni di Alcmane i participi e gli aggettivi femminili, riferite alle coreute, escludono l'identificazione del poeta con l'io narrante.

## I tipi di metro
La metrica si occupa della composizione dei vari tipi di METRI, che caratterizzavano nella letteratura greca i diversi tipi di componimenti, più o meno “nobili”.
I più frequenti sono:
- esametro: poemi epici e poesia bucolica, usato da Omero, Esiodo, Teocrito, Callimaco, Apollonio Rodio, Nonno di Panopoli
- distico elegiaco: poesia d’amore, elegia (include vari sottogeneri: politica, amore, filosofia, storia, soliloquio interiore, etica guerresca), epigramma ed epitaffi. Usato dai poeti elegiaci, e non solo, della Grecia, quali: Callino, Tirteo, Solone, Mimnermo, Teognide, Archiloco, Senofane
- senario giambico: tragedia (parti dialogate), come in Eschilo, Sofocle, Euripide, ma in poesia vi è il cosiddetto "trimetro giambico", a volte anche nella variante del dimetro, usato da Archiloco, Ipponatte (che avrebbe inventato la variante del trimetro scazonte), Anacreonte.
- tetrametro trocaico: commedia (parti dialogate), come in Aristofane e Menandro, ma a volte con varianti, tanto che esiste il metro "aristofaneo". È usato anche nella lirica, da Anacreonte, Archiloco o anche Saffo.
- vari metri lirici: asclepiadeo maggiore e minore, strofe saffica, strofe alcaica……

Le strofe saffiche e alcaiche sono usate spesso, appunto, da Saffo e Alceo nelle Odi ed Inni, a volte usano anche altri metri, come dimetri, tetrametri. Le strofe saffiche a volte sono usate anche da Anacreonte.
Per quanto riguarda gli altri metri, sono tipologie molteplici, usate negli Epodi e negli Inni, Epinici, del gruppo STROFE-ANTISTROFE-EPODO, delle opere di Pindaro, Bacchilide, Simonide, Ibico, ecc..
- ESAMETRO (dattilico)

È l’insieme di 6 piedi dattilici (DATTILO: - U U). Tutti i piedi prevedono la sostituzione di 2 brevi con 1 lunga tranne il 5° piede, che è fisso. Il 6° piede è tronco di una sillaba. La sillaba finale è “indifferens”, ovvero breve o lunga, in quanto non fa differenza, dato che dopo c’è la fine del verso e quindi una pausa inevitabile di lettura:
A livello di lettura sono necessarie delle pause (dette CESURE) che possono essere di due tipi:
- 1.	semiquinaria (traduzione dal greco: pentemimera)
- 2.	semisettenaria (traduzione dal greco eftemimera) preceduta necessariamente dalla semiternaria (traduzione del greco tritemimera)

SCHEMA:		 -U U, - U U, - U U, - U U, - U U, - U
ALCMANIO
Il piede è tetrametro dattilico. In genere si usa in composizione con altri versi, è così chiamato perché fu introdotto dal poeta Alcmane di Sardi.
SCHEMA:	 -U U, - U U, - U U, - U U

DISTICO ELEGIACO
È un distico, cioè l’insieme di esametro + pentametro dattilico. Il secondo verso, cioè il pentametro, ha 2 “arsi” (cioè sillabe accentate) consecutive al centro del verso e la cesura coincide sempre con metà del verso:
SCHEMA:
- ESAMETRO: -U U, - U U, - U U, - U U, - U U, - U
- PENTAMETRO: - U U,- U U, - // - U U, - U U, -

SENARIO GIAMBICO (in greco si chiama TRIMETRO GIAMBICO, il termine primario è per la metrica latina)
È l’insieme di 6 piedi giambici (oppure 3 “metra” giambici: 1 metron = 2 piedi; GIAMBO: U- ). Le cesure sono le stesse dell’esametro.
SCHEMA: U-, U-, U-, U-, U-, U-
TRIMETRO GIAMBICO CATALETTICO: come il trimetro giambico puro, ma manca della sillaba finale
SCHEMA: U-, U-, U-, U-, U-, U
TRIMETRO GIAMBICO IPPONATTEO (O SCAZONTE, O COLIAMBO)
dal latino = zoppicante, dal greco = zoppo
Usato soprattutto da Catullo, in greco da Ipponatte.

Come il trimetro giambico puro, ma il “metron” finale è “invertito” (quindi è un trocheo anziché un giambo), sicché si trovano due accenti consecutivi
SCHEMA: U-, U-, U-, U-, U-, -U

TETRAMETRO TROCAICO ACATALETTO:
Formato da 4 “metra” trocaici, quindi da 8 piedi trocaici (trocheo: - U)
SCHEMA: - U, - U, - U, - U, - U, - U, - U, - U
TETRAMETRO TROCAICO CATALETTICO:
Come il tetrametro trocaico puro, ma manca della sillaba finale (quindi finisce con la sillaba accentata)
SCHEMA: - U, - U, - U, - U, - U, - U, - U, -
SETTENARIO TROCAICO
Usato soprattutto nel teatro (parti cantate della tragedia, raramente nei cantica).

Formato da due tetrapodie trocaiche, la seconda delle quali catalettica

SCHEMA: - U, - U, - U, - U, - U, - U, - U, - U / - U, - U, - U, - U, - U, - U, - U, -

STROFE ALCAICA
“Strofe” perché è un insieme di 4 versi che si ripetono poi in quell’ordine; “alcaica” perché utilizzata soprattutto da Alceo.
Usato soprattutto da Orazio.
- ENDECASILLABO ALCAICO	X – U, - U / - U U, - U U		(base libera + 2 trochei + 2 dattili - nella strofe è ripetuto x 3 + adonio finale)
- ENNEASILLABO ALCAICO	X – U – U – U – U 		(base libera + 4 trochei)
- DECASILLABO ALCAICO 	- U U, - U U/ - U – U		( 2 dattili + 2 trochei)

STROFE SAFFICA (“MINORE”)
“Strofe” perché è un insieme di 4 versi che si ripetono poi in quell’ordine; “saffica” perché utilizzata soprattutto da Saffo (ma anche da Alceo)
Usato soprattutto da Orazio.
- ENDECASILLABO SAFFICO	- U, - U, - U U, - U, - U	( 2 trochei, dattilo in terza sede+ 2 trochei; nella strofe è ripetuto x 3 + adonio finale).

- ADONIO - U U, - U		(dattilo + trocheo)

FALECIO (O FALECEO)
Dal poeta alessandrino Falèco, fu portato a Roma dai poeti preneoterici.
Formato da una base libera + 1 dattilo + 3 trochei
SCHEMA:	XX, - U U, - U – U – U
GLICONEO
Dal poeta greco Glicòne, non altrimenti noto
SCHEMA: 		- - , - U U, - U U (spondeo + 2 dattili)

FERECRATEO
Dal poeta greco Ferecrate (V sec. a.C.)
è un gliconeo catalettico.
SCHEMA: - - , - U U, - U (ovvero: spondeo + dattilo + trocheo)
ASCLEPIADEO
I versi e le strofe asclepiadee prendono il nome dal poeta Asclepiade di Samo, anche se l'inventore di questi versi non è certificato, perché sia l'asclepiadeo maggiore che minore sono già noti dai lirici di Lesbo Saffo e Alceo, forse Asclepiade compose carmi oggi perduti in questo verso, e dunque la tradizione ne attribuì la paternità, come sostiene Orazio nella sua Ars poetica.
- Asclepiadeo minore: secondo la teoria di Efestione è un'esapodia giambica acatalettica, la sola terza dipodia però vi mostra l'andamento giambico puro, mentre le altre due unità di misura prendono la forma di antispasti, di cui il primo può avere nella prima sede la lunga irrazionale, e può talora essere sostituito da una dipodia trocaica. L'antispaso è una dipodia giambica che nella seconda parte viene battuta a contrattempo: la dipodia trocaica può essere considerata come una dipodia giambica del tutto battuta a contrattempo.[11]

X X, - U U-, - U U-, - U U-, - U U-, X X
A metà della seconda dipodia c'è una pausa frequente, ma non obbligatoria in greco, al contrario in Orazio, che dà pure la forma costante di spondeo al primo piede. Lo schema metrico: ∪′∪ — ∪∪ — — ∪∪ — ∪ —
Probabilmente l'asclepiadeo minore è da considerare in Orazio come un'esapodia logaedica con lo spondeo irrazionale nel primo piede, due dattili di tre tempi nella seconda e quarta sede, una lunga di 3 tempi nella terza sede e nella pausa verso la fine.
- Asclepiadeo maggiore: è identico al minore, eccezione che il secondo antispasto è ripetuto. Negli originali greci si ha la cesura a metà della seconda, e a metà della terza dipodia. Tali cesure, usate da Catullo come i Greci in maniera facoltativa, in Orazio diventano obbligatorie, il quale ne fa lo stesso uso del minore, solo che dopo la sillaba di tre tempi, un altro dattilo di tre tempi e un'altra sillaba pure di tre tempi: quest'aggiunta rispetto all'asclepiadeo minore è compresa tra due pause.
In Orazio ci sono 5 sfumature della strofe, a meno che le odi composte di soli asclepiadei minori o di soli maggiori non vogliano considerare come composizioni monostiche.

X X, - U U-, - U U-, - U U-, X X
Resterebbe dunque un sistema distico asclepiadeo, dove si alternano un gliconeo II (identico all'asclepiadeo minore con in meno l'antispasto di mezzo) con un asclepiadeo minore, e poi 2 strofe, una composta di 3 asclepiadei minori chiusi da un gliconeo II e un'altra risultante da due asclepiadei minori, seguiti da un ferecrateo II (uguale al gliconeo II con in meno l'ultima sillaba) e da un gliconeo II.
Un esempio in greco di Asclepiadeo maggiore, dal fr. 140 Lobel-Page di Saffo: Morte di Adone:
Κατθνᾴσκει, Κυθέρη', ἄβρος Ἄδωνις• τί κε θεῖμεν;
καττύπθεσθε, κόραι, καί κατερείκεσθε κίθονας.
Lo schema dell'asclepiadeo maggiore nella lirica latina:
- Catulliano: — — — ∪∪ — — ∪∪ — — ∪∪ — ∪ — Ū

Catullo, Liber, I, 30
Àlfen‿ìmmemor àt || qu‿ùnanimìs || fàlse sodàlibùs,

iàm te nìl miserèt, || dùre, tuì || dùlcis amìculì?
- Oraziano: — — — ∪ ∪ — | — ∪∪ — | — ∪∪ — ∪ — Ū

Orazio, Carmina I, 11, 1
Tū nē quaēsǐĕrīs, || scīrĕ nĕfās, || quēm mǐhǐ, quēm tǐbǐ
Esistono quattro sfumature diverse di strofe in asclepiadeo, dopo la prima forma composta dal Maggiore e dal Minore del primo tipo, ci sono:
- Asclepiadeo II: da 3 asclepiadei minori + 1 gliconeo

X X, - U U-, - U U-, - U U-, X X

X X, - U U-, - U U-, - U U-, X X

X X, - U U-, - U U-, - U U-, X X

- - , - U U, - U U
- Asclepiadeo III: da 2 asclepiadei minori + 1 ferecrateo + 1 gliconeo

X X, - U U-, - U U-, - U U-, X X

X X, - U U-, - U U-, - U U-, X X

- - , - U U, - U

- - , - U U, - U U
- Asclepiadeo IV: da 2 gliconei e 2 asclepiadei minori alternati (ABAB)

- - , - U U, - U U

X X, - U U-, - U U-, - U U-, X X

- - , - U U, - U U

X X, - U U-, - U U-, - U U-, X X

EPODO:
il termine “epodo” indica un “ritornello” formato da un verso più lungo e uno più corto.
In generale indica un DISTICO formato da due versi disuguali. Il più frequente è formato da un TRIMETRO giambico e un DIMETRO giambico
SCHEMA: U-, U-, U-, U-, U-, U-

U-, U-, U-, U-
Archilocheo
Il nome proviene dal poeta giambico Archiloco, e sono caratteristici delle poesie che hanno per tema l'invettiva o anche la satira. Esso è composto di due membri separati da dieresi, un alcmanio e un itifallico, usato anche nella poesia di Orazio, con strofe tetrastiche, cioè composte da due distici elegiaci abbinati di varia struttura.
- Primo: Distico formato da un esametro dattilico + 1 alcmanio (= tetrametro dattilico) però catalettico.

-U U, - U U, - U U, - U U, - U U, - U

-U U, - U U, - U U, - U
- Secondo: Distico formato da un esametro dattilico + 1 giambelego (= dimetro giambico+ trimetro dattilico catalettico)

-U U, - U U, - U U, - U U, - U U, - U

U -, U -, U -, U - / - U U, - U U, -
- Terzo: Distico formato da un esametro dattilico + 1 trimetro dattilico catalettico

-U U, - U U, - U U, - U U, - U U, - U

- U U, - U U, -
- Quarto: Distico formato da :
  - alcmanio (con 4° piede sempre dattilico) + tripodia trocaica, in seguito alla cesura pentemimere
  - trimetro giambico catalettico

-U U, - U U, - U U, - U U | - U, - U, - U

U-, U-, U-, U-, U-, U
Piziambico
Sistema della metrica composto da πύθιος "pizio" + ἱαμβικός "giambico", usato particolarmente da Orazio negli Epodi in due tipologie (Piziambico I e II), si tratta di un esametro dattilico detto anche "pizio" e di un dimetro giambico per quanto riguarda il I, per il II si rileva la composizione di un esametro dattilico + trimetro giambico. Questo sistema metrico fu usato anche da Carducci per le Odi barbare.
- Piziambico I: Distico formato da esametro dattilico + dimetro giambico

U U, - U U, - U U, - U U, - U U, - U

U-, U-, U-, U-
- Piziambico II Distico formato da esametro dattilico + trimetro giambico

U U, - U U, - U U, - U U, - U U, - U

U-, U-, U-, U-, U-, U-
Combinazioni varie per la lirica corale (strofe-antistrofe-epodo)
DATTILO EPITRITI
Sequenze di cola dattilici e giambo-trocaici; è tuttora diffuso nella pratica metrica l'uso di ricorrere alla simbologia fissata da Paul Maas
- D — ∪ ∪ — ∪ ∪ — (hemiepes)[13]
- d I — ∪ ∪ —
- d II ∪ ∪ —
- E — ∪ — X — ∪ —
- e — ∪ —

EOLICI ED EOLICO-GIAMBICI - Usati soprattutto da Saffo e Alceo, ma anche Anacreonte; il nucleo centrale è dato dal cholon — ∪ ∪ —
- Gliconeo X X | — ∪ ∪ — | ∪ X
- Ferecrateo (forma catalettica del gliconeo) X X | — ∪ ∪ — | X
- Telesilleo (forma acefala del gliconeo) X — ∪ ∪ — ∪ —
- Reiziano (forma acefala e catalettica del gliconeo) X | — ∪ ∪ — | X
- Ipponatteo (forma ipercatalettica del gliconeo, o trimetro giambico) X X | — ∪ ∪ — | X X | X
- Enoplio coriambico
  - A: è un ipponatteo acefalo
  - B: X — X — ∪ ∪ — X
- Dimetro coriambico
  - A: — ∪ ∪ — ∪ — ∪ — ∪ (spesso viene — ∪ ∪ — X X X X)
  - B: X X X X — ∪ ∪ —, insomma al contrario del primo
- Aristofanio: dal commediografo Aristofane, è un cholon + baccheo: — ∪ ∪ — ∪ —
- Dodrans: nome moderno che fa riferimento al "quadrante" per la composizione metrica, e trae ispirazione alla moneta repubblicana romana di Dodrante, equivalente a tre quarti di asse.
  - A: — ∪ ∪ — ∪ —
  - B: X X — ∪ ∪ —
- Adonio: frequente nella parte finale della strofe saffica, — ∪ ∪ — X

Piedi di due morae
- pirrichio: ∪ ∪

Piedi di tre morae
- giambo: ∪ –
- trocheo: – ∪
- tribraco: ∪ ∪ ∪

Piedi di quattro morae
- dattilo: – ∪ ∪
- anapesto: ∪ ∪ –
- spondeo: – –
- anfibraco: ∪ – ∪
- proceleusmatico: ∪ ∪ ∪ ∪

Piedi di cinque morae
- peone primo: – ∪ ∪ ∪
- peone secondo: ∪ – ∪ ∪
- peone terzo: ∪ ∪ – ∪
- peone quarto: ∪ ∪ ∪ –
- baccheo: ∪ – –
- antibaccheo o baccheo rovesciato: – – ∪
- cretico – ∪ –

Piedi di sei morae
- digiambo: ∪ – ∪ –
- ditrocheo: – ∪ – ∪
- ionico a minore: ∪ ∪ – –
- ionico a maiore: – – ∪ ∪
- coriambo: – ∪ ∪ –
- antispasto: ∪ – – ∪
- molosso: – – –

Piedi di sette morae
- epitrito primo: ∪ – – –
- epitrito secondo: – ∪ – –
- epitrito terzo: – – ∪ –
- epitrito quarto: – – – ∪

Piedi di otto morae
- docmio (forma base): ∪ – – ∪ –
- ipodocmio: – ∪ – ∪ –
- dispondeo: – – – –

Di questo ampio repertorio, alcuni piedi sono solo ipotetici o si incontrano eccezionalmente, come l'anfibraco, il peone terzo, l'antispasto, l'epitrito primo e quarto, il palinbaccheo, il dispondeo, il pirrichio o il peone secondo; alcuni piedi quadrisillabici si possono ridurre a sizigie di piedi bisillabi, come il digiambo, l'epitrito terzo e secondo, il ditrocheo; il pirrichio non ha esistenza propria ma costituisce parte o sostituzione di altri piedi; altri non hanno esistenza propria, ma esistono solo come risoluzione di una sillaba lunga in due sillabe brevi nei piedi più corti, come il tribraco, il proceleusmatico, il peone primo e quarto.
I dieci che restano sono detti prototipi (o anche archigona sott. metra, in latino), in quanto sono i metri base per la formazione di tutti i tipi di cola e versi possibili. Essi sono
1. il giambo,
2. il trocheo,
3. lo spondeo,
4. l'anapesto,
5. il dattilo,
6. il cretico,
7. il coriambo,
8. il baccheo,
9. lo ionico (a minore e a maiore)
10. il docmio (che è considerato però un piede composto)

## I poeti rappresentati

### Il giambo

#### Archiloco
Il giambo è il metro di una forma di poesia diffusa nella Ionia d'Asia e insulare. Comunemente denominato "trimetro giambico" perché formato da tre metri, cioè tre coppie di giambi; oscura è l'etimologia del giambo, che gli antichi riconnettevano al nome della vecchia serva Iambe di Demetra, che con le sue battute salaci avrebbe suscitato il riso della padrona addolorata per la perdita della figlia Persefone, rapita da Ade. Di sicuro proviene dal verbo greco che vuol dire "colpire", che allude ai contenuti aggressivi e diretti di questa forma poetica. La funzione pragmatica e il legame con l'attualità caratterizza il giambo al pari dell'elegia, al punto che l'aggettivo iambikòs indicava anche contenuti elegiaci. La differenza tra i due generi era nella modalità della performance, affidata al canto nell'elegia, a un recitativo, con accompagnamento di aulo nel giambo.
Si trattava di un'esecuzione simile al "recitar" cantando, della moderna opera lirica. Secondo Aristotele, caratterizzava il giambo la forte carica reattiva nei confronti di uomini e situazioni, il gusto per la beffa, lo scherno, l'invettiva. Tuttavia i contenuti del giambo sono vari, come nell'elegia, e includono spunti biografici, temi civili, didattici, morali, politici ed erotici: il tono è impudente, satirico, corrosivo, ma anche arguto, pacato, pensoso.

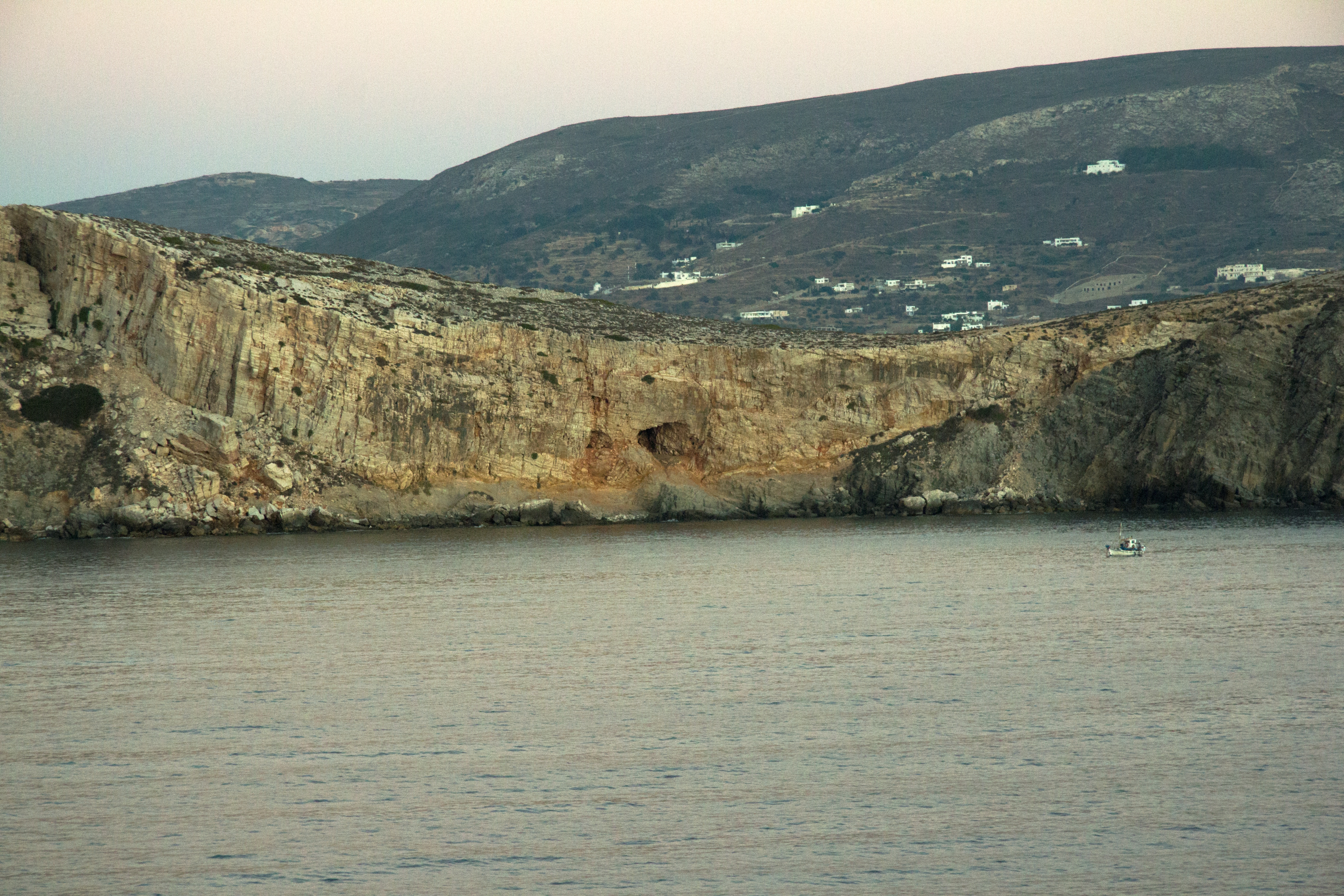
Caverna di Archiloco, Paro

Archiloco di Paro (VII sec. a.C.) soldato di ventura e mercenario, sarebbe stato incoronato poeta giambico dalle Muse stesse. Ancora bambino mentre pascolava le vacche, le incontra in campagna sotto le sembianze di contadine e le schernisce; queste rispondono con risa e lazzi, e gli donano una lira al posto della mucca, simbolo di iniziazione poetica. La vocazione per una poesia del biasimo, dunque di stile basso, contrapposta a una poesia della lode di stile elevato, secondo la distinzione aristotelica, è confermata dall'aneddotica biografica. In particolare si racconto di un certo Licambe, che gli aveva rifiutato la figlia Neobule dopo avergliela promessa in sposa, e Archiloco davanti a questo voltafaccia indirizzò carmi così invettivi da indurre ambedue al suicidio per la vergogna.
Al di là della consistenza biografica della vicenda di Licambe, poco verosimile, è vero che la diffamazione realizza in Archiloco un suo programma di vita e di arte, ispirata a un'etica di ritorsione indiscriminata, che egli stesso a più riprese enuncia: "So essere amico a chi mi è amico, ma odiare e infamare il nemico" (fr. 54 T). L'occasione più nota degli iracondi sfoghi del poeta è data dalle mancate nozze di Neobule figlia di Licambe: "Padre Licambe, quale parola hai detto? Chi ti ha travolto la mente in cui prima eri ben saldo? Ora grande motivo di riso per la gente tu sei diventato".
Forse piuttosto che di etica di ritorsione, si tratta di capacità nuova dell'uomo greco di mettersi in aperto e voluto contrasto con l'opinione corrente, sfidandola con inedito coraggio personale. Da questo punto di vista la figura di Archiloco non solo assume un significato emblematico nella nascita della poesia soggettiva, ma attesta l'avvento di un diritto nuovo, quello di pronunciare un libro giudizio sugli uomini e sulla società. E questo diritto l'individuo Archiloco esercita con schiettezza, ad esempio nei confronti di un parvenu: "Adesso Leofilo comanda e Leofilo spadroneggia e Leofilo ha in mano tutto, e Leofilo è obbedito".
Con la stessa irruenza passionale con la quale odia i nemici, Archiloco vive l'esperienza dell'amore, talora con accenti che fanno presagire la poesia di Saffo: "Ma desiderio mi doma, o caro, che scioglie le membra. Tal brama d'amore avviluppatasi sotto il cuore, molta nebbia mi versò sugli occhi, rubandomi dal petto la molle anima".
Alla tensione affettiva e all'irruenza passionale, corrispondono l'intensità e il vigore dell'espressione, sempre concentrata, limpida, costruita da un minimo di parole, senza tracce di sentimentalismo o retorica; ad Archiloco si deve la creazione di motivi che rimarranno famosi nella letteratura, come quello dello scudo abbandonato. Lo imitarono sia i poeti greci che i latini, come Lucilio, Catullo, Orazio. Sul rapporto tra l'opera di Archiloco e la raccolta degli Epodi  di Orazio, il quale dichiara di aver ricreato a Roma i giambi del poeta di Paro, imitandone il metro e lo spirito, c'è da dire che il poeta fu molto influente nell'ambiente romano.

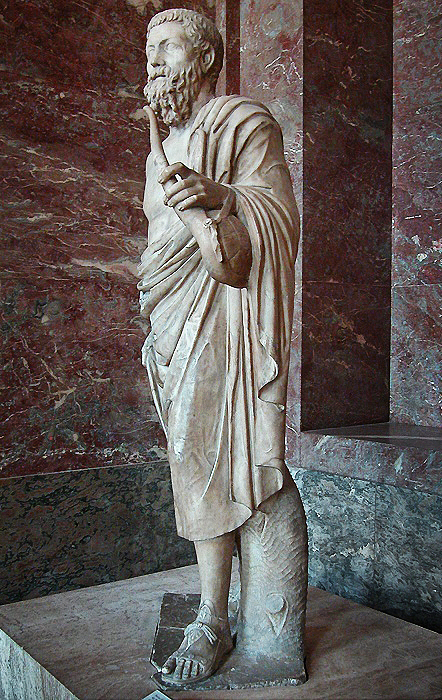
Statua di un suonatore di lira, opera di Pitagora da Reggio; alcuni vi hanno individuato la caratterizzazione del poeta Semonide

#### Semonide di Amorgo e Ipponatte
Semonide (seconda metà del VII secolo a.C.) è noto soprattutto per un frammento di satira contro la donna, divertente e molto spiritoso, nel quale l'universo femminile è analizzato in 10 specie, derivanti ciascuna da un animale, la donna disordinata è la scrofa, quella astuta la volpe, ecc., tutte perniciose, tranne quella nata dall'ape, ritenuta laboriosa e obbediente: "L'indole della donna Dio la fece diversa. Una deriva dalla scrofa setosa; la sua casa / è una lordura, un caos, la roba rotola per terra. Lei non si lava; veste panni sozzi / e stravaccata nel letame ingrassa".
Più interessante è l'opera di Ipponatte di Efeso (metà del VI sec. a.C.) autore di coliambi, e giambi scazonti o zoppi, per la rottura ritmica provocata dall'allungamento della penultima sillaba del verso. Secondo la tradizione Ipponatte era un nobile caduto in miseria, in infatti nei frammenti appare come un pitocco che patisce il freddo e la game, e supplica il dio Ermes. L'irruenza archilochea è visibile nelle invettive contro lo scultore Bupalo, colpevole di aver caricaturato il poeta, ritraendolo piccolo e brutto; perseguitato dai giambi di Ipponatte, si sarebbe impiccato per la vergogna come Licambe. Il motivo del suicidio delle vittime dei giambografi è evidentemente topico, così come letterarie sono le situazioni descritte dal poeta, che certamente non conduceva un'esistenza da pezzente nei bassifondi della città, come vorrebbe farci credere. I toni da canaglia e crudi non devono ingannare: le espressioni da taverna e l'esibizione di una povertà estrema, che fanno di Ipponatte una sorta di poeta maledetto ante litteram, rientrano nelle convenzioni del genere giambico.
Ipponatte era un poeta dotto, raffinato e padrone dei mezzi espressivi, in grado di usare le forme dello stile alto dell'epica, ora evocandole direttamente, e ora parodiandole con fine gusto caricaturale; è il caso dell'invocazione alla Musa, che contaminando le formule dell'Iliade e dell'Odissea, celebra un personaggio pomposamente nominato cl patronimico "figlio di Eurimedonte", forse Bupalo, forse un compagno di simposio: "Cantami, o Musa, il gorgo simile a Cariddi del figlio di Eurimedonte, cioè lo stomaco stritolatutto, quel mangione vergognoso, sicché di mala morte il malvagio muoia a furor di popolo, lungo la spiaggia dell'inquieto mare" (fr. 79 Diehl).

### L'elegia

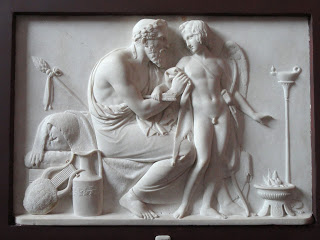
Bassorilievo ritraente Anacreonte e un suo giovane amante

L'elegia (élegos ossia lamento) era una composizione di distici elegiaci, cioè versi formati da esametro e pentametro a ripetizione, il contenuto era vario, anche se alcuni grammatici antichi attribuendo al termine il significato di "canto funebre", hanno sostenuto l'origine trenodica dell'elegia. Questa interpretazione è espressa anche nell'Ars poetica di Orazio e sembrerebbe accordarsi col tono spesso mesto e malinconico delle composizioni elegiache, soprattutto latine, nelle quali il lamento è di ispirazione amorosa. Tuttavia il termine élegos probabilmente designava il flauto, lo strumento col cui accompagnamento veniva intonata l'elegia; inoltre sono rari gli esempi di threnos elegiaco, ed invece è ampia la gamma dei contenuti del genere, vari sono gli argomenti: parenetici (esortativi), amorosi, patriottici, politici, militari, gnomici, e sempre appare inseparabile, almeno nell'antichità, dall'uso simposiale, dunque faccende molto lontane dal lamento funebre.
La funzione pragmatica e parenetica connessa con i problemi attuali della comunità, oppone l'elegia alla poesia epica, dalla quale differenzia anche per il metro e per lo strumento musicale (l'aulo) escluso dall'epos. In età ellenistica si attenua nell'elegia l'elemento personale e individuale, per lasciare posto all'elemento erudito e mitologico, come in Callimaco. Nella letteratura latina l'elegia, per lo più di imitazione alessandrina e lontana da quella greca arcaica, espresse contenuti nuovi legati alla passione d'amore, al desiderio della pace e della vita semplice, conforme ai dettami della natura, raggiungendo accenti originali, al punto che Quintiliano poté scrivere che in questo genere i Romani potevano competere con i Greci; i rappresentanti furono Ovidio, Properzio, Catullo e Tibullo.

#### Callino e Tirteo
Nel Canone Alessandrino sono annoverati, tra i primi elegiaci, Callino e Tirteo, che aprono la storia di questo genere con l'argomento della guerra. Di Callino di Efeso (prima metà del VII secolo a.C.) restano frammenti che esortano alla lotta i cittadini, in tempi nei quali Efeso e altre città coloniche degli Ioni in Asia Minore erano teatro di invasioni barbariche, dei Cimmeri e dei Treri. Il linguaggio è quello della tradizione guerresca, cioè omerico, con la differenza però che i fatti non riguardano un passato mitico, ma l'attualità. Maggiore spessore mostra Tirteo (seconda metà del VII sec. a.C.), poeta soldato cantore della virtù spartana, del valore guerresco. Forse emigrato in Sparta da Mileto oppure dall'Attica, la leggenda narra che gli Spartani all'epoca della seconda guerra messenica su consiglio dell'oracolo di Delfi, chiedessero un generale agli Ateniesi, e questi per dileggio inviarono Tirteo, maestro di scuola zoppo e anche esaltato, il quale però infiammò l'animo dei soldati con i suoi versi, e li condusse alla vittoria.

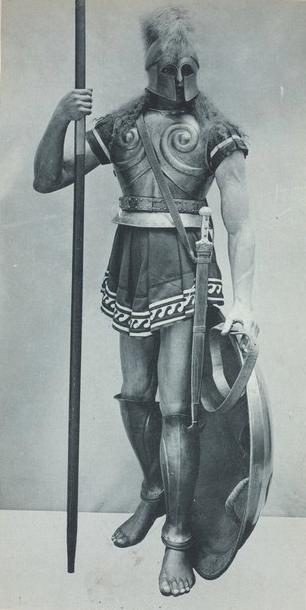
Oplita spartano

Tirteo scrisse numerose elegie che celebravano il kòsmos aristocratico e guerriero della città, in particolare quella più lunga giuntaci Sulla virtù guerresca (fr. 7 Diehl), insegnavano la virtù del sacrificio per la patria, il disonore della fuga dalla lotta, l'onore divino che spetta al caduto in battaglia. S'è scritto che con Tirteo nasce l'etica della polis, in base al quale il sacrificio per la propria terra rende simili agli dei. Un giovane senza vita sul campo di battaglia è uno spettacolo edificante per i posteri, persino "bello a vedersi", mentre il corpo straziato di un anziano caduto, senza che sia stato protetto dai giovani dell'esercito, è spettacolo "turpe e miserevole".
Mentre di Callino si conservano 4 frammenti, di cui il più lungo (fr. 1 West) riguardante l'Esortazione al valore militare, di Tirteo si conservano più frammenti.
Platone ricorda che ai suoi tempi presso Sparta i canti di Tirteo erano ancora cantati a sazietà, come strumento di formazione comunitaria, i canti tirtaici erano intonati quando l'esercito si schierava in battaglia. L'opera di Tirteo fu divisa dagli alessandrini i 5 libri che comprendevano elegie e canti di guerra in ritmo anapestico, di cui si conservano 2 frammenti (fr. 856-57 Page). Un'ampia elegia o forse l'intera raccolta di elegie si chiama aEunomia. Un'altra raccolta postuma fu intitolata Esortazioni, per una serie di elegie che incitano al valor militare. A parte situazione di vita in guerra, Tirteo trovava il suo luogo privilegiato di esecuzione nelle occasioni di convivialità pubblica, in particolare le mense comuni nelle quali gli Spartani partecipavano, organizzati in gruppi.
I motivi dominanti della poesia di Tirteo sono la necessità gloriosa della virtù guerriera, e la celebrazione delle istituzioni spartane. Nella sua opera rievocava le origini di Sparta dagli Eraclidi (fr. 1ab Gent-Perr), e la matrice oracolare, delfico-apollinea, della costituzione non scritta di Licurgo, il legislatore spartano semi-mitico, nella cui figura la tradizione concentrava l'attività di formazione delle leggi spartane che aveva interessato il periodo dell'alto e medio arcaismo. Tirteo ricorda la prima guerra messenica, la vittoria spartana e l'umiliante schiavitù dei Messeni.
L'argomentare poetico procede attraverso la contrapposizione di idee e immagini in quadri scabri e concreti (vecchi-giovani, bello-turpe, vita-morte, resistenza-fuga). Le strutture del discorso come gran parte dell'elegia arcaica, si collocano nel solco della tradizione epica omerica, ma rivelano una loro peculiarità nell'intensa efficacia, coerentemente con il nuovo modello di eroismo collettivo, e non legato a figure chiave astratte che incarnano la forza, la virtù, il potere, quali i personaggi mitici dei poemi omerici.
La lingua è quella dell'epica del dialetto ionico, ma presenta alcune forme doriche. I dorismi originari della poesia di Tirteo sono sopravvissuti solo nei casi in cui il processo di normalizzazione ionica del testo, operata a partire dall'Atene del V secolo a.C., avrebbe compromesso il metro.

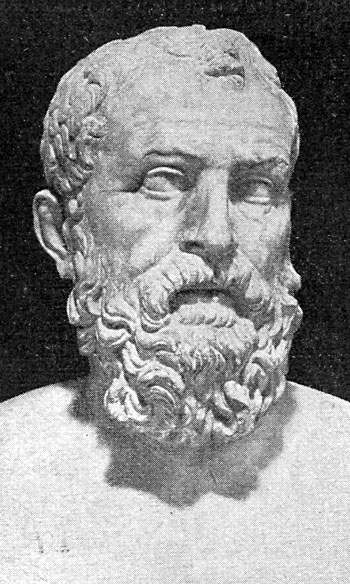
Busto di Solone, Collezione Farnese, Museo Archeologico Nazionale di Napoli

#### La politica di Solone
L'elegia morale di Solone di Atene (640-560 a.C.) è quella messa al servizio della patria, più precisamente riguardante la saggezza e l'educazione dei cittadini alla virtù e alla morale. Di nobile famiglia ateniese, la figura di Solone appartiene alla storia politica non meno che alla letteratura, posto secondo la leggenda nel novero dei Sette Sapienti, promuove la cultura di Atene, istituendo recitazione pubbliche di Omero, anticipa l'ideale di saggezza e misura; l'esordio politico è documentato dal frammento Elegia per Salamina (fr. 2 Diehl), letta ai concittadini per esortarli a strappare l'isola ai Megaresi: "Andiamo a Salamina, a batterci per l'isola bella e liberarci dalla grave infamia".
Da arconte nel 594 emana la costituzione timocratica (lo scuotimento dei pesi), cioè basata sul censo dei cittadini. La produzione di elegie e giambi si lega in gran parte all'attività legislativa, in particolare l'elegia del Buongoverno che celebra le virtù della moderazione e della giustizia. Di contenuto morale è Elegia alle Muse nella quale l'autore invoca per sé prosperità, buona fama e ricchezza, che però non deve essere acquistata con l'ingiustizia, se non si vuole incorrere nella punizione di Zeus. Il "benessere" disgiunto dalla moderazione genera "sazietà", talora arroganza, e autostima forsennata, che si traducono per il singolo e i discendenti o per la comunità in "accecamento" e autodistruzione. Si tratta di concetti fondamentali per l'etica greca che elaborano spunti tipici di Esiodo e anticipano i motivi del dramma attico.
Sebbene i contenuti siano politici e morali, non manca la dimensione personale, tipica della lirica, avvertibile sia nella consapevolezza di attuare in piena solitudine un programma arduo (Nelle grandi imprese è difficile piacere a tutti, fr. 5), sia nel ricondurre attraverso l'enfasi della prima persona, al proprio "io" ogni riflessione o decisione presa: "Io sento, e dentro al cuore mi è fitta questa pena, vedendo la più antica terra di Ionia andare in declino" (fr. 4).
La soggettività traspare anche nel frammento che esprime nella forma della "beatitudine" i gusti personali del poeta, tradotto da Giovanni Pascoli nel poemetto Solon: "Solon, dicesti che un giorno tu: Beato / chi ama, chi cavalli ha solidunghi, / cani da caccia, un ospite lontano" La personalità del poeta con il suo amore per la vita, con la carica di ottimismo morale, è presente anche nel frammento che ormai, vecchio, avrebbe inviato al poeta Mimnermo: (fr. 22) "Ma se ora almeno vuoi ascoltarmi, togli via quel verso, e riscrivilo, o prole di dolci poeti, e canta così: a 80 anni mi colga il destino di morte. Invecchio sempre molte cose imparando"
A quest'ultimo verso si lega forse l'aneddoto secondo il quale l'anziano legislatore, udita dal nipote una canzone di Saffo, volle impararla, e a chi gli chiedeva perché mai lo facesse, avrebbe risposto: "Per morire dopo averla appresa", dal finale del Solon pascoliano (vv. 84-85).

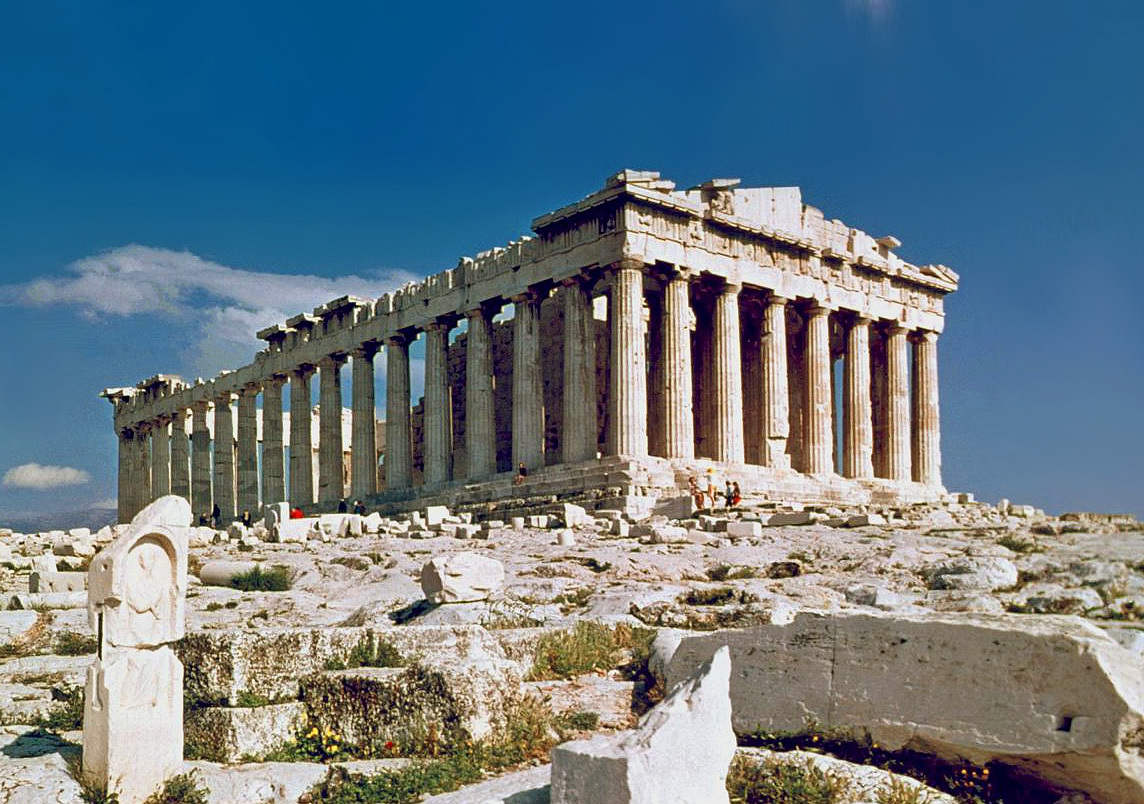
Partenone, foto del 1978

Le due principali elegie conservate per intero solo l’Eunomia e l’Elegia alle Muse, le altre sono in frammenti, conservate per tradizione indiretta, o per papiri recentemente rinvenuti.
Un vero e proprio manifesto d'ispirazione aristocratica è la cosiddetta Elegia alle Muse (fr. 1 Gent-Pr), un componimento in 76 versi presumibilmente integro, che costituisce un carme elegiaco d'età arcaica tra i più estesi che si conosca della lirica arcaica in distici. In apertura Solone invoca le Muse, le figlie di Mnemosyne e Zeus, affinché gli concedano felicità e benessere da parte degli dei, e buona fama da parte degli uomini. Il poeta chiede loro di essere dolce verso gli amici e amaro verso i nemici, rispettato dai primi e temuto dai secondi, in conformità con un saldo principio della morale arcaica.
Egli è consapevole che l'attività di poeta direttamente impegnato nelle vicende politiche gli procurerà amici, ma anche nemici, mettendo in pericolo la sicurezza stessa della sua condizione sociale ed economica, della prosperità che legittimamente detiene.
Perentorio è il rifiuto di accumulare ricchezze illecite, conquistate deviando la giusta norma; il benessere cui si riferisce Solone è la ricchezza fondiaria, legittimata e garantita per discendenza familiare dalla volontà divina, una ricchezze ben salda, non precaria e incerta come quella mobile, conseguita nelle avventure e nei rischi del mercato, del commercio, delle bische, attività tanto rapidamente lucrose quanto rovinose, soprattutto per i pericoli della navigazione nei traffici commerciali.
Le Muse dunque non hanno solo il compito di assistere il poeta nella composizione del canto, ma anche garantirlo da rischi che potrà procurargli la parola poetica, intimamente connessa al suo programma politico. La ricchezza giusta che viene dagli dei è salda; quella procacciata illecitamente è effimera e conduce alla rovina, anche se all'inizio sembra un bene. Zeus vigila su tutto, come un vento di primavera che in un attimo disperde un temporale e torna far splendere il sole, allo stesso modo agisce per ripristinare la giustizia. La punizione divina, secondo il principio arcaico di ereditarietà della colpa, si abbatte immancabilmente sul colpevole del peccato, o sui suoi discendenti.
Gli uomini non conoscono il futuro e si nutrono di illusioni; segue poi nell'elegia, un catalogo dei mestieri che affannosamente i mortali praticano alla cieca ricerca del benessere, il mercante, il contadino, l'artigiano, il rapsodo, l'indovino, il medico.
Il carme indica un punto di riferimento imprescindibile per l'idea del lavoro arcaico, che si enuclea attraverso la classificazione dei vari mestieri, l'idea di causalità che lega il lavoro al bisogno e la consapevolezza del rischio che a una prestazione lavorativa non corrisponda il compenso adeguato, o addirittura nessun compenso. Un'insicurezza derivante anche dalle profonde trasformazioni politico-economiche del VII secolo a.C., che provocano improvvisi rovesci di fortuna e connesse loro volta all'imprevedibilità delle attività mercantili. La condanna della ricerca sfrenata della ricchezza, da parte di Solone, trovò concreta applicazione nella sua attività di legislatore.
Forte è l'energia visiva emanata dalle metafore soloniane, come quando in riferimento alla sua posizione politica, egli si autodefinisce un "lupo tra molte cagne" (fr. 30, 27 Gent-Perr), o si pensi alla metafora del mare come il più giusto di tutte le cose, se non è sconvolto dai venti (fr. 13 Gent-Perr), dove il poeta trasferisce la sfera della vita sociale a quella della natura la nozione di reciprocità ed equilibrio, che costituì nel pensiero arcaico l'elemento comune alle varie formulazioni di giustizia. La calamità politica che incombe sulla città, è raffigurata dalla metafora naturalistica (fr 12 Gent-Perr) "erompe dalla forza di neve e grandine, / dalla fulgida folgore di tuono". Si fa riferimento alla tempesta sociale del popolo di Atene, che dopo le leggi di Solone, andrà a cadere nelle mani del tiranno Pisistrato per sua colpa.

#### Elegia amorosa e nostalgica di Mimnermo
Mimnermo nacque a Colofone, per altri a Smirne, in Asia Minore, e visse tra la seconda metà del VII secolo e gli inizi del VI sec. a.C. Secondo la tradizione avrebbe esercitato la professione di auleta, e avrebbe amato una flautista di nome Nannò, fu esponente dell'aristocrazia ionica, come attesta l'accenno ai prodi antenati nel poemetto perduto Smirneide, che celebrava le vicende della guerra della sua città contro i Lidi all'epoca governati da Gige (680 a.C.); in un frammento di quest'opera esalta un combattente, che sul fiume Ermo metteva in fuga le falangi dei cavalieri lidi, avventandosi rapido "come i raggi del sole". Forse si tratta di suo nonno, a ricordo del quale il padre del poeta avrebbe chiamato il figlio Mimnermos (colui che resiste sull'Ermo).

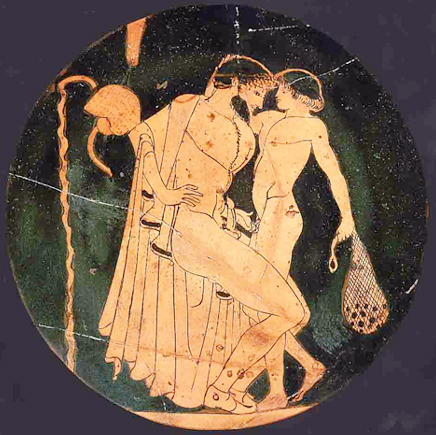
Un uomo si protende ad accarezzare un ragazzo. VI secolo a.C.

Mimnermo è un poeta d'amore e della caducità della vita, canta con struggente malinconia lo sfiorire della giovinezza, così bella e così troppo breve, la vecchiaia incombente è sentita come un'ingiustizia anzitutto estetica, poi portatrice di malanni e disgrazie per la vita, l'ansia della corsa del tempo, il piacere sempre legato all'idea della fugacità: "Quale vita, che dolcezza senza Afrodite dorata? / Io voglio morire quando non avrò più cari gli amori segreti e il letto e le dolcissime offerte, / che di giovinezza sono i fiori fugaci per gli uomini e le donne. / Quando viene dolorosa la vecchiaia, / che rende l'uomo bello simile al brutto, / sempre nella mente lo consumano malvagi pensieri [..]"
Di questo frammento si scrisse che Mimnermo espose un modello di vita basato sul piacere e consumo dell'edonismo estenuato e decadente della "molle" Ionia. Altri hanno inteso i versi nella prospettiva del carpe diem oraziano, cioè come un invito a godere fin che si può dei doni della giovinezza, mentre altri critici hanno individuato note di pessimismo e nichilismo confrontandolo con Semonide e Teognide. Il frammento 2 Diehl Uomini e foglie è il più celebre di Mimnermo: "Siamo come le foglie nate nella stagione florida, / che crescono così rapide nel sole, / noi godiamo per un gramo di tempo i fiori dell'età, / per volere degli dei siamo ignari del bene e del male. / Rigide, accanto, stanno le nere Parche: / una ha un destino di vecchiezza atroce, 7 l'altra di morte. E il frutto della giovinezza è un attimo, / quanto dilaga sulla terra il sole. [...]"
Dai grammatici alessandrini, Mimnermo fu ritenuto l'inventore dell'elegia amorosa, e ciò è verso per l'elegia latina, nella quale affiorano i temi, i motivi, gli spunti mitico-narrativi della poesia di Mimnermo. Properzio scrive che il verso di Mimnermo vale più di tutto Omero. Il tono sentimentale venato di melanconia che ha connotato nei secoli il genere dell'elegia a partire dai poeti latini, è già presente insomma in Mimnermo.
Sotto il nome di Mimnermo gli antichi conoscevano una raccolta di elegie cui appartiene la maggior parte dei frammenti superstiti, alcuni dei quali tramandati come appartenenti alla raccolta di versi Nannò, dal nome dell'amata ispiratrice delle poesie amorose di Mimnermo, e dalla Smirneide, una lunga elegia che doveva raccontare i temi epici la storia della città di Smirne. Il titolo della "Nannò" deriva dall'edizione di Antimaco di Colofone (IV sec. a.C.), il quale fu il primo a intitolare col nome della donna amata da Mimnermo, Lide, la raccolta delle sue elegie di contenuto vario, prevalentemente amoroso.
Molto dibattuta è la questione della ripartizione dell'intera opera in libri, effettuata dagli alessandrini, nonché del rapporto tra la raccolta delle elegie simposiali di argomento mitico, amoroso ed etico-esistenziali, ossia quelle che si cono conservate, e infine la Smirneide. A parte la testimonianza di Porfirione (III sec. d.C.) che dice che le opere del poeta erano divise in 2 libri, è fondamentale un passo del prologo degli Aitia di Callimaco, che conferma il dato di Porfirione. In questi versi mettendo a confronto i carmi brevi e quelli lunghi dei due poeti Mimnermo e Filia di Cos, Callimaco fa riferimento alle elegie brevi di argomento vario e alla "grande gonna", forse si riferiva alla Smirneide, in riferimento alla gonna dell'amazzone Smirna che fondò la città
Mimnermo è una voce non comune nella cultura arcaica, cresciuta nell'ambiente del κῶμος e dell'aulodia, disancorata dall'ufficialità della tradizione rapsodica. Il suo mondo di valori è raffinato nel simposio dei greci dell'Asia Minore; una voce nuova per i contenuti e il rilievo assunto dal motivo amoroso in funzione del quale è anche il racconto mitico.
Originale il modo con il quale è trattato il mito, ossia la narrazione di vicende mitiche scelte, sotto il profilo dell'amore, significanti la forza irresistibile di Afrodite nel suo duplice manifestarsi di nemica o amica dell'uomo, nel punire chi le si oppone (fr. 17 Gent-Pr), o nel favorire chi si affida al suo aiuto (fr. 10 Gent-Pr). L'amore entra trionfalmente nel mito, diviene il tema guida che conferisce unità alla narrazione episodica, e insieme l'umanizza, come nel frammento delle vicende dello sventurato Titono, e la descrizione del viaggio del Sole.
Il mito inoltre funge da introduzione e filo conduttore al tema corrente di Mimnermo, ossia la nostalgia e l'odio per la vecchiaia. L'antitesi giovinezza-vecchiaia è la cifra concettuale: il sigillo personale della tematica del poeta, in cui si allenano con successione uniforme, ma non con eguale timbro, i due aspetti, positivo e negativo, delle due epoche della vita umana, dell'età breve dell'amore e dei suoi benefici, e di quella ottenebrata dai mali, dalla bruttezza fisica, dall'impotenza e dalla presenza oscura delle Moire che tessono il filo della fine. La certezza è solo una e amara, la fine della vita, che porta il poeta a dichiarare "meglio morire subito anziché vivere, non appena giunge l'odiosa vecchiaia che rende l'uomo bello simile al brutto".
Dunque in Mimnermo, dopo Callino e Tirteo, subentra all'ideale eroico-guerresco quello tipicamente umano, con le sfumature dell'amore, del piacere, una concezione della vita pessimistica, differente da quella di Solone, non aristocratica ma borghese, espressione della nascente crisi dei valori eroici omerici su cui si basò l'aristocrazia greca nella seconda metà del VII secolo a.C., per essere scalzata dalla borghesia mercantile nella Ionia, con il soccombere delle città e l'ascesa dei Lidi I valori apparentemente universali della ricchezza e del benessere sotto la protezione divina sfumano per lasciare posto a un'idea della vita più coerente con la natura fragile dell'uomo, già contestualizzata da Solone nell' Elegia alle Muse, ma in tono diverso, di rimbrotto contro i corrotti che cercano di scardinare la politica dei giusti alla ricerca di ricchezza.

#### La filosofia di Senofane
Senofane di Colofone (570 a.C. ca), morto a 92 anni e maestro di Parmenide, appartiene a quella schiera di personalità che con termine limitativo vengono definite filosofi "presocratici", ma anche in realtà conformemente a una concezione unitaria del sapere, sono insieme pensatori, scienziati, poeti, poiché esprimono le loro idee sulla natura con il metro della poesia (si ricordino i Frammenti di Eraclito o il poema Della natura di Parmenide). Eraclito definiva Senofane, in tono di polemica, "colui che sa molte cose"; il carattere distintivo dell'opera di Senofane, che compose carmi in raccolte: La fondazione di Colofone - La colonizzazione di Elea (un poema didascalico-storico), e poi la raccolta degli alessandrini Sulla natura, è dunque la critica corrosiva, altera e spregiudicata delle credenze correnti sul piano etico e religioso. Accanto alla propria riflessione anticonformista, l'attività di rapsodo itinerante gli consentì una più libera esperienza di uomini e idee, al di fuori di un rapporto di committenza stabile. Da qui la sua polemica contro il politeismo, l'antropomorfismo, la metempsicosi pitagorica, l'amoralità della religione omerica ed esiodea, e l'asserzione monoteistica di un dio che tutto intero vede, percepisce e ascolta, diverso nel corpo e nella mente dagli uomini, che in tutto muove senza fatica.

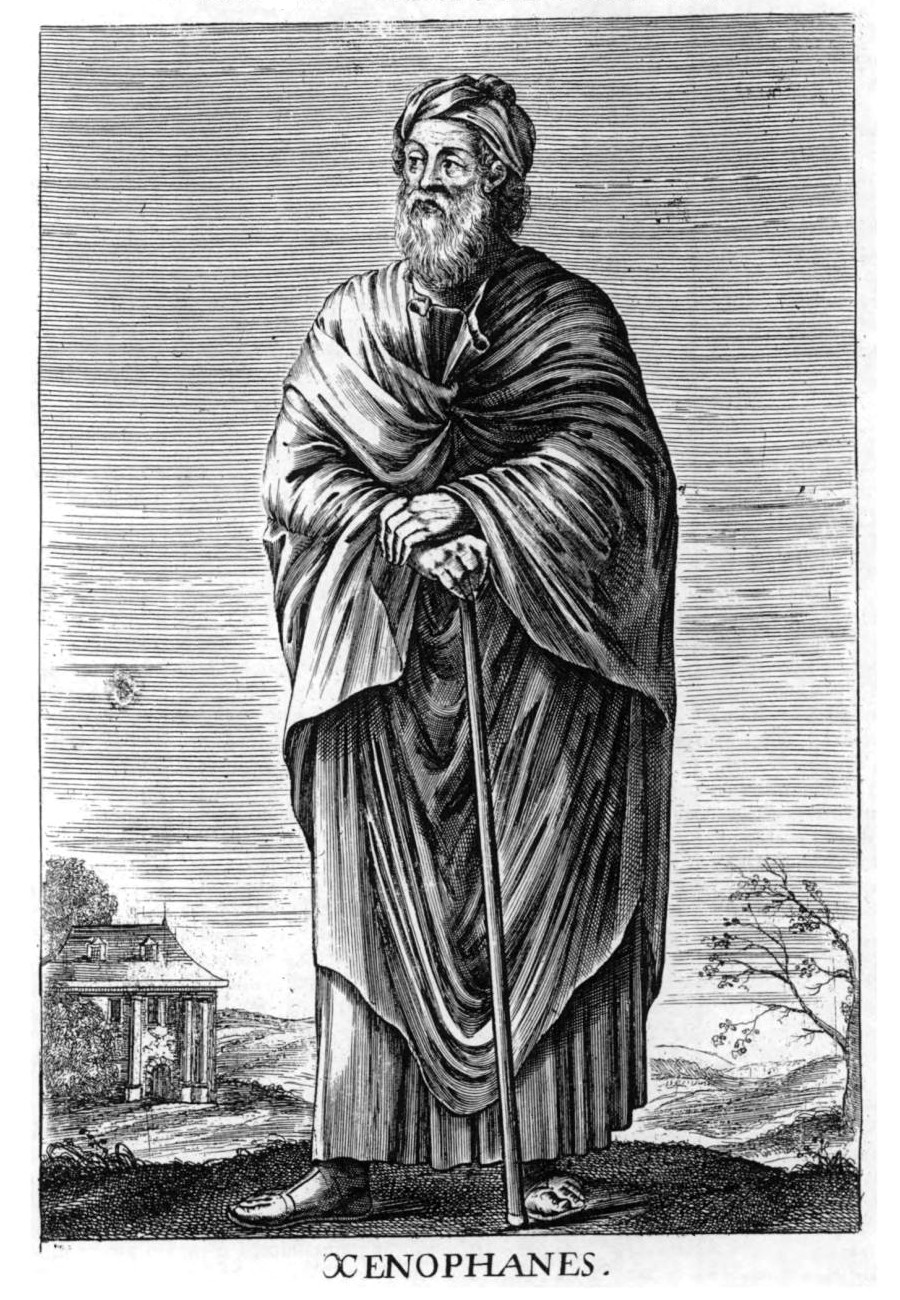
Senofane illustrato nel saggio Storia della filosofia di Thomas Stanley

Senofane fu anche avverso alla committenza della lirica corale di Alcmane, Pindaro, Bacchilide, Simonide, al successo sportivo da celebrare in poesia, Senofane oppone il superbo valore della poesia stessa, da non piegarsi a convenzionali formule tematiche per sollazzare i potenti e i nobili, al di sopra della pura forza fisica Il valore della σοφία poetica è in ragione del contributo che essa può dare alla stabilità e all'equilibrio politico, e quindi alla pace e al benessere della città
L'affermazione della superiorità della sapienza poetica sulle prestazioni atletiche tendeva ad anteporre nella scala tradizionale dei valori dell'attività poetica, pertinente alla sfera demiurgica, all'attività agonistica, prerogativa dei ceti aristocratici, orientata verso l'educazione guerresca. Nel lungo fr. 1 Gent-Pr, vengono descritti i gesti e gli oggetti della cerimonia simposiale, norme e valori ai quali essa deve lietamente ispirarsi; di qui il rifiuto di Senofane di un canto che introduca nei simposi i racconti mitici della Titanomachia e della Gigantomachia, delle lotte intestine e sedizioni all'interno dell'Olimpo degli dei, dunque Senofane rifiuta di trattare qualsiasi argomento mitico della tradizione mitologica, che possa essere di cattivo esempio per i politici e nocivo alla comunità. Senofane non a caso biasimava nei suoi frammenti perfino Omero, poiché secoli dopo la sua morte, continuava a guadagnare per mano di altri rapsodi con i suoi poemi, mentre i poeti contemporanei facevano la fame.

#### Elegia "gnomica" di Teognide

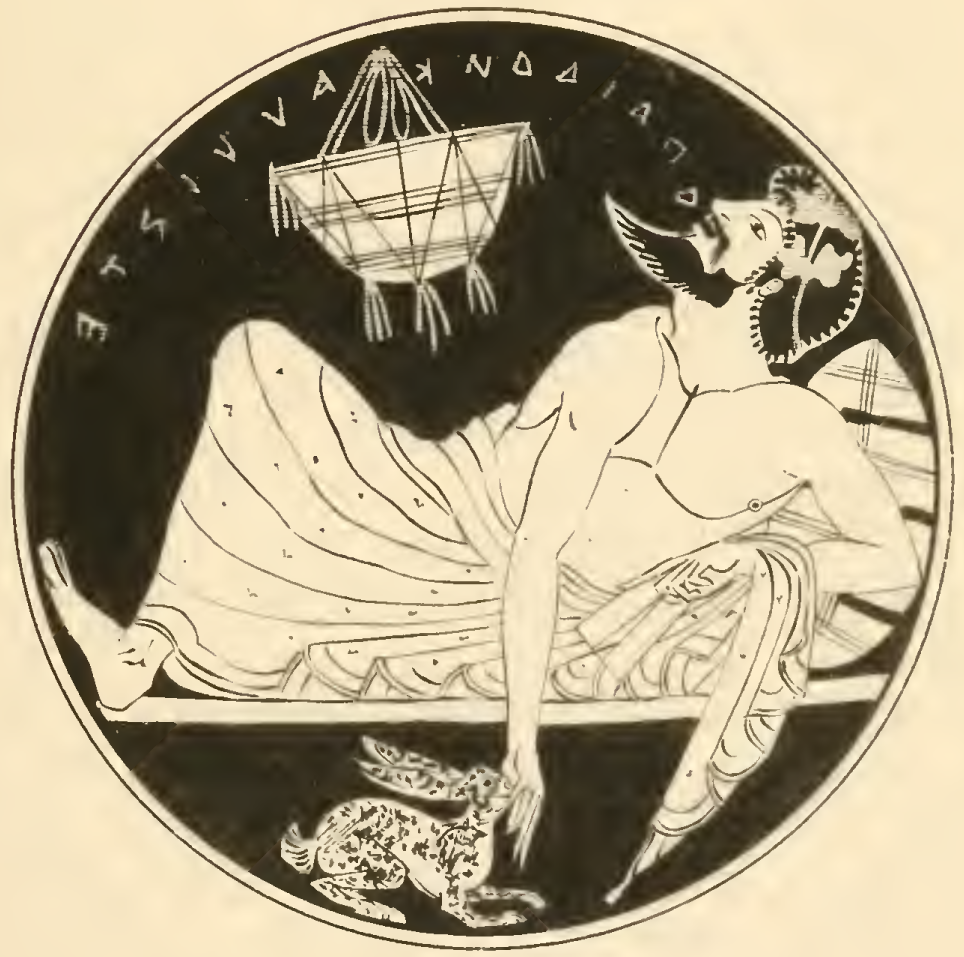
Vaso proveniente dalla Beozia (V secolo a.C.), i versi iniziali provengono da un carme di Teognide

Teognide di Megara Nisea visse tra la fine del VI secolo a.C. e gli inizi del successivo. Aristocratico, con la caduta dell'oligarchia fu privato dei beni, e costretto a vivere in esilio. Sotto il suo nome è giunto un Corpus Teognideum di 1400 versi in metro elegiaco distico, di tradizione manoscritta medievale, in 2 libri, dove i componimenti sono giustapposti senza un criterio, frammisti a brani di altri poeti come Solone, Mimnermo, Tirteo.
Il nucleo di elegie ispirate all'etica aristocratica, di cui il poeta fu strenuo difensore, ha una coerenza tematica. Riflette il dramma personale di un nobile che sopravvissuto ai rivolgimenti politici avversi alla sua classe, è stato privato dei privilegi, i beni, la patria. Ecco come uno spinto tratto da Esiodo è rivissuto alla luce dell'esperienza dell'esilio (vv. 1197-1202 ed. T.H. Williams, 1903) dal frammento Il grido della gru: "Ho udito, o Polipaide, acutamente risuonare il grido dell'uccello che annuncia la stagione propizia dell'aratura; ma cupo a me percosse il cuore: ora i miei fertili campi sono di altri, né per me trascinano i muli il dente dell'aratro dal tempo mio viaggio funesto sopra il mare".
La gnome esiodea è qui riferita alla situazione personale del poeta, che ora è tra quelli che sono senza i buoi; più spesso Teognide sfoga il suo rancore di vecchio aristocratico spazzato via dalla montante marea democratica. Di fronte alla vittoria dei nuovi ceti "plutocratici" Teognide" teorizza la separazione tra le classi di solonea memoria. All'odiosa plebaglia, gli aristocratici non dovrebbero unirsi con i matrimoni, né avere alcun rapporto sociale o economico, come Teognide spiega nel frammento Sulla città e i nuovi valenti. La commistione di sangue corrompe la purezza della razza, distrugge nell'uomo l'eccellenza, che non si apprende perché esiste solo per natura: "Monti e asini noi cerchiamo, Cirno, e cavalli di razza, e vogliamo che da purosangue essi vengano. Un uomo nobile invece non ha difficoltà a sposare una donna da nulla, se gli dia molte ricchezze, né una donna rifiuta di essere moglie di un uomo volgare ma ricco, ché la ricchezza lei cerca e non la nobiltà."
Talora all'invettiva aspra e rancorosa, subentra un tono sconsolato, come qui: "Bene sommo per chi sulla terra vive è non essere nato, / né i raggi vedere del sole ardente, / e quando si è nati, al più presto le soglie varcare di Ade / e sotto gran massa di terra giacere".
Le elegie del II libro del Corpus Teognideum cantano l'eros del poeta per i fanciulli, ma la tematica rimane solo apparentemente muta. I motivi sono quelli della lirica erotica, la dolcezza dell'amore, la ritrosia dell'amante, l'infedeltà, visti però nella prospettiva pedagogica che caratterizza il rapporto omoerotico negli ambienti aristocratici di stirpe dorica: un rapporto che si configura essenzialmente come "educazione", trasmissione dei valori sui quali si fondano le consorterie aristocratiche. C'è chi ha supposto che il corpus originario della silloge teognidea consistesse nelle esortazioni al fanciullo Cirno figlio di Polipade (detto appunto dal poeta "Polipaide"), così come le Opere e i giorni di Esiodo erano una sorta di consigli a Perse.
Altri ritengono che costituisse una specie di "bibbia" della nobiltà, un prontuario di norme etico-sociali espresse in massime ad uso simposiale o scolastico, dei circoli aristocratici.
Di qui il ricorso a moduli parenetici (O Cirno...sii saggio... sappi questo...dai buoni il bene tu saprai...) e di qui la tradizionale considerazione di Teognide come il poeta gnomico per eccellenza: "O Cirno, volendo il tuo bene, ti darò questi precetti, che appunto io stesso da fanciullo appresi dai buoni. Sii saggio e non cercare di ottenere da azioni turpe e ingiuste né onori né ricompense, né la ricchezza. Questo dunque sappi, e inoltre non accompagnarti a uomini malvagi, ma sempre tienti i buoni, e con essi bevi e mangia e fra essi siedi e con essi cerca di riuscir gradito a chi ha gran potere [..]".
Sotto il nome di Teognide ci è tramandata una silloge (il Corpus Teognideum) di 1389 versi, cioè più della metà dell'intera produzione superstite del genere elegiaco, ripartita in 2 libri, una silloge raggruppata in distici elegiaci divisi in quartine.
Si tratta di componimenti di varia lunghezza, talvolta anche massime morali di un solo verso, che esprimono per lo più norme di vita, precetti gnomici e giudizi etico sociali. La raccolta include alcuni versi che sono presenti anche nell'opera di alti autori (Tirteo, Mimnermo, Solone), e brani che si ripetono uguali, tranne alcune varianti. Il testo menziona anche la guerra dei Medi (i Persiani), come probabile riferimento all'invasione della Grecia nel 480-79 a.C. da parte di re Dario I, posteriore dunque alla morte di Teognide, e dunque spurio.
In molti casi le elegie si susseguono senza nessi evidenti, e si rivelano autonome dal punto di vista compositivo e concettuale. La silloge teognidea, come ci è giunta, è un'antologia, contenente componimenti di carattere simposiale dal valore moraleggiante e paideutico, formatasi attorno a un nucleo autentico di poesia di Teognide, che si è accresciuto nel corso della trasmissione dell'opera originale, sino a raggiungere lo status in cui oggi si presenta. La seconda parte della silloge è conservato in un solo manoscritto medievale, contiene esclusivamente poesia amorose a carattere omoerotico, è il prodotto dell'attività di selezione ed estrapolazione, con intenti moraleggianti ed educativi, in età bizantina. All'interno di questa silloge è difficile riconoscere le elegie autentiche di Teognide e quelle postume spurie, un taglio molto personale che si avvicina al poeta sembra averlo il gruppo dei vv. 1-254, in molte viene apostrofato il ragazzo Cirno, il destinatario delle massime di Teognide.
Dal punto di vista poetico, si segnalano alcune coppie agonali di distici, cioè enunciazioni elegiache a botta e risposta su un determinato argomento, da parte di due o più simposiasti che intervengono l'uno dopo l'altro riprendendo, variando o correggendo l'affermazione di base

### La lirica monodica
L'isola di Lesbo era abitata dal gruppo greco degli Eoli, che parlavano dialetto eolico. I rapporti commerciali con il vicino Oriente (Persia, Mesopotamia) avevano favorito la ricchezza, il lusso, le arti, anche se la mentalità estetizzante dei Lesbii è piuttosto il retaggio di una civiltà preindoeuropea comune ai popoli mediterranei, dato che beneficiarono del passaggio dei Cretesi e dei Fenici Al fondo culturale anellenico si riallacciano i tiasi, come quello femminile di Saffo, comunità di ragazze consacrate al culto di Afrodite che ha i tratti di una "grande madre mediterranea", cui le fanciulle dovevano essere devote, e praticare l'arte del canto, della musica, della danza, per raggiungere il livello di perfezione per essere un giorno promesse sposa ai nobili o ai facoltosi uomini della città.
Differente è il tiaso di Alceo, composto da nobili, spesso come si legge dalle sue poesia in lotta sanguinosa per il potere, schierati in fazioni, o interessati alla conservazione dei loro privilegi.

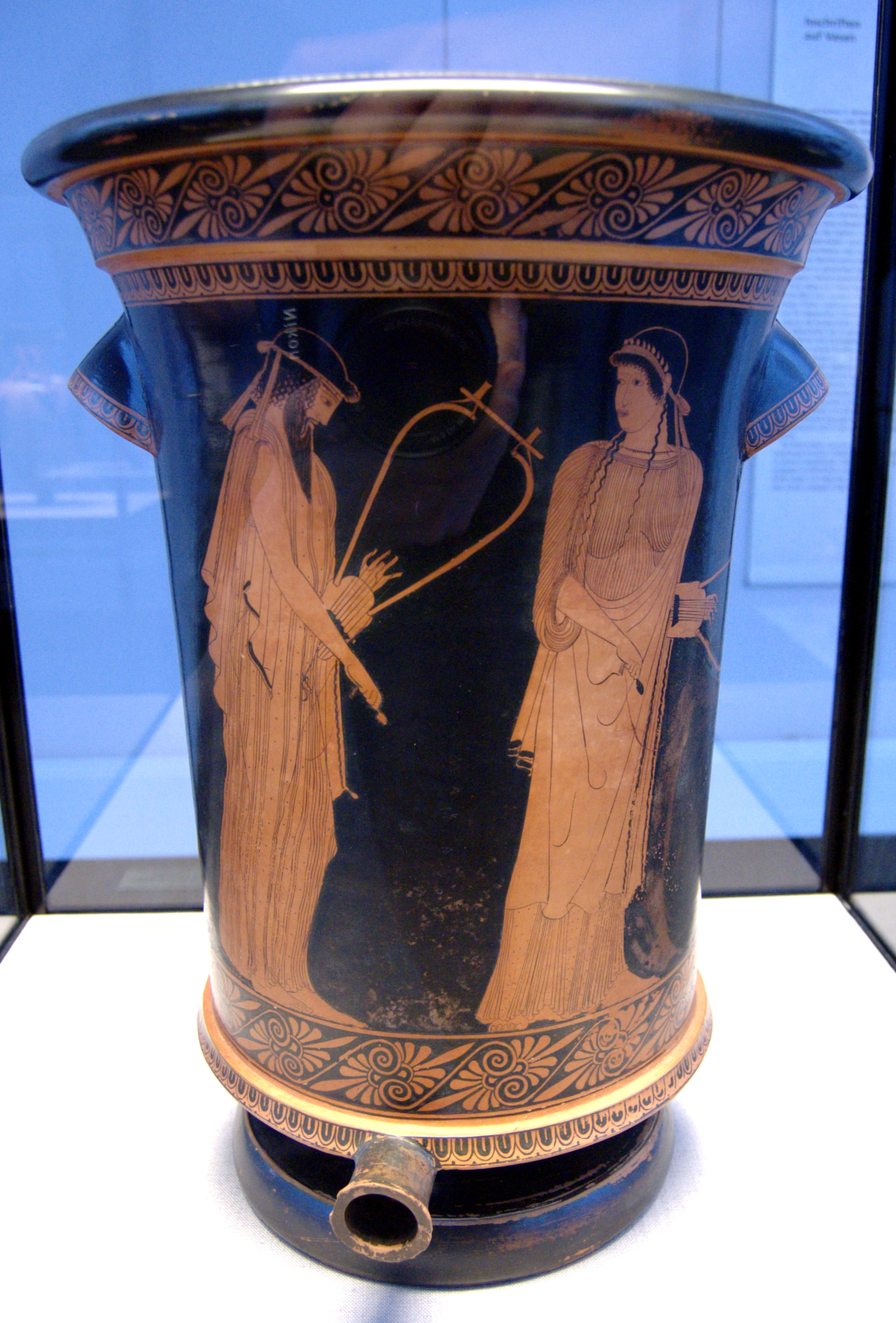
Vaso greco ritraente Alceo e Saffo, da Akragas, Sicilia

Nel clima di faziosità politica a Lesbo nacquero queste eterie, di cui si ricorda appunto quella di Alceo; i governi dell'isola erano instabili, affidati a tiranni, che appoggiandosi al popolo inquieto, contrastavano le eterie nobiliari avverse, esiliandone i capi sovversivi, come accadde ad Alceo che si inimicò prima Mirsilo, e alla sua morte dovette subire il tradimento di Pittaco asceso al potere, che lo fece nuovamente esiliare. Prima di Mirsilo vi era un tal Melacro, il tradimento cocente per Alceo è dato da Pittaco, suo compagno, che fu scelto dopo Mirsilo per portare la pace a Mitilene (il "mitilenese" è apostrofato con disprezzo da Saffo nella poesia Il nastro rosso); tuttavia Pittaco è annoverato dalla tradizione nella cerchia dei Sette Sapienti, e mantenne un buon governo, nonostante gli insulti di Alceo.
Già in antichità i Greci ritenevano che Lesbo fosse la culla della lirica monodica; una leggenda narrava come la testa tagliata del cantore Orfeo approdasse sulle spiagge dell'isola, e che ivi fosse sepolta. Anche il mitico aedo Arione, salvato in mare dai delfini ammaliati dal canto, era di Lesbo, di Metimna. Dall'isola proviene anche il citaredo Terpandro, che introdusse la musica presso i Dori; secondo Orazio l'isola di Lesbo "princeps Aeolium carmen ad Italos / deduxisse modos". La fama letteraria lesbica era nota già prima della nascita di Saffo e Alceo, poiché si ritiene che i poeti locali creassero già poesie con peculiarità diverse ai versi giambici ed elegiaci (Ionia) e corali (Doride).
Caratterizzavano la lirica eolica l'isosillabismo, dovuto al fatto che nella metrica una sillaba lunga — non valga due brevi ∪ ∪, l'uso del dialetto dell'isola come lingua poetica, dialetto molto diverso dagli altri due gruppi del dorico e dello ionico-attico, la relativa scarsezza di omerismi, soprattutto in Saffo, a differenza degli altri dialetti, segno di una tradizione autoctona in parte estranea ai poemi omerici, legata invece al sostrato mediterraneo.
Alceo
Visse tra il 630 e il 550 a.C., nobile della sua stirpe degli Alceidi, lottò per il predominio di Mitilene, si oppose ai tiranni che si avvicendarono nel governo dell'isola. Esiliato due volte prima da Meleacro, poi da Pittaco, andò ramingo per l'Oriente, l'Egitto e infine in Sicilia; perdonato poi da Pittaco, combatté al suo fianco contro gli Ateniesi per la conquista di un porto nella Troade, in questa occasione dovette gettare lo scudo e salvarsi, proprio come nel frammento di Archiloco. Morì a Mitilene nel 550 a.C. circa; gli editori alessandrini divisero l'opera di Alceo in 10 libri; si distinguono poesie politico-guerresche (canti di sommossa), inno in onore di dei, poesia erotiche e conviviali. Rimangono poche centinaia di frammenti provenienti da papiri o da citazioni di altri autori.

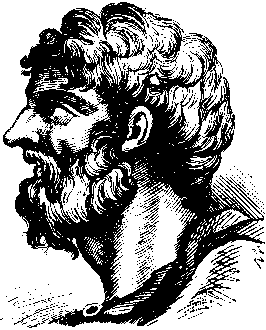
Alceo in un disegno di fantasia

Per Strabone le composizioni di Alceo sono un esempio di propaganda poetica. Per Dionigi di Alicarnasso bastava togliere alle poesie la veste metrica per avere un discorso politico, per Orazio è da ricorda l'unione tematica della politica, dell'esilio, della guerra, ne loda la truce forza nei ritmi; per la bellicosità, Quintiliano lo considera "plurimum Homero similis", ne loda l'ispirazione alta e potente dei carmi civili.
La passione politica di Alceo, che rientrando nel discorso dell'individualità e della descrizione di fatti concreti e contemporanei, era solo faziosità politica di eterie nobiliari contro i tiranni di Mitilene del VI secolo a.C., è divenuta nei secoli a seguire un simbolo della lotta contro il potere assoluto, argomento molto in voga a partire dall'illuminismo francese, oltre ad Alceo anche Tirteo venne apprezzato, e si ricorda la figura di Gabriele Rossetti di Vasto come il "Tirteo d'Italia" per i suoi discorsi appassionati sulla libertà civile, politica ed espressiva; mentre Giosuè Carducci celebra "il ferro per uccidere i tiranni, / il vin per festeggiare il funeral"; il Carducci fa riferimento al frammento Sulla morte di Mirsilo, in cui Alceo esorta i compagni a brindare per la caduta del tiranno.
L'invito costante di Alceo a bere, l'uso del vino come rimedio dei mali, delle preoccupazioni, e per festeggiare avvenimenti allegri o importanti, è un topos usato anche da Orazio nell'incipit della famosa Ode I "Nunc es bibendum" per la morte di Cleopatra VII.
Quando il popolo scelse Pittaco come tiranno di Mitilene al posto di Alceo, grande fu il suo rammarico: "Pittaco, figlio di ignobile padre, tutti insieme grandemente elogiandolo, crearono tiranno della città inetta e sfortunata".
Dato che il poeta fu tra i capi della resistenza contro i tiranni, non fa meraviglia che la sua casa "rifulga" di armi e arnesi bellici per l'uso come nel famoso frammento Armi per la guerra civile. Dalla solitudine dell'esilio, in verità un esilio dorato, in un santuario dove si svolgono gare di bellezza femminile, Alceo manda un grido accorato. Gli mancano gli araldi che convocano l'assemblea e la possibilità di parteciparvi col ruolo che per tradizione spetterebbe a lui: "Povero me! Vivo come un selvaggio, Agesilaide: sogno il bando che chiama il popolo, il consiglio. Mio padre e il padre di mio padre, fra cittadini subdoli, sono invecchiati in mezzo a queste cose. Io ne sono bandito in esili remoti [...]"
Celebre tra i canti politici è anche L'allegoria della nave, considerato un ottimo esempio di linguaggio chiuso delle eterie, e come lo scudo di Archiloco, la nave di Alceo diventerà un topos letterario, ricorrente in Orazio, dove la nave è la Repubblica di Roma travagliata dalle discordie civili. Il primo dei 10 libri del Corpus conteneva gli inni agli dei, sia per la guerra che durante il simposio, gli inseriti mitici servivano per illustrare situazioni concrete, o avevano funzione d'insegnamento, istituendo omologie tra vicende divine e umane. Nell' Inno ai Dioscuri vi è un segno di salvezza per i naviganti: "Lasciate l'Olimpo, audaci figli di Zeus e di Leda, e con l'animo a noi propizio apparite, o Castore e Polluce, che la terra e i mari correte su rapidi cavalli A voi è facile salvare i naviganti dalla morte pietosa, saltando da lontano sull'alto delle navi folte di rematori: girando luminosi nell'avversa notte intorno alle gomene, portate luce alla nave nera".
Del significato politico del simposio, delle valenze sacrali del bere insieme, un atto che sanciva la comunione degli associati dell'eteria, quasi come nell'agape cristiana, s'è scritto molto. Basti dire che per Alceo e i suoi compagni sono varie le occasioni del bere: si può brindare per la morte di un tiranno, per dimenticare tristi avvenimenti: "Non bisogna abbandonare l'animo alle sventure, poiché nulla ci gioverà l'affliggerci, o Bochis: ma il farmaco migliore e farsi portare vino e inebriarsi" (fr. 335 Lobel-Page). Si beve per sconfiggere il gelo dell'inverno, mentre un compagno attizza il fuoco, frammento ripreso anche da Orazio nel Carme I, il vino è anche un surrogato dell'immortalità: "Si vive una sola volta" rammenta Alceo a Melanippo, e corre vivere secondo misura.

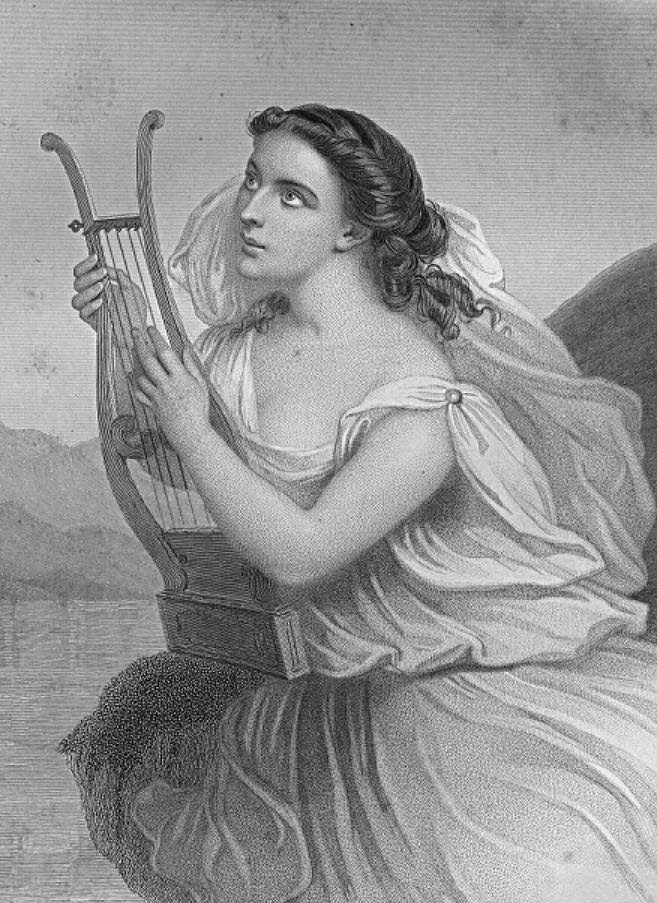
Disegno del 1883 ritraente Saffo

#### Saffo
Nacque nell'isola di Lesbo, a Ereso, tra il 640 e il 630 a.C; di famiglia aristocratica, fu coinvolta con Alceo nelle vicende politiche del suo tempo, essendo esiliata con la famiglia in Sicilia dal tiranno Pittaco di Mitilene, tra il 604 e il 595 a.C. Sposò il ricco mercante Andro, del quale rimase vedova presto, con la figlia Cleide. Visse poi a Mitilene, quando fu riammessa dal tiranno, dove concluse la vita in tarda età. La sua produzione artistica, divisa dagli alessandrini in 9 libri in base ai criteri metrici e contenutistici, comprendeva i Carmi lirici, le Elegie e gli Epitalami. A causa della distruzione delle storiche biblioteche di Alessandria d'Egitto, e del sacco di Bisanzio nel 1453, sino all'800 sopravvivevano alcuni frammenti, giunti attraverso le citazioni degli antichi, e solo con le scoperte dei papiri di Ossirinco si è riusciti ad avere carmi più o meno lunghi e integri, come l' Inno ad Afrodite.
Secondo la leggenda popolare la poetessa, innamorata del bel marinaio Faone, non essendo corrisposta, si suicidò disperata in età matura, gettandosi in mare dalla rupe Leucade, e tale leggenda fu ripresa anche da Leopardi nell' Ultimo canto di Saffo, ma si tratta appunto di un'invenzione dei comici attici che la denigrarono. A Mitilene Saffo diresse per tutta la vita il tiaso, una consorteria femminile non troppo dissimile alle consorterie eoliche e doriche. Il tiaso saffico non doveva essere l'unico dell'isola, poiché nei frammenti si parla di maestre rivali; la finalità era paideutica, le fanciulle consacrate alla dea Afrodite, compivano la loro educazione alla musica, nel canto, nella danza, nell'arte di ornarsi e vestirsi in modo conforme al loro rango, cioè elevato; dunque è sbagliata la concezione di un classico educandato ottocentesco per le future istitutrici, ragazze di estrazione medio-bassa, che poi andavano a insegnare alle figlie di buona famiglia.
Attraverso pratiche liturgiche incentrate sul culto di Afrodite, delle Muse e delle Cariti, si scopre qual era la finalità del tiaso, anche in frammenti di Alceo, e soprattutto di Saffo (fr. 63 Davies). Nell'inno famoso ad Afrodite, che si pensa fosse il primo inserito dagli alessandrini nella raccolta di carmi, Saffo prega la dea Afrodite di ascoltarla nella preghiera, di essere benigna verso di lei, ma soprattutto di darle forza nel compito dell'educare le ragazze all'amore, a far conoscere gli splendidi doni della dea. Si tratta di un'epifania, poiché Saffo ebbe altre volte la stessa visione della dea sul cocchio alato di passeri. Queste epifanie sono descritte come esperienze veramente vissute dalla poetessa, e non artifici letterari tipici degli alessandrini, come Callimaco o Teocrito, in più frammenti Saffo fa riferimento ad esperienze d'estasi, di visioni degli dei; con Afrodite Saffo dimostra un tono confidenziale, di "alleanza" nel praticare l'arte dell'amore.
Nel tiaso la vicenda personale diveniva esemplare per l'educazione dei ragazzi e delle ragazze, nel caso di Alceo per i fini politici e guerreschi. Il carme ad Afrodite rappresenta dunque un manifesto dei valori della comunità saffica, valori opposti a quelli delle consorterie maschili. In un altro frammento l'universalità dell'amore, e dei voleri imprescindibili di Afrodite, inspiegabili secondo la morale umana, Saffo arriva a giustificare la scelta di Elena di Sparta di seguire Paride a Troia, scatenando l'ira del marito Menelao e la tremenda guerra, mentre per i valori della consorteria maschile di Alceo, in un suo frammento, Elena è vista come una traditrice e una prostituta, a differenza di altri esempi di virtù e fedeltà incarnati in altre donne della mitologia.
Il contenuto delle poesie saffiche doveva essere noto soltanto tra le fanciulle del tiaso, dove venivano istruite non solo le ragazze di Lesbo, ma anche rampolle di Sardi, Mileto, Colofone; nel tiaso si mettevano in pratica i riti e le gioie della vita comunitaria, come il cogliere i fiori, farne ghirlande, ungersi con profumi speciali, vestire con gusto nelle finalità paideutiche della comunità.
L'agghindarsi aveva un risvolto religioso, in ambito culturale, come quello di Afrodite e delle Cariti, dee i cui attributi erano la bellezza, l'amabilità, la grazia raffinata: (fr. 81 Voigt) "E tu, o Dica, posa intorno alle chiome corone graziose, intrecciando virgulti di aneto con le mani delicate. Chi si adorna di fiori, a lei più volentieri che le Cariti volgono il loro sguardo, ma lo distolgono da chi non porta corone".
I frammenti riflettono poi tutte le complesse dinamiche affettive delle fanciulle; i rapporti di queste tra di loro con Saffo. Rapporto di gelosia, come nella celebre Ode della gelosia, ripresa da Orazio, Foscolo, Pascoli, in cui Saffo descrive in mirabile maniera lo sconvolgimento psicofisico che la colpisce non appena vede che la ragazza da lei amata sta per lasciare il tiaso, essendo seduta davanti a un pretendente che la sposerà. E dunque siccome il fine dell'educazione era la grazia in virtù di Afrodite, ma ancora più il matrimonio della fanciulla che lasciava la scuola, vari sono gli epitalami composti da Saffo per le nozze, gli auguri di felicità, gli elogi dello sposo, le maliziose allusioni erotiche. E Saffo nutre per ogni ragazza, tra cui Attis e Arignota, eterno amore e ricordo, tema fondamentale dell'amore saffico, nei momenti di maggiore sconforto, come nel carme del Distacco, quando descrive il triste momento della fanciulla che lascia il tiaso piangendo, e riceve gli ultimi consigli di Saffo, ossia che nei momenti in cui qualcosa è inesorabile, come l'abbandono del tiaso, l'unica fonte di gioia e di connessione tra maestra e discepola è il ricordo delle cose belle e dei momenti felici passati insieme.

#### Anacreonte

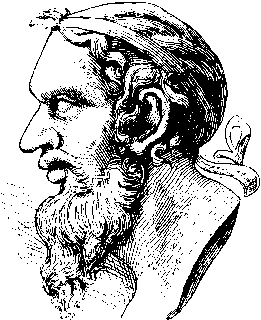
Anacreonte in un disegno di fantasia

Nato a Teo, di fronte all'isola di Samo, nel 570 a.C., dopo l'invasione persiana delle colonie greche dell'Asia Minore, Anacreonte andò in Tracia e poi presso l'isola di Samo, alla corte del tiranno Policrate, che era protettore di artisti e poeti, uno dei più sapienti figli di Pisistrato Dopo il suo assassinio nel 522, Anacreonte passò alla corte di Ippia e Ipparco ad Atene, i Pisistratidi, rimanendovi sino alla morte di Ipparco nel 514 a.C., e soggiornando infine in Tessaglia, sino al 485 a.C. I grammatici alessandrini divisero l'opera di Anacreonte in Giambi - Elegie - Poesie leggere in 5 libri, di cui rimangono oggi 150 frammenti. Oltre ai frammenti è giunto il corpus spurio delle Anacreontiche, 62 piccole poesie canzonette che si ispirano al tratteggio di Anacreonte dei tipi di Atene, e delle canzonette leggere riguardo al tema amoroso; furono pubblicate nel 1554 da Henri Estienne, e riprese nel XVIII secolo da Jacopo Vittorelli.
Composizioni insomma inzuccherate e frivole, che però ebbero nel XVI-XVIII secolo largo successo presso i poeti che abbracciarono la corrente letteraria dell'Arcadia, e che vennero tradotte anche da poeti seri come Parini, Monti, Foscolo, Alfieri. Per lunghi anni dunque si è associata una figura melensa e sdolcinata al poeta Anacreonte, imitato già in età alessandrina, e poi bizantina, che mutarono in leziosità la grazia raffinata e il tocco lieve ma pungente della sua poesia. Il tema dell'amore, in Anacreonte raffigurato in chiave giocosa e originale, come un fabbro che tempra l'anima del poeta, o un'instancabile pugile che lo vince nelle mosse del combattimento, dai componimenti spuri e dagli imitatori fu descritto e mistificato in tutte le salse possibili, insieme ai temi della leggerezza nel partecipare al simposio, e nella descrizione di personaggi curiosi, bizzarri e comici, ispirati ai frammenti autentici sulla etera-puledra di Tracia, sul gaglioffo arricchito Artemone, sulla "nota" donna flautista che maledice la sua triste condizione, ecc..
Si venne a creare una vera e propria corrente letteraria della poesia anacreontica, che fece del poeta di Teo la figura del compositore felice, fortunato per i contesti politici di committenza in cui si venne a trovare, del maestro della vita, che con la grazia amabile della sua tenue Muse può ancora insegnare agli uomini la formula della felicità, del vino, dell'amore e del canto leggero Oltre al suo ideale di moderazione nell'amore e nel convito con gli amici, nel bere senza gozzoviglie e schiamazzi come gli Sciiti Beoti, Anacreonte non si pone di descrivere l'Eros in toni sconvolgenti, che occupano e totalizzano completamente lo spirito, come fatto da Saffo e poi da Ibico, ma anche negli Inni, come in quello a Dioniso, dopo una prima parte in cui il poeta riprende lo schema classico di questo genere, elencando le qualità e le virtù del dio, subito lascia la sua firma implorando il dio di fargli amare il ragazzo Cleobulo.
Il tema del disimpegno è ripreso nei vari frammenti in cui umanizza e rende come un bambino dispettoso il dio Eros che gli tesse vari inganni d'amore, o nel frammento dell'etera-puledra di Tracia che falsamente finge di schermirsi al poeta, dimostrando tuttavia la sua indole volubile; anche i temi dolorosi, come la vecchiaia descritta dal poeta, sono visti con una sottile ironia e con il sorriso; mentre caratteri sociali, della nuova borghesia che ascende nella società arcaica ateniese, volta verso il classicismo della futura democrazia rappresentata, in auge, da Pericle, sono espressi maggiormente nel frammento in cui Anacreonte descrive i il cambiamento di posizione sociale di Artemone, un volgare ladrone e ruffiano, che per mezzo dei soldi, o di qualche rivolgimento sociale a suo favore, ora veste come una persona d'alto rango, tradendo tuttavia per la scelta degli abiti e della sua indole, la sua natura incancellabile parvenu, ma vi sono anche il lanciatore del disco muscoloso, il profumiere calvo Stratti sempre alla ricerca della moglie vogliosa, il marito che si fa comandare dalla moglie in casa, il musicista, l'intrepido che dorme con la porta aperta, la lavandaia che sale dal fiume, l'etera flautista che maledice la sua condizione e vorrebbe morire in mare.
Fr 71: "Stratti fa il profumiere: gli chiedo se intende farsi crescere i capelli. Rivuole la moglie, Alessi testapelata."

### La lirica corale

#### Alcmane di Sardi
Primo tra i lirici corali insieme a Stesicoro, sarebbe nativo di Sardi o della Lidia, come riferisce nel fr. 13, ma visse gran parte della sua vita a Sparta nel VII secolo a.C., e vi morì in età avanzata, come conferma il fr. 26 Page. Svolse l'attività di poeta e istruttore di corti in relazione alla necessità della vita civica e religiosa della città spartana, nell'ambito cultuale di alcuni santuari del territorio peloponnesiaco. Della sua opera rimangono i frammenti dei parteni, non a caso Alcmane era detto il poeta dei parteni, i canti processionali composti su committenza, ed eseguiti da un coro di fanciulle di buona famiglia in una festività pubblica.
Tra i più famosi e meglio conservati c'è il Partenio del Louvre, con 100 versi leggibili, nei quali Alcmane individua i primi tre dei cinque elementi della struttura di ogni composizione corale: il mito, la gnome, l'attualità, il culto, la riflessione sulla poesia. Il mito occupa la parte iniziale del partenio, è quasi illeggibile, ma tratta di Ippocoonte, un esempio di eroe tracotante punito, che però fondò la città di Sparta. Dal mito scaturisce la riflessione del poeta (gnome), ossia che è felice chi quando è guidato da saggezza, compie il suo tempo senza tristezza; la gnome è la cerniera tra il mito e l'attualità, ossia la descrizione del coro delle fanciulle: Agesicora (la corega), Agidò che sta per lasciare il coro delle vergini essendo ormai adulta, e si congiunge in un matrimonio mistico rituale con Agesicora; le coreute che celebrano il rito iniziatico che sanciscono l'avvenuta maturità di Agidò e il suo passaggio nel mondo degli adulti.
L'omosessualità spartana, come quella del tiaso di Lesbo, aveva finali prettamente educativi, erano un rito di passaggio della pubertà al mondo maturo. Oltre ai parteni, Alcmane fu famoso per una poesia imitativa dai caratteri espressamente visivi e uditivi, fatta di immagini e di suoni, spesso di uccelli, come dimostrati nei frammenti in cui il poeta dichiara di conoscere il canto degli uccelli; mentre nel frammento del Notturno, ripreso in primis da Virgilio (Eneide, IV, 522), poi da Ariosto e Tasso, Alcmane dimostra un atteggiamento di piena adesione alla natura nel descrivere un momento della notte, il sonno non solo degli animali sulla terra, degli uccelli, delle bestie del mare, ma anche degli elementi inanimati, come i monti, le forre, le balze.
Tale elencazione crea un'atmosfera di assorto stupore, di magica sospensione nel silenzio cosmico; noto è anche il frammento del Cerilio e le alcioni, in cui il poeta in esametri si esprime, probabilmente intervenendo in un partenio, sostituendosi al coro di fanciulle, dichiara di essere troppo anziano per praticare ancora il rito della danza, e si paragona al cerilo, che quando è troppo anziano, insieme alle alcioni viene portato sopra le loro ali sopra l'acqua, quando non è più in grado di volare.
Questo frammento fu imitato anche da Carducci in una delle Odi barbare (voglio con voi, fanciulle, volare, volare dalla danza/come il cerilo vola tratto dalle alcioni). Di Alcmane rimane dunque l'atmosfera di assorto stupore per i fenomeni della natura e dei suoi abitanti, lo stile nitido, l'elaborato spessore dei miti e dei riti per il partenio.

#### Stesicoro e Ibico
Furono i rappresentanti della lirica corale arcaica, in quanto provenienti dalle colonie italiche della Magna Grecia, dalla fine del VII secolo a.C. sino al VI. Il nuovo epos, come visibile soprattutto in Stesicoro (Gerioneide, Orestea), immesso nelle forme della lirica corale, celebra i ritorni dei personaggi della leggenda eroica della guerra di Troia (Orestea), che al termine delle loro peregrinazioni, sarebbero approdati nelle località italiote o siceliote (Diomede nella Puglia, Nestore a Metaponto, Giasone alle foci del Sele), fondando le città.

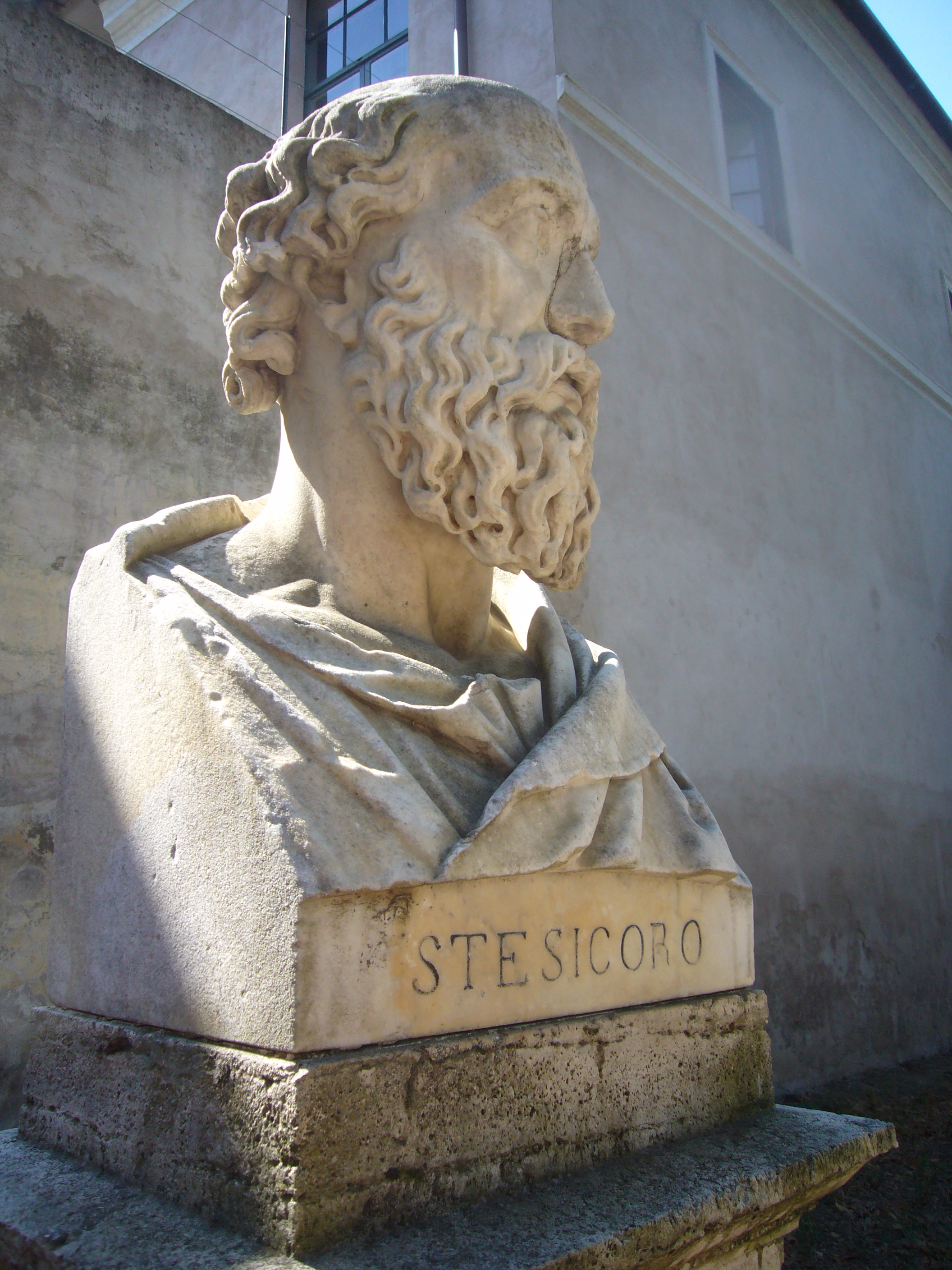
Busto di Stesicoro presso il Pincio, Roma

Stesicoro nacque a Metauro, e poi si trasferì a Imera in Sicilia, dove visse nel VII-VI secolo. Compose la Ilioupersis (La caduta di Troia), l'Orestea sul ritorno tragico di Agamennone ad Argo e del suo assassinio da Clitennestra, seguendo poi le vicende della stirpe di Cadmo a Tebe con la Tebaide, e infine la Gerioneide, incentrato su una delle fatiche di Eracle, catturare le vacche magiche custodite dal mostro Gerione. Gli alessandrini raccolsero le poesie di Stesicoro in 26 libri, dagli antichi fu giudicato l'inventore della lirica corale, istituì il coro per cetra, lo stesso nome significa "tessitore di cori"; ma il vero nome era Tisia, secondo il lessico Suda.
Fu lodato da Quintiliano, che lo giudicò capace di reggere la potenza dell'epica con la lirica, poiché di norma il poema omerico si cantava usando l'esametro dattilico, e non vi era un coro di accompagnamento. La Gerioneide doveva contare 1300 versi, secondo alcuni doveva essere recitata dal solo poeta, secondo altri per la composizione in strofe-antistrofe ed epodo, tipica del coro, era eseguita da gruppi di ragazzi. Alle attese e gli umori dei committenti, Stesicoro sapeva adeguarsi al punto che elaborò, ad esempio, completamente la figura del mito di Elena, rappresentatrice per eccellenza dell'infedeltà. Nella sua Palinodia di Elena, Stesicoro riabilita la figura della regina di Sparta, come fece anche Saffo, non lei ma il suo fantasma avrebbe seguito Paride a Troia, confondendo i Greci, e scatenando la guerra decennale: "Non è vero quel racconto, né tu, o Elena, fuggisti mai sulle navi dai bei banchi, né giungesti alla città di Troia" (fr. 192 Davies).
Interessanti le forme epiche della Gerioneide, in cui anche qui Stesicoro sembra dare più importanza e umanità al mostro tricefalo con tre corpi, precedendo in un certo senso già Teocrito e Callimaco, che nel concetto di metaletteratura, rielaborarono esseri mitologici giudicati dalla tradizione come mostruosi e portatori di valori negativi, di cui si ricorda Polifemo, intravisto non come un mostruoso divoratori degli ospiti che disprezza le leggi divine, ma piuttosto come un povero innamorato rifiutato dalle Ninfe per il suo aspetto brutto, che cerca solo di corteggiare una fanciulla con la sua abilità poetica. Benché il discorso in Stesicoro sia diverso, è di interesse notare come Gerione, rifacendosi a scene schematiche tipiche dei poemi omerici, venga introdotto come un eroe combattente che va incontro al suo destino per stesso volere degli dei, che per salvare le vacche da cui è stato incaricato di esserne il custode, è pronto a rifiutare le proposte di salvezza dello zio materno e della madre, e a combattere in duello con Eracle vestito d'armi come un perfetto eroe greco che si rispetti.
La scena del dardo di Eracle che gli trafigge la testa verrà ripresa anche da Virgilio nell' Eneide, e la maniera descrittiva del movimento del corpo, che lentamente si affloscia, le testa reclinata verso la spalla.
Ibico nacque a Reggio Calabria nella metà del VI secolo, subì la suggestione della citarodia stesicorea, dato che nel suo lungo frammento dell' Encomio a Policrate, compaiono le vicende mitiche della guerra di Troia, il catalogo delle navi degli Achei, e le citazioni in elenco degli eroi valenti. Visse a Samo alla corte del tiranno Policrate, di cui tessé l'elogio su committenza, essendo uno dei primi della poesia arcaica matura, insieme a Simonide, e Pindaro, a beneficiare di questa riconoscenza. Oltre all'encomio, si ricordano i frammenti sull'Eros, vissuto in maniera del tutto diversa dagli altri poeti; in Ibico ancor più di Saffo, l'Eros è visto in maniera estremamente espressiva, un'entità sovrannaturale dai poteri quasi maligni, che in un attimo sconvolge la persona, la incatena, le impedisce di pensare e di agire con raziocinio, venne lodato anche da Cicerone per ciò, la sua fama è legata dagli alessandrini alle composizioni di brevi carmi amorosi, da eseguirsi nei simposi.

#### Simonide di Ceo e l'etica della valenza
Nato a Iuli nell'isola di Ceo, egli visse tra il 550 a.C. e il 467 a.C., nella fase di transizione dall'età arcaica a quella classica, dalla tirannia alla democrazia, e ciò riflette molto i suoi carmi. Dopo le guerre persiane che sconvolsero la Grecia, si affermò un'identità panellenica, della quale il cosmopolitismo simonideo è certo e emblematico. Dopo un primo soggiorno ad Atene alla corte di Ipparco, fu nella Tessaglia filopersiana degli Scopadi (si ricorda l' Encomio a Scopas), e compose carmi a favore della causa persiana; poi quando tornò ad Atene dopo la fine delle guerre, fu in rapporti con Temistocle, superò il tragediografo Eschilo in un agone per l'epitaffio per i caduti della battaglia di Maratona e trionfò come autore di ditirambi.

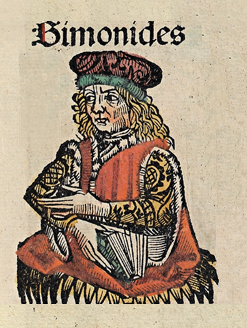
Simonide di Ceo ritratto nel codice delle Cronache di Norimberga

Infine fu a Siracusa alla corte di Ierone, trascorse gli anni finali accanto al nipote Bacchilide, poeta di epinici in concorrenza col rivale Pindaro, svolgendo un'azione di mediazione tra Ierone e Terone tiranni di Agrigento. Secondo gli alessandrini, Simonide si cimentò in ogni genere della lirica corale, scrisse epigrammi, elegie, inni, peani, ditirambi, encomi, epinici e lamenti funebri. La vitalità e la centralità della sua figura intellettuale nel panorama greco della polis democratica nascente, è confermata dalla ricca aneddotica intorno alla sua persona, sia dal fatto che gli furono attribuite varie invenzioni liriche, come quella della mnemotecnica e l'introduzione di nuove lettere dell'alfabeto.
Simonide incarnò la figura letteraria della "Musa mercenaria", il poeta pronto a trasformare dietro compenso, mule indegne di lode in "figlie di cavalle dai piedi di turbine", e ciò lo si vede anche dal voltafaccia di partito preferenziale, inizialmente a favore di Scopa di Tessaglia filopersiano con l'encomio, e poi dopo la battaglia di Platea nel 479 a.C., Simonide compose una lunga ode celebrando il valore degli Spartani, decisivo per la sconfitta persiana. Un'altra leggenda vuole che buona parte della dinastia di Scopas morì per il crollo del palazzo, nel 514 a.C., poiché si rifiutarono di pagare adeguatamente il poeta, che sarebbe stato attirato dalla forza dei Dioscuri, fuori dal palazzo appena in tempo, prima del collasso.
Simonide è ritenuto portatore di un'etica originale, una visione disincanta dell'uomo e del suo operare nella comunità, Simonide è un uomo di mondo, che sente lontani i valori cardini e incontrovertibili dell'ethos arcaico, che si rifà ai valori omerici; l'uomo per la sua limitatezza e per la sua corruttibilità sia fisica che mentale non può essere pienamente valente la Virtù autentica risiede solo negli dei immortali e perfetti, l'uomo non può far altro che imitare tali valori assoluti, e pertanto può accontentarsi di vivere una vita felice e serena rispettando adeguatamente le leggi e le regole, e se è un politico, governare adeguatamente portando benefici e prosperità alla comunità, senza pensare all'assillante accumulo delle ricchezze, come visto negli arcaici elegiaci Solone e Teognide.
L'esempio di vera valenza può essere dato da azioni eroiche durante la guerra, dato che Simonide nel carme Per la battaglia di Platea così come nella Commemorazione dei caduti alle Termopili, paragona la causa bellica greca alla guerra di Troia, per valore e possenza, e per sacrificio di uomini; la valenza verrà raggiunta mediante la gloria del sacrificio umano di un piccolo drappello di Spartani, come l'esercito di Leonida alle Termopili nel 480 a.C., e il ricordo futuro della comunità e la celebrazione con steli e monumenti ne renderà la magnificenza eterna, senza occorrenza di gemiti e lamenti inutili, poiché il sacrificio servì per permettere la continuità spessa della comunità non solo spartana, ma della Grecia tutta.

## I frammenti
In questa pagina dei "frammenti dei lirici", si ricorda che sono mostrati solo degli esempi, dei frammenti e testi completi scelti dei vari autori, per una conoscenza base della metrica classica, della traduzione letterale dei contenuti, confrontata con libere traduzioni d'autore o dei curatori delle varie sillogi dei componimenti poetici scelti. Per gli autori vari si vedano le apposite bibliografie, per le edizioni critiche con l'opera omnia dei frammenti rinvenuti e le citazioni del corpus di ciascun autore, si veda la bibliografia di riferimento.
Per lo studio approfondito e critico della traduzione letterale, si vedano i relativi frammenti qui citati nell'antologia Polinnia. Poesia greca arcaica a cura di Bruno Gentili, Gennaro Perrotta e Carmine Catenacci (Messina, Editrice G. D'Anna, 2007), oppure le opere critiche di Gentili sui lirici. Lo studio critico della ricostruzione del testo, l'analisi di crasi di parole, molto frequenti per ragioni metriche all'interno del verso, le elisioni, le inversioni, le presenze frequenti dei modi di dire dialettali, delle varianti dello ionico-attico, del dorico e dell'eolico, a seconda del poeta di cui si vuole approfondire lo stile, per l'eolico Saffo e Alceo, per lo ionico-eolico Anacreonte, Archiloco, Mimnermo, per il dorico i lirici corali Stesicoro, Pindaro, Simonide, Ibico ecc., permette di evidenziare tutti questi particolari aspetti della poesia lirica.
Le edizioni principali di riferimento sono, comunqueː H. W. Smyth Greek Melic Poets (London, McMillan, 1900); D.L. Page, Poetae Melici Graeci (Oxford, Clarendon Press, 1962); M. Davies, Poetarum Melicorum Graecorum Fragmenta (Oxford, E Typographeo Clarendoniano, 1991); M. L. West: The Poems and Fragments of the Greek Iambic, Elegiac, and Melics Poets (excluding Pindar and Bacchylides) Down to 450 B.C. (Oxford, University Press, 1999); E.M. Voigt, Sappho et Alcaeus (Amsterdam, Polak & Van Gennep, 1971 per l'analisi specifica dei testi di Saffo e Alceo).

## Elegiaci

### Callino
Esortazione al valore guerresco
Il frammento 1 dell'edizione West è il più esteso di quelli di Callino: il tono è parenetico, tipico delle esortazioni militari, il poeta incita i cittadini a combattere per la patria contro i barbari che la minacciano. Con ogni probabilità l'elegia fu composta per esortare i cittadini di Efeso a combattere contro i Cimmeri, popolo della Tracia, che il poeta in altri componimenti (fr. 3 Gentili) ricorda come gente violenta e terribile: Κιμμερίων στρατός... ὁβριμοεργῶν. Dopo l'impetuosa esortazione iniziale, marcata da efficaci proposizioni interrogative, il poeta passa ad esaltare l'eroismo guerresco: l'eroe che muore in battaglia da tutti è compianto, sia da grandi che da piccoli, l'eroe che torna in patria vittorioso è venerato da tutti come un semidio, tutti lo guardano come un salvatore.
Notevoli sono i punti di contatto con l'esortazione di Sarpedonte a Glauco nell' Iliade (XII, v. 310), ma in Callino a differenza di Omero, il valore guerresco è al servizio della collettività piuttosto che al prestigio individuale
Alcuni interpreti hanno voluto negare l'autenticità dei versi 5-21, che per alcune somiglianze stilistiche hanno attribuito a Tirteo, che scrisse un'altra Esortazione di virtù civile per incitare i soldati alla battaglia; tuttavia si oppongono a questa ipotesi alcuni motivi linguistici, come per esempio l'uso di κώς, peculiarità del dialetto ionico d'Asia Minore.
Il frammento è in distici elegiaci, la fonte è Giovanni Stobeo, Anthologium IV, 10-12
Testo greco:  Callinus - Fragmenta, su poesialatina.it.
N.B cliccare sul testo per avere la scansione metrica.
Giacenti inerti, un forte core avrete?

E quando del vicin, che intorno v’abita,

Arrossirete?

Dormir sperate in seno a pace placida

Or che la guerra tutto il mondo guasta?

Siavi chi pugni e infino a morte impavido

Avventi l’asta.

Bello e fonte d’onor per la sua patria,

Pe’ figli della sua giovin consorte

Pugnar: quando le Parche il filo tronchino,

Verrà la morte.

Orsù, diritto alla battaglia corrasi

Levando con la man l’asta guerriera:

Lo scudo copra il forte cor, si mescoli

La pugna fiera.

Inver la morte, se mai fato impongala,

Ad impedire nessun uomo vale,

Nè pur s’egli discenda di purissimo

Sangue immortale.

Chi fugge pugna ovver di dardi sonito

Lui spesso in casa la sua Parca insegue,

Nè di popolo poscia il desiderio

Giammai lo segue.

Ma dal valente, se mai morte colgalo,

Vive la brama desta in ogni core.

Ai semidei, mentre ancor vive, è simile

Egli in onore.

Innanzi agli occhi lor, qual torre, il veggono:

Inver di molti i generosi gesti

Egli potrebbe oprar, pugnando intrepido,

### Tirteo
I frammenti in greco originale, con scansione metrica sono qui:  Tyrtaeus Fragmenta, su poesialatina.it.
La prima guerra messenica
fr. 5 West, in distici elegiaci
Si tratta di tre frammenti citati da fonti diverse, che apparterrebbero a una sola elegia, ma la disposizione riportata nei testi critici non è sicura, dato che il verso 3 sembra fuori posto. Tirteo ricorda la prima guerra messenica, quando il re spartano Teopompo (seconda metà dell'VIII secolo a.C.) vinse e rese schiavi i Messeni. Il ricordo e l'esaltazione del valore degli avi è per il poeta il mezzo per incitare gli Spartani a intraprendere di nuovo una guerra contro i Messeni (la seconda). La prima guerra, a detta di Tirteo, si protrasse per 19 anni, e al ventesimo l'acropoli del Monte Itome crollò, segnando la conquista del popolo.
(Traduzione letterale Fr. 5 West)
Schiavitù dei Messeni
Fr. 6-7 West, in distici, fonte Pausania, IV, 14, 5.
Qui sono rappresentate le tristi condizioni dei Messeni, che dopo la sconfitta della prima guerra contro Sparta, hanno sopportato il peso della schiavitù. Sono rappresentati come asini affranti da gravi pesi, costretti a dare agli Spartani metà dei prodotti del proprio suolo, e persino a piangere con le mogli la morte dei loro padroni, quando si verifica. Varie sono le interpretazioni sulla posizione di Tirteo in questo frammento, chi dice che il poeta si limiti alla rappresentazione realistica dei nemici avviliti, chi vede l'incitamento negli Spartani ad aver fede nel buon esito della nuova guerra contro i Messeni. Sicuramente la poesia, essendo stata scritta alla vigilia della seconda guerra messenica, servì agli Spartani per avere fiducia nella nuova possibile vittoria.
(Traduzione letterale Fr. 6-7 West)
Esortazione alla virtù civile
Fr. 10 West, in distici (sinizesi al v. 14 ψυχέων), dalla fonte Contro Leocrate di Licurgo vv. 106-107
Al verso 12 οὔτ' ὄπις οὔτ'ἕλεος ὀπίσω τέλος codd.: corr. Bergk, cfr. Odissea, XIV, 14, 82. L'emendamento comunemente accolto è quello dell'Ahrens ὀπίσω γένεος per il confronto con il fr. 9, 30 Gentili-Perrotta γένος ἐξοπίσω. Il parallelismo degli οὔτε e altre considerazioni di ordine stilistico e concettuale rendono più persuasiva la correzione del Bergk. La sola obiezione potrebbe essere sollevata dal confronto con il passo odissiaco, dove ὅπις vale, come sempre in Omero in "vendetta divina", qui non appropriato
Sviluppi semantici o usi nuovi di parole omeriche sono ben documentabili in Tirteo. Da confrontare Pindaro, Olimpica II, 6, per l'uso di ὅπις nel senso di "riguardo" verso l'ospite. L'uomo che va errando vagabondo non trova cura, né rispetto e né considerazione; la disposizione chiastica dei sostantivi è in una efficace gradazione di valori, con disposizione a carattere rafforzativo con aggettivi accompagnati confrontati con ὅπις.
Il testo proviene dalla citazione dell'oratore Licurgo, ci sono dubbi se i gruppi dei vv 1-14 e 15-32 facciano parte della stessa elegia, oppure siano le parti iniziali di due diverse elegie, la prima indirizzata ai cittadini, la seconda ai giovani guerrieri. La mossa iniziale in ambedue le parti è parenetica, la prima parte che si rivolge all'uditorio nella forma del "noi" ha inizio con affermazione vigorosa: "è bello morire per la patria", la seconda nella forma del "voi" ai giovani perché combattano per la patria. In sostanza la parenesi seconda appare come una ripresa enfatica della prima esortazione, e sono stati avanzati dubbi anche riguardo all'esortazione di Callino, per la forte somiglianza.
Nei vv. 1-14 l'esortazione al valore si concretizza nell'immagine del guerriero vigliacco che fugge, abbandonando la patria, e portandosi la madre, il vecchio padre e i figli, mendicando tra odio e disonore collettivo. Nei vv. 15-32 l'incitamento ai giovani perché combattano valorosamente e non fuggano, abbandonando i guerrieri più anziani, si attua nell'immagine squallida del vecchio guerriero nudo "che esala la propria anima nella polvere", mentre si tiene con le mani i genitali lordi di sangue. Numerosi sono i parallelismi con espressioni, locuzioni ed emistichi omerici. I vv. 1-14 ricordano l'esortazione di Ettore in Iliade XV, 494-99, i vv. 15-32 trovano confronto con Iliade, XXII, 71-76. Ciò che in Omero è descrizione, in Tirteo diventa incitamento L'esemplificazione, il criterio selettivo e chiaro degli esempi di Tirteo per l'esortazione al coraggio, attinge più spesso all'arte omerica e in generale al repertorio dell'etica agonale arcaica, ma nuovi sono gli sbocchi ideali, nuova l'accezione semantica. La "virtù" tirtaica ha premesse storiche molto diverse da quella omerica, anche se ha come base una concezione eroico-agonale; ha dietro di sé l'esperienza della lunga guerra messenica per il possesso di un territorio di vitale importanza per l'economia spartana.
L'amore per la patria propagandato dal poeta è l'amore per l'intera comunità spartiata, nel momento critico dei vv. 14-31,32, dove si esige il sacrificio del singolo cittadini per la patria per salvare la città dalla schiavitù. L'eroismo omerico dei canti ha una sua ragione individualistica, nasce dal sentimento dell'onore e del desiderio di gloria, in Tirteo trascende i valori agonali, ha come presupposto una ragione etico-comunitaria, l'ideale della città. Chi fugge dalla guerra perde ogni valore e onore, il vero uomo valente che può aspirare all'onore supremo della gloria eterna, con la vittoria in battaglia, è chi dà prova del suo coraggio e della sua ferma volontà di resistere al nemico. Si tratta insomma del primo caso nella lirica greca in cui appare il tema della virtù civica in un contesto storico ben specifico nell'antica Grecia, che verrà riutilizzato insieme a quello dell'uomo valoroso e saggio da Senofane e da Simonide.
(Traduzione libera di Saveriano Fogacci (1847))
La falange degli opliti
Fr. 11 West in distici elegiaci
Il frammento è un'utile descrizione della tattica militare della falange oplitica, comportava una partecipazione paritaria dei guerrieri alla vita collettiva, ed esigeva una subordinazione totale dell'individuo. Il frammento è stato trasmesso in maniera integrale nell' Antologia di Giovanni Stobeo nel V secolo d.C., che descrive l'immane sforzo degli opliti, ed esorta al coraggio, fornendo elementi di riferimento per l'addestramento del guerriero e il suo comportamento in battaglia; ad accompagnare l'esercito vi erano anche compagnia di flautisti che cadenzavano il passo, in modo che lo schieramento in marcia non si scompigliasse. Il modo di combattere spartano rispondeva a criteri rituali di condotta, secondo le descrizioni di Plutarco: Era uno spettacolo grandioso vederli e terribile vederli avanzare a passo lento e cadenzato, al suono dei flauti, senza che il loro schieramento ondeggiasse nemmeno un po', calmi e sereni, avviandosi al pericolo al suono di musica
Il passo riporta molte tematiche presenti già nella celebre Esortazione alla virtù, l'incoraggiamento parenetico, a non rifiutare la lotta, a restare in prima fila per salvare coloro che sono nelle file posteriori della falange, a non fuggire, a "mordere il labbro" resistendo piantati nel suolo.
(Traduzione di F.M. Pontani)

### Solone
I testi integrali di Solone con scansione metrica:  Solon Fragmenta, su poesialatina.it.
Elegia per Salamina
Frammenti 1-3 West in distici elegiaci
Le fonti: Plutarco, Vita di Solone, 8, 2 (vv 1-2), Phot. Lexicon, edd. Kalkridis-Kapsomenos-Politis, p. 29, 220 (v. 2), Diogene Laerzio, Bibliotheca historica, I, 46 (vv. 3-8), Plutarco Ger. reip. praec., 17, 813 f (vv. 3-4), Schol Demosth. 94b Sauppe /vv. 7-8) cfr Pausania I, 40, 5
C'è sinizesi al v. 2 ἐπέων
L'elegia per Salamina fu composta di ritorno dai primi viaggio in Asia Minore, dove si era recato per ragioni commerciali; al tempo probabilmente Solone era membro dell'assemblea dell'Aeropago, l'elegia venne composta per gli Ateniesi per incitarli a riprendere Salamina, perduta nella guerra contro Megara, poiché l'isola era un punto strategico e commerciale, di importanza vitale per Atene, come si è visto anche nella battaglia di Salamina contro i persiani di Serse II nella seconda guerra persiana. Lasciare Salamina ai Megaresi significava compromettere la storia futura della città dell'Attica. Nella versione della Vita di Solone di Plutarco, Solone si sarebbe finto pazzo, si presentò al pubblico ateniese con un berretto sul capo, e declamò sulla pietra dell'Aeropago l'elegia ai cittadini; Solone si finse pazzo perché all'epoca vigeva una legge che penalizzava con la morte chi avrebbe incitato il popolo a riscattare l'isola, e l'elegia ebbe l'effetto sperato negli animi degli Ateniesi; tuttavia si ritiene che l'aneddoto plutarcheo sulla pazzia di Solone derivi da tradizioni tarde di gente ostile al politico Secondo Plutarco l'elegia era lunga 100 versi, oggi se ne conservano 8.
Ateniese il suol natio

Deh! potessi io commutar.

Chè di me certo tal detto

Or potrebbe essere udito: —

Ha quest’attico tradito

Salamina per viltà

Su corriamo a Salamina,

Espugnam l’isola bella,

E dell’armi la procella

L’onta grave ne torrà.»
(Traduzione libera di Danesi)
Stoltezza degli Ateniesi
Fr. 11 West in distici elegiaci - Fonti:Diogene Laerzio, I, 51 (vv. 1-8), Diodoro Siculo, IX, 20, 3 (vv. 1-8), Plutarco, Vita di Solone, 30, 3 (vv. 1-4, 7, 5, 6, ripresi con ordine da Clemente Alessandrino in Strom. I, 23, 1). Sinizesi al v. 2 θεοῖσιν e al v. 5 ὐμέων
L'elegia fu composta, a detta di Diogene Laerzio, quando il tiranno Pisistrato era già salito al potere in Atene (561-60 a.C.); quello che il poeta aveva previsto nei fr. 12-13 Gent-Perr, non poté essere evitato. L'ascesa di Pisistrato e l'instaurazione della tirannide non comportarono tuttavia l'abolizione delle leggi appena create da Solone sullo "scuotimento dei pesi"; secondo De Sanctis quello che Solone non seppe creare per via legale, lo istituì la tirannide: l'ideale tuttavia dello Stato fondato sulla giustizia e sul rispetto delle leggi, con tanto vigore affermato e difeso da Solone, diverrà patrimonio della cultura greca.
Al tempo dei sofisti rivive in Ippodamo e Falea, che a lui si ispirarono nella concezione di un nuovo ordine sociale, fondato sulla giustizia. Verso la fine della guerra del Peloponneso un sofista tal Anonimo di Giamblico, considerava l'obbedienza del cittadino alle leggi come la sola via che conduce alla ricostruzione dello Stato. Ma soprattutto Platone è il suo erede diretto, quando considera il problema della giustizia come problema essenziale per la realizzazione dell'ideale etico dello stato.
In quest'elegia Solone incolpa gli Ateniesi di aver condotto essi stessi, per loro stoltezza e vanità, Pisistrato al potere. Se Atene è caduta nelle mani del tiranno, i responsabili sono gli stessi cittadini e non gli dei, come i cittadini incolpano.
Il testo nella citazione di Plutarco discorda in più luoghi da quello di Diogene, il testo di Diodoro Siculo sembra rappresentare una tradizione contaminata, concordando ora con Diogene ora con Plutarco. Le difficoltà si trovano nel v. 3 con le due lezioni ἐρύματα per Plutarco e Diodoro e ῥύσια per Diogene. La seconda lezione per criterio di difficilior rispetto alla prima, sarebbe da preferirsi nell'edizione Liddell-Scott-Jones, ma dato il valore giuridico del termine, non è chiaro che cosa in concreto possa significare l'espressione.
La cagione agli Dei non se ne dia,

Chè voi prosperar feste gli oppressori

Doni inviando a lor, con che il nefando

Servaggio v’apparaste. Ognun di voi

Sui passi incede della volpe; ognuno

Animo ha molle fra di voi. Guardate

Dell’uom la lingua e le parole scaltre,

E all’opere da far niuno rimira.»
(Traduzione libera di Danesi)
La felicità umana
Fr. 23 West, distico elegiaco, fonti: Platone, Lisia 212e, Geremia in Phaedr 231e (è. 38 C), Teognide fr. 1253; cfr. Luciano Amor. 48
Il frammento piacque a Giovanni Pascoli che lo riprodusse in uno dei Poemi conviviali, intitolato "Solone", dove immagine il vecchio legislatore al convito con l'amico Foco. Il Solone di Pascoli somiglia a quello descritto da Erodoto, non il Solone legislatore, ma un saggio poeta pensoso sulla scia dei Sette Sapienti, sulla felicità dell'uomo, ispirandosi ai frammenti del poeta non politici. Per Solone un uomo non può dirsi completamente beato in terra, solo gli dei lo sono, perché la vita umana conosce l'insuccesso e la sventura; può dirsi felice solo l'uomo che sa godere i naturali piaceri della vita, l'amore efebico, la caccia, l'amicizia di un ospite, i viaggi.
(Traduzione letterale)
A Mimnermo
Fr. 20, 21, 18 West, in distici. Fonti: Diogene Laerzio, I, 60 (vv. 1-4); Stob. π. πένθ. IV, 54, 3 (p. 1113 Hense) (vv. 5-6), Plutarco, Poplic. 24, 5 (vv. 5-6), Pseudo Platone, Amat. 133c (v. 7).
Sono tre frammenti che dovevano comporre un'elegia sulla vecchiaia; il primo è una replica al poeta Mimnermo che aveva espresso il desiderio di morire a 60 anni; Solone risponde di cambiare il verso, e fissa la data di morte a 80 anni, perché da anziani si invecchia imparando. Due differenti scuole di pensiero, da una parte Mimnermo odiatore incallito della vecchiaia, che a suo dire porta solo mali, e impedisce all'uomo di godere dei piaceri della giovinezza, dall'altra Solone che qui però non mostra l'intento di voler fare polemica letteraria, ma solo opporre in tono bonario una diversa concezione della vita, più ottimistica.
Il frammento rappresenta un esempio interessante della prassi simposiale che prevedeva la ripresa di brani poetici noti, e l'esecuzione di nuovi versi che confermavano, correggevano o contraddicevano i precedenti enunciati. Nel secondo frammento dell'elegia, Solone si augura di lasciare, morendo, il compianto tra i suoi; tali osservazioni sulla fine della vita furono riprese da Cicerone nelle Tuscolane (I, 49) e nel Cato maior (20, 73).
(Traduzione letterale)
A Foco
Fr. 33, 32, 34 West in tetrametri trocaici catalettici; sinizesi al v. 11 δοκέω. Fonti: Plutarco, Solone, 14, 8 (vv. 8-12; 1-7), Plutarco, Poplic., 25, 5 (v. 8), Aristotele, Costituzione degli Ateniesi, 12 (vv. 13-21), Plutarco, 16, 3 (vv. 16-17), Aristide, Orazioni, 28, 137 (vv. 18-19)
Si tratta di un gruppo di tre frammenti che paiono appartenere alla stessa elegia per l'affinità dell'argomento e l'identità del tono e del metro. Il carme è indirizzato all'amico Foco, oppure il capo del partito popolare, ed ha tutto il tono di un'apologia politica del proprio operato da legislatore. Solone si difende dalle critiche di coloro che l'accusavano di debolezza per non aver saputo trarre profitto dal potere e instaurare la tirannide. Con profonda consapevolezza della propria superiorità morale e della propria grandezza, Solone afferma la nobiltà dei suoi intenti politici e la bontà della sua costituzione. Se egli ha risparmiato la patria, ha di fatto rinunciato alla tirannide e alla violenza, non vergognandosene. Nella prima parte Solone, alla maniera della persona loquens di Archiloco, riporta le dicerie dei suoi detrattori, parlando di sé stesso in terza persona.
(Traduzione letterale)
Eunomia (il Buon Governo)
Fr. 4 West, in distici. Fonti: Demostene Sulla falsa ambasceria (254 ss.), lacune dopo i vv. 11, 13, 25.
Il passo è sicuramente integrale, qui Solone contrappone il proprio progetto politico alle idee eversive del partito rivale: probabilmente dunque questi versi erano anteriori all'arcontato di Solone stesso, e sono da inquadrare nel punto storico della sua attività di capoparte. Oggetto del suo biasimo sono soprattutto i capi della democrazia, ai quali Solone rimprovera di essere privi della cultura che legittima il potere in grado di portare la giustizia in città, essi non sanno contenere l'insolenza, sono assetati di ricchezze. Si nota in quest'elegia l'influsso di Esiodo per i concetti in antitesi della giustizia e della tracotanza, ma anche per una serie di richiami che riprendono alcuni schemi formali del poeta di Ascra esempio della personificazione del Buongoverno e del Malgoverno nelle Opere e i giorni, il tono sentenzioso del legislatore, il catalogo delle colpe e castighi imposti alla città ingiusta dagli dei.
(Traduzione di F. Siti)
Elegia alle Muse
Fr. 13 West, in distici.

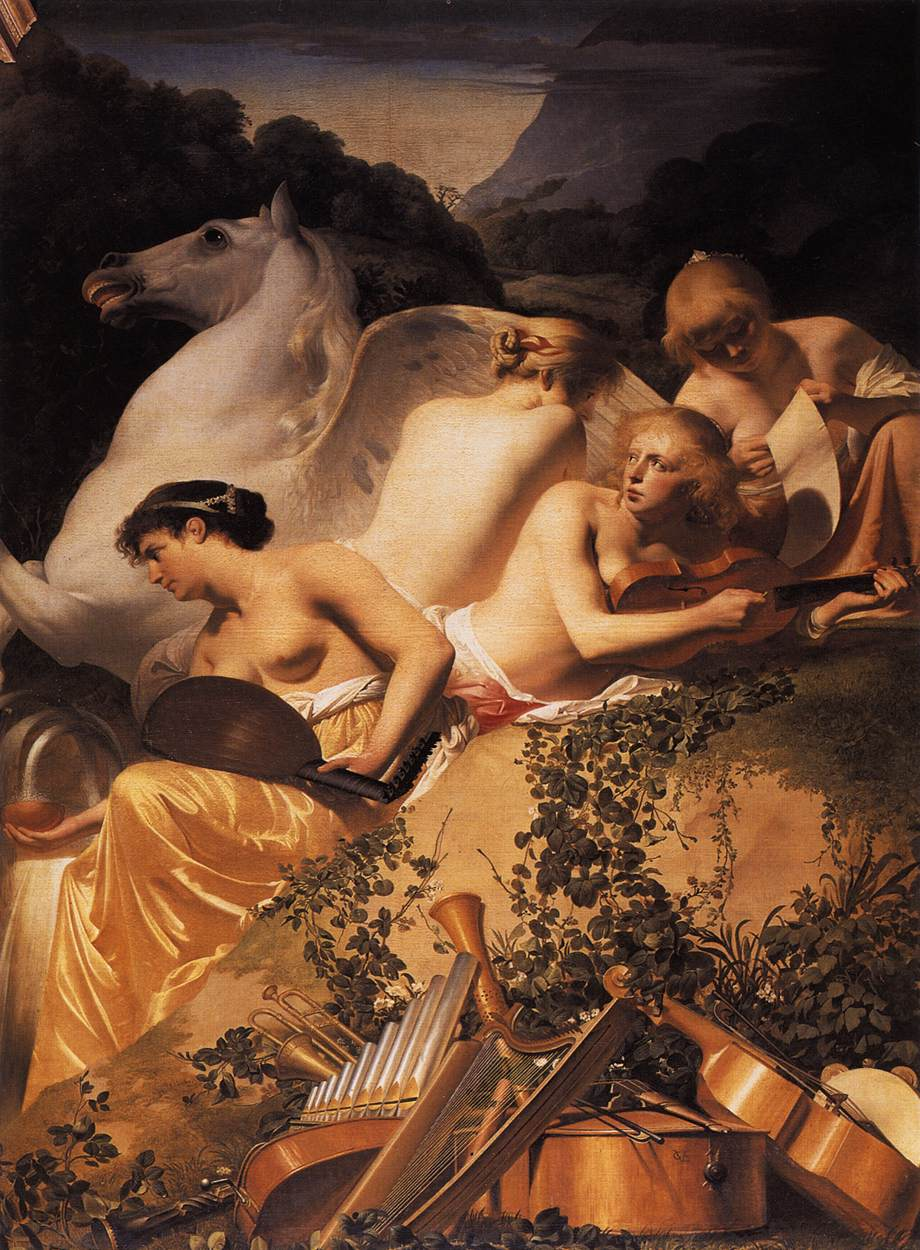
Quattro Muse e Pegaso sul Parnaso di Caesar van Everdingen (1616/1617–1678), L'Aia, olio su tela, circa 1650.

Si presume che l'elegia sia integra, è un susseguirsi di aforismi e sentenze in cui Solone delinea un quadro di ordinata convivenza, nella quale all'ideale competitivo e individualista dell'άρετή omerica si sostituisce un modello di convivenza civile, fondato sull'integrazione tra individuo e collettività. Il carme può essere considerato una sorta di testamento spirituale, o una summa pedagogica di Solone, in cui si riassumono le idee principali del legislatore: essere devoto agli amici, implacabile coi nemici, perseguire la ricchezza ma senza ingiustizia, seguendo il volere degli dei, affrontare il destino incerto con coraggio.
L'andamento del discorso è alquanto disorganico, secondo il procedimento arcaico i pensieri non sono concatenati da un nesso consequenziale, ma accostati oppure contrapposti; tra la prima sezione del carme (vv. 7-32) e la seconda (vv. 33-76) esiste infatti una frattura concettuale abbastanza evidente, dal momento che l'idea di Zeus garante della Giustizia sembra accantonata a favore della concezione fatalistica, in cui il tema dominante è l'incapacità umana di padroneggiare il proprio destino, tema successivamente sviluppato nel concetto di "colpa e accecamento" nella tragedia classica. Questa contrapposizione costituisce un ponte tra le due parti dell'elegia, suggerendo l'idea di un contrasto tra il dio sereno e immobile e l'affannarsi inutile dell'uomo nel ricercare la ricchezza.
(Traduzione M. Fantuzzi)

### Mimnermo
I frammenti di Mimnermo dell'edizione West in greco sono qui  Mimnermus Fragmenta, su poesialatina.it.
L'aurea Afrodite
Fr. 1 West in distici elegiaci, sinizesi al v. 1 χρυσέης, al v. 4 ἄνθεα, e al v. 8 προσορέων. Fonti: Giovanni Stobeo, π. Άφροδιτης IV, 20, 16 (p. 439 Hense); Plutarco, Vir. mor. 445 f (vv. 1-2)
Questi versi costituiscono forse un'intera elegia, per altro apprezzata da Callimaco. Non apparteneva alla raccolta Nannò, altrimenti Giovanni Stobeo che riporta il passo ne avrebbe indicato la raccolta di riferimento, e dunque essa è da considerarsi al gruppo di elegie simposiali dal carattere amoroso-nostalgico.riflessivo. L'elegia è un inno alla giovinezza, la fiorente stagione dell'amore, contrapposta alla triste e penosa vecchiaia, quattro versi sono dedicati ai piaceri della giovinezza concessi da Afrodite, dopo la demarcazione segnata dalla cesura trocaica al v. 5, altri quattro versi e mezzo sono dedicati alla vecchiaia e ai suoi mali; l'ultimo verso infine racchiude il sunto della fugace esistenza dell'uomo.
Testo greco:
τεθναίην, ὅτε μοι μηκέτι ταῦτα μέλοι,

κρυπταδίη φιλότης καὶ μείλιχα δῶρα καὶ εὐνή•

οἷ’ ἥβης ἄνθεα γίγνεται ἁρπαλέα

ἀνδράσιν ἠδὲ γυναιξίν• ἐπεὶ δ’ ὀδυνηρὸν ἐπέλθῃ

γῆρας, ὅ τ’ αἰσχρὸν ὁμῶς καὶ κακὸν ἄνδρα τιθεῖ

αἰεί μιν φρένας ἀμφὶ κακαὶ τείρουσι μέριμναι,

οὐδ’ αὐγὰς προσορῶν τέρπεται ἠελίου,

ἀλλ’ ἐχθρὸς μὲν παισίν, ἀτίμαστος δὲ γυναιξίν•

Che cosa è mai la vita?

Senza di lei finita

Io la vorrei per me.

Finita senza il gaudio,

Ond’ella allieta i cori,

Finita senza i fiori,

Ch’offre la gioventù.

Coglierli donne ed uomini

Ponno, ma se vecchiezza

Sorviene all’uom, tristezza

E duol gli scende al cor.

Del sol fulgente i radii 

Più non gli dàn diletto;

A tutti egli è in dispetto

Nella cadente età.

Fanciulli e donne il fuggono,

Nè più gli fanno onore;

Contesta di dolor 

Vecchiezza Giove fe’.»
(Traduzione libera di Danesi)
Uomini e foglie
Fr. 2 West, distici elegiaci, sinizesi al v. 2 ἕαρος e al v. 4 θεῶν - Fonti: Stobeo, π. τοῦ βίου ὄτι βραχύς κτλ. IV, 34, 12 (è. 827 sg. Hense)
Il frammento ripropone lo stesso tema dell'elegia dei Doni di Afrodite, la giovinezza-vecchiaia, ma in struttura più articolata nel dato descrittivo, con variazioni timbriche che accentuano il richiamo nostalgico all'età dell'amore attraverso il gioco delle rime e delle assonanze finali di verso ottenute dall'alterno ripetersi delle stesse parole ὥρη-ἤβης ed ἤβης-ὥρης; l'idea della gioia splendida ma breve della giovinezza è ora resa più evidente e oggettiva, nella comparazione con le foglie, con il loro vivido germogliare e immediato perire staccandosi dall'albero, e nel vitale atteggiamento del giovane ignaro del bene e del mare, dunque incapace di apprezzare il valore che possiede, e di prevedere il male della sofferenza imminente della vecchiaia e della morte.
Un valore effimero dunque, quello del tempo breve della giovinezza che non lascia all'uomo altra possibilità di scelta se non la morte, non appena egli abbia varcato il limite oltre il quale si estende il panorama desolato di una triste esistenza. L'esortazione alla scelta diviene così anche il limite stilistico tra la realtà positiva e negativa che segue immediatamente nel dato descrittivo, enucleata nei tre mali oggettivi: povertà, assenza di figli e la malattia. Nella prima elegia la sciagura del vecchio è osservata nel mutare aspetto, nei tristi pensieri che spengono la gioia di vivere, qui invece nei mali che sono effetto e causa della vecchiaia, della condizione fisica non più vigorosa, della povertà, della malattia che sopravvengono con l'indebolirsi delle forze.
ἔαρος, ὅτ’ αἶψ’ αὐγῇς αὔξεται ἠελίου,

τοῖς ἴκελοι πήχυιον ἐπὶ χρόνον ἄνθεσιν ἥβης

τερπόμεθα, πρὸς θεῶν εἰδότες οὔτε κακόν

οὔτ’ ἀγαθόν• Κῆρες δὲ παρεστήκασι μέλαιναι,

ἡ μὲν ἔχουσα τέλος γήραος ἀργαλέου,

ἡ δ’ ἑτέρη θανάτοιο• μίνυνθα δὲ γίγνεται ἥβης

καρπός, ὅσον τ’ ἐπὶ γῆν κίδναται ἠέλιος.

αὐτὰρ ἐπὴν δὴ τοῦτο τέλος παραμείψεται ὥρης,

αὐτίκα δὴ τεθνάναι βέλτιον ἢ βίοτος•

πολλὰ γὰρ ἐν θυμῷ κακὰ γίγνεται• ἄλλοτε οἶκος

τρυχοῦται, πενίης δ’ ἔργ’ ὀδυνηρὰ πέλει•

ἄλλος δ’ αὖ παίδων ἐπιδεύεται, ὧν τε μάλιστα

ἱμείρων κατὰ γῆς ἔρχεται εἰς Ἀΐδην•

ἄλλος νοῦσον ἔχει θυμοφθόρον• οὐδέ τίς ἐστιν

fiorito della primavera nascono

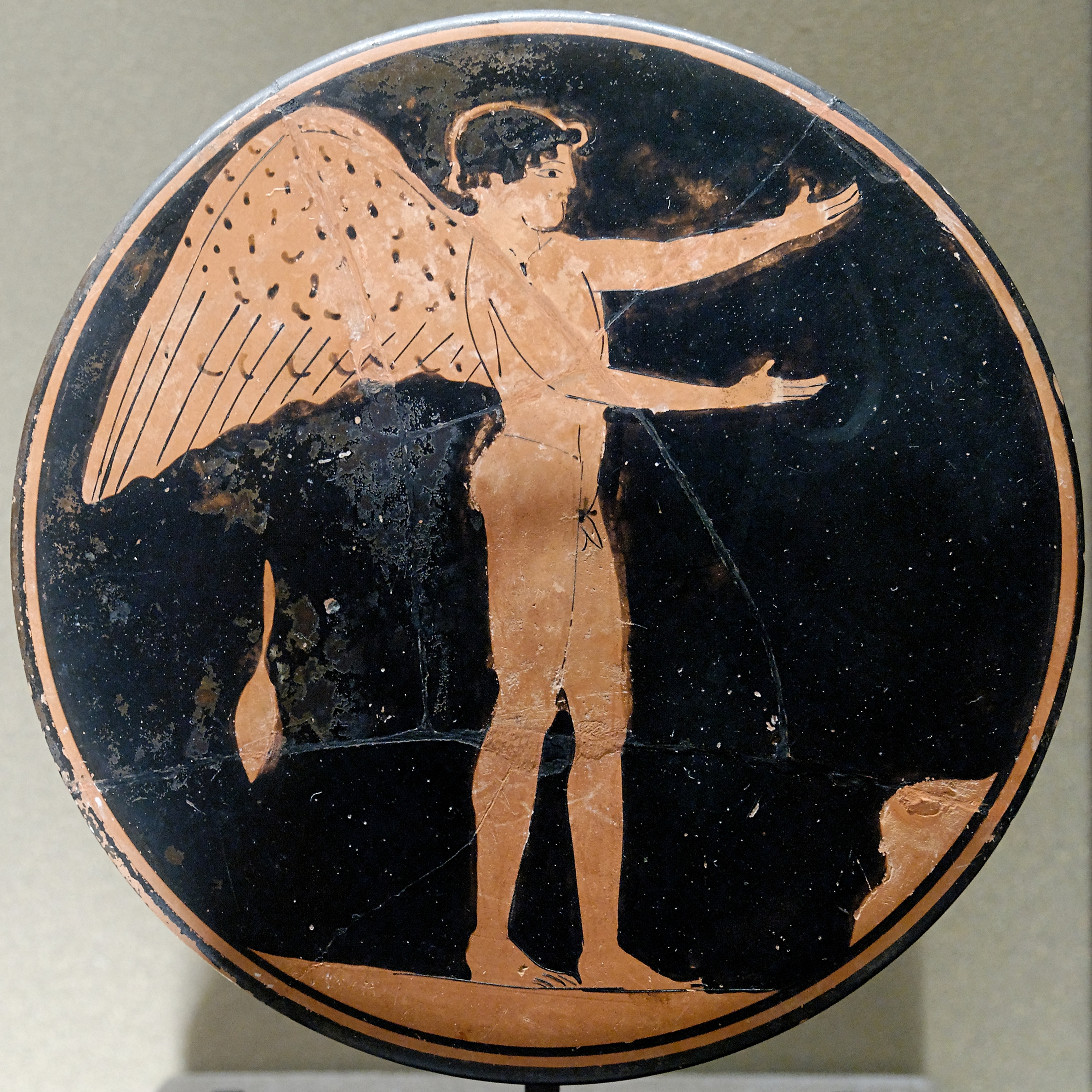
Rappresentazione (circa 470–450 a.C.) di Eros

e ai raggi del sole rapide crescono,

noi simili a quelle per un attimo

abbiamo diletto del fiore dell’età,

ignorando degli dei il bene e il male.

Ma le nere Chere ci stanno a fianco,

l’una con il segno della grave vecchiaia

e l’altra della morte. Fulmineo

precipita il frutto di giovinezza,

come la luce d’un giorno sulla terra.

E quando il suo tempo è dileguato

è meglio la morte che la vita.»
(Trad. Salvatore Quasimodo)
Lo sventurato Titono
Fr. 4 West, distici elegiaci - Fonte Giovanni Stobeo, IV, 50, 68, 69
Questi versi appartenevano alla raccolta Nannò, Mimnermo nel rappresentare ancora una volta i mali della vecchiaia si affida al mito di Titono e Aurora, ripreso anche in Saffo. Aurora amava Titono, un bel giovane mortale, e chiese a Zeus di renderlo immortale, ma si dimenticò di precisare di farlo rimanere anche giovane in eterno, così il giovane con gli anni invecchiò, rimanendo sempre immortale, ma sempre più brutto e debilitato, finché Aurora non lo distese sul talamo, non potendo egli più muoversi.
Dopo il racconto nel mito, Mimnermo insiste nuovamente sulla fugacità della giovinezza, che lascia spazio all'odiata vecchiaia.
Vecchio essere immortale,

Ma la vecchiezza è male

Più grave del morir.»
(Libera traduzione di Danesi, 1886)
Il viaggio di Helios
Fr. 12 West, distici elegiaci, sinizesi al v. 7 χρυσέου - Fonte Athen, XI, 470a
L'episodio mitico appartiene alla raccolta di Nannò, e si inserisce nel contesto di fusione di mito con le tematiche giovinezza-vecchiaia. Originale nella descrizione del fenomeno celeste non soltanto la raffinata coesistenza del naturale e del meraviglioso, dell'umano e del divino ma anche la maniera amorosa, intimistica, con la quale è osservata, quasi come quotidiano umano, la fatica senza tregua del viaggio di un dio, Helios il Sole, nel perenne fluire dei giorni. Un compito monotono, sempre uguale, quello di far comparire il giorno e poi farlo tramontare, fatica fine a sé stessa, ma che conosce alla fine l'amorosa unione nel giaciglio molto desiderato, e un sonno tranquillo e felice. Tale viaggio di Helios attraverso l'Oceano viene citato anche da Stesicoro nella Gerioneide, fr. S17 Page-Davies.
(Traduzione libera)

### Teognide
Il testo integrale della silloge del Corpus Teognideum è qui:  Theognis Elegiae, su poesialatina.it.
Naturalmente non si può offrire la traduzione di tutti i 1389 versi, tuttavia ci si limiterà ad analizzare i passi più caratteristici dello stile e della poetica teognidea.
Il sigillo del poeta
VV. 19-26 dall'edizione di Williams, 1903 - distici elegiaci, sinizesi al v. 5 Μεγαρέως
Questi versi sono tra i più discussi della silloge; il "sigillo", vale a dire la firma del poeta in cui dichiara che i versi sono da lui composti, era tema frequente già prima di Teognide; ad esempio nell'Inno ad Apollo Delio dello pseudo-Omero, il poeta alla fine del testo (v. 165) pone una domanda su come rispondere a chi chiederà chi ha composto l'inno. "il cieco che abita nella rocciosa Chio". Rompendo con la tradizione epica, Teognide in questi versi nomina sé stesso come autore autentico dell'opera, doveva essere un aedo famoso, dato che orgogliosamente si annovera come poeta, e tanto doveva bastare per renderlo subito identificabile.
Tuttavia c'è chi ha considerato spurio questo verso, perché Teognide, se avesse voluto davvero rendere autentica l'opera, avrebbe dovuto inserire il termine stesso del "sigillo", in modo che i suoi versi non sarebbero stati rubati o plagiati da altri poeti imitatori, che tuttavia qui non compare, secondo Welcker questo verso doveva in origine collocarsi alla fine dell'opera, come da tradizione, qui invece compare quasi poco dopo l'inizio del corpus.
(Traduzione letterale)
I nuovi cittadini di Megara
vv. 53-68, in distici, sinizesi al v. 4 πόλεος
Il passo si riferisce alle aspre lotte tra aristocratici e ceti emergenti della borghesia mercantile, che travagliarono la Grecia nel VI secolo a.C. La città di Megara Nisea, patria di Teognide, è descritta come luogo di conquista di questi parvenu, che prima raccoglievano i frutti della campagna, e mercanteggiavano fuori le mura, e ora sono i nuovi governatori. Teognide verso costoro da buon aristocratico, come Solone ad Atene, è sprezzante e fustigatore, tuttavia come nel caso di Alceo per la lotta di potere a Mitilene, è ovviamente di parte, che dà la colpa di tutto alla parte avversa, per i problemi economici, sociali, politici, negli avversari vede solo la personificazione del male e della rovina, del desiderio del guadagno veloce e della ricchezza, i plebei vogliono sovvertire l'ordine quasi sacrale degli aristocratici, al potere per il favore degli dei, unici detentori della giustizia e del senso del buon governo, mentre gli altri sono solo distruttori assetati di potere e ricchezza ingiusta.
Cirno, il ragazzo amato dal poeta, di buona famiglia, definito con l'epiteto di epica tradizione "Polipaide" dal nome del padre, come nel caso di Meneziade per Patroclo di Menezio, è il destinatario dei consigli di Teognide, non dovrà mai essere amico dei plebei, farsi corrompere nei propri valori morali, ma fingere di essere d'accordo con loro, tenendosi amici soltanto i valenti, i nobili, osservando le leggi dell'onore.
Si ricorda una ripresa della tematica teognidea in Dante Alighieri, in cui denigra con violenza la presenza dei mercanti a Firenze, causa di tutti i mali politici e sociali della città.
(Traduzione letterale)
La norma del polipo
VV. 213-218 in distici
Il polpo è per i Greci l'animale astuto per eccellenza, fornito dell'intelligenza, cioè della capacità di adattarsi alle situazioni, ossia di cambiare colore nei fondali per mimetizzarsi con la sabbia o le rocce. Qui Teognide fa riferimento alla necessità del nobile di doversi adattare alle situazioni che cambiano la società e la politica, la sua abilità deve stare nell'intuire ciò che è opportuno o non opportuno perseguire, altrimenti non sarà capace di districarsi nelle situazioni complesse, e sarà soltanto autoreferenziale.
(Traduzione di Francesco Sisti)
Canto d'amore
VV. 237-54 in distici
In questi versi si intrecciano dei temi fondamentali della lirica d'amore, la fantasticheria del poeta, che immagina le sue parole amorose cantate ovunque vi siano banchetti; la poesia eternatrice, capace di donare una fama ineluttabile, persino tra i morti nell'Ade; l'amato giovane e ritroso, che non capisce inizialmente il dono che gli è stato offerto, come in Anacreonte, essere il cocchiere dell'anima del poeta; la malinconia dell'innamorato che percepisce che il giovane innamorato non gli appartenga completamente, e possa dimostrarsi ingannevole e ingrato.
I critici hanno intravisto in questo carme un canto d'amore di Teognide verso il ragazzo Cirno.
(Traduzione di Francesco Sisti)
Il naufragio
VV. 667-82, distici elegiaci
Non si sa se il testo sia autentico, anche perché si cita il poeta Simonide di Ceo, e l'isola di Melo; si pensa che l'autore sia Eveno di Paro, vissuto nel V secolo a.C. Tutto il componimento è costruito su una consueta allegoria della nave (si veda il frammento di Alceo, ma anche l'esempio del nocchiero della nave nella Repubblica di Platone) alla deriva, che cela il riferimento alla situazione politica della città. Nella prima parte il poeta si rivolge all'ampio uditorio, nella seconda la poesia assume il carattere simposiale, un uditorio più specifico costituito da membri di un'eteria, solo loro possono comprendere appieno il significato politico celato dietro i versi.
(Traduzione di F.Ferrari)
La patria, la cosa più cara
VV. 783-788, distici elegiaci
Si fa riferimento all'esilio di Teognide in Sicilia da Megara, poi andrà in Eubea e a Sparta. Dappertutto ebbe grande accoglienza, ma nessun piacere Teognide ne trasse, per la nostalgia della patria lontana. Nessuna cosa è più cara della patria, Teognide lo esprime con sobrietà.
(Traduzione letterale)
Il grido della gru
VV. 1197-1202, distici, sinizesi al v. 4 εὑανθέας
I versi si rifanno alle Opere e giorni di Esiodo al v. 448, sulla figura della gru che passa sopra i campi, annunciando con il suo stridio il tempo dell'aratura. Il tono di Teognide è diverso però in quanto esule non può avere più il controllo sui campi di sua proprietà, che ora sono coltivati da altri.
(Traduzione letterale)

### Senofane
L'opera omnia di Senofane in greco,  Xenophanes Fragmenta, su poesialatina.it.
Il simposio
Il simposio designa la riunione di compagni, caratterizzata dal bere vino, che seguiva normalmente il pasto della sera, anche se il bere alla luce del giorno era praticato in casi particolari, come testimoniato da Alceo; le attestazioni del termine συμπόσιον sono in Euripide, Teognide, Focilide. Nel mondo omerico la commensalità in presenza del vino, accompagnata o seguita dal canto poetico, rappresenta una delle attività più piacevoli, come nel passo dell'ambasciata ad Achille (Iliade, IX, 202).- Varia è la morfologia dell'incontro simposiale, sia in relazione ai differenti periodi storici e alla differenti aree geografiche, sia per quanto riguarda le stratificazioni sociali (aristocratici, tiranni, poeti, borghesi), e le occasioni del convito.
In questo passo si passa dalla prima lunga parte della descrizione del banchetto, dei convitati seduti sul triclinio in cerchio con le ghirlande e le bende, argomenti dunque tipici descrittivi del simposio, alla polemica filosofica di Senofane, cioè sul non voler ascoltare i canti dei rapsodi degli episodi della mitologia tradizionale sulle guerre e le battaglie, come la Gigantomachia o la Titanomachia, di cattivo esempio a suo dire verso la comunità, per esaltazione dell'argomento guerresco, tema scelto e caro agli aristocratici dell'età arcaica, come anche in Omero con l'aedo Demodoco, che canta presso la corte di Alcinoo la presa di Troia.
Distici elegiaci - Fonte: Athen. XI, 462C
Contro i giochi olimpici
Fr. 2 West, in distici - Fonti Athen. X, 413f nach. 21 C 2
La revisione dei valori tradizionali da parte di Senofane investe anche il cardine della cultura arcaica, ossia l'ideale sportivo e aristocratico che vedeva nella gara atletica il momento decisivo, in cui i migliori si misurano tra loro per conseguire gloria e fama. A loro Senofane contrappone la figura del sapiente, che è il solo ad essere utile alla città, concezione ripresa in parte anche da Simonide. Le virtù atletiche volte a un'affermazione individualistica di successo e onore, e comunque effimere e precarie, vengono subordinate alle qualità interiori, grazie alle quali l'uomo procede sulla via della sapienza, poiché per Senofane l'allestimento dei giochi olimpici comportano di concreto soltanto sperpero di denaro pubblico per mantenere il vitto degli atleti.
Qui si ha uno dei primi esempi di contrapposizione filosofica tra vita pratica e vita teoretica, tema ripreso anche da Euripide nell' Autolico (fr. 282), sul biasimo contro gli atleti.
Vita da rapsodo
Fr. 8 West in distici - Fonti: Diogene Laerzio, IX, 18 sg., Apostol. 8, 42r (Paroem. Gr.II 442, 15)
Qui Senofane ricorda la sua lunga carriera di poeta itinerante: sono 67 anni che va errando per la Grecia, quando iniziò erano già trascorsi 25 anni dalla nascita, dunque il poeta quando scrisse questa elegia aveva 92 anni. I 25 anni di Senofane coincidono con l'invasione della Ionia nel 545 a.C. circa da parte dei Persiani; Senofane dovette spostarsi in Sicilia, dove esercitò l'attività di rapsodo, esponendo le sue idee anticonformiste, come riferisce Diogene Laerzio, citando sia Omero che Esiodo, ma approvando anche le teorie dei pitagorici, di Parmenide, di Epimenide e Talete di Mileto.
Gli dei di Omero ed Esiodo
Fr. 15 Gentili-Prato (11 West), in esametri dattilici - Fonte: Sesto Empirico, Adv. Math., IX, 193
Senofane accusa la lunga tradizione fondamento della mitologia e della poesia greca, composta dalle opere di Omero ed Esiodo: i loro insegnamento sono fallaci e assurdi, l'ispirazione alle azioni degli dei, sono per gli uomini motivo di azioni turpi e vergognose, senza che essi sappiano ragionare, ma seguendo pedissequamente fantasie, ossia il furto, l'inganno, l'adulterio, la guerra, la vendetta. La denuncia contro l'antropomorfismo divino è dura, la critica razionalistica si colloca nella tradizione dell'oralità, dato che anche Esiodo nel proemio della Teogonia fa riferimento alla poesia veridica e quella mendace.
Contro l'antropomorfismo
Fr. 14 West - Fonti: Clemente Alessandrino, Stro,. V, 109 e VII, 22.
Il v. 1 è un trimetro giambico, cui segue il v. 2 in esametro. L'espressiva associazione di due versi in chiave parodica era tipica dei Silli di Senofane e anche in altri testi, come l'iscrizione della coppa di Nestore dell'VIII secolo a.C., o il Margite dello pseudo-Omero fr. 1, ambientato a Colofone. Nelle altre due colonne b e c il primo verso dei due accostamenti torna ad essere un normale esametro dattilico.. Sinizesi al v. 1 δοκέουσι.
Qui Senofane polemizza non solo contro l'amoralità degli dei omerici, ma anche contro la rappresentazione tradizionale fisica della divinità a immagine e somiglianza dell'uomo. Senofane mette a nudo l'assurdità di un dio che soggiace alle condizioni della limitata vita umana, nascita, azione, tempo, morte, e che addirittura veste e parla come un uomo. L'infondatezza della religione antropomorfica è evidenziata nell'osservazione che l'immagine divina varia da popolazione a popolazione in base ai connotati fisici d'ogni gruppo etnico: gli dei degli Etiopi hanno il naso camuso e la veste nera, quelli dei Traci hanno occhi azzurri e capelli rossi. Il relativismo assume caratteri satirici e grotteschi, quando Senofane fa il paragone con degli animali che, se sapessero scrivere se fossero dotati di mani, disegnerebbero gli dei a loro immagine e somiglianza.
Il dio di Senofane
Fr. 23 West, in esametri dattilici - Fonti: a Clemente Alessandrino, Strom., 5, 109, b Sesto Empirico, 9, 144, c-d Aristotele, Fisica, 1 p. 184b
Il frammento è tratto dal poema in esametri Della natura di Senofane, in cui agli dei antropomorfi oppone la sua concezione universale di dio, un dio unico, sommo, in nulla simile agli uomini e alle bestie nell'aspetto e nel pensiero. Un'unità che proprio perché differisce dall'uomo, pensa e sente. Il dio per Senofane muove ogni cosa senza fatica e pensiero, è fermo in sé stesso e immobile, non è sottoposto al ciclo della natura e della trasformazione delle cose viventi sulla Terra.
Simposio invernale
Fr. 22 West, in esametri dattilici - Fonte: Athen. Deipnosofisti, II, 54e
Tratto dalla raccolta Parodie, come dice Ateneo nel poema I deipnosofisti, Senofane riprende il tema simposiale, del focolare caldo, del distendersi sul triclinio, dell'allietarsi con del vino dopo la cena, mangiando ceci, e conversando con gli amici e gli ospiti. Nella regola di buona creanza del simposio, ci si informa sul nome e sulla provenienza degli ospiti stranieri, alcuni hanno visto il riferimento al periodo in cui la Ionia con Colofone fu assoggettata ai Persiani; tale scena della domanda sulla provenienza è frequente anche in Omero e Alceo.
Contro Pitagora e la metempsicosi
Fr 7a West, in distici - Fonti: Diogene Laerzio 8, 36 (vv. 1-5), Antologia Palatina 7 (vv. 2-5), Lessico Suda voce "Senofane" (vv. 2-5)
Quando Senofane arrivò in Sicilia, il filosofo Pitagora lasciò Samo per la tirannide di Policrate e giunse dalla Ionia nella Magna Grecia, andando prima a Crotone e poi a Metaponto. La sua dottrina religiosa prevedeva la metempsicosi, ossia la reincarnazione dell'anima dopo la morte in un altro essere vivente; ma Senofane derise anche questa osservazione sulla vita umana, rappresentando la scena di Pitagora che si commosse vedendo un cagnolino percosso, intimando al padrone di fermarsi perché dal guaito riconobbe la voce di un suo amico morto. La tecnica del passo è data dalla narrazione in terza persona, tipica della forma epica in esametri, cui Senofane non si ritrasse, essendo anch'egli un rapsodo.

## Giambiografi

### Archiloco
L'opera di Archiloco in lingua originale; l'edizione critica West annovera 331 frammenti:  Archilochus Fragmenta, su poesialatina.it.
Soldato e poeta
Fr. 1 West in distici elegiaci, sinizesi al v. 2 Μουσέων - Fonte: Athen. XIV, 627c, Plutarco, Phoc., 7, 6
Si tratta solo di due versi, tuttavia grande è l'importanza in quanto è la prima volta in cui un poeta parla apertamente di sé stesso, presentandosi con nome e luogo di provenienza. Omero non cita sé stesso, e poco attendibili risultano i "sigilli" degli Inni omerici, non attribuiti al poeta (ma lo stesso Omero non si sa se fosse mai esistito); Esiodo rivela pochi autoschediasmi nelle due opere che ci sono giunte, mentre Archiloco in soli due versi si presenta completamente, elencando i suoi pregi e i suoi difetti. Si presenta come servitore del dio Ares e delle Muse, ossia soldato e poeta. Ateneo nel citarlo nei Deipnosofisti, ricordava che gli antichi ritenevano il valore tra le prime virtù, e qui Archiloco riporta prima di essere un soldato, e poi un poeta; Archiloco come molti altri successivi soldati poeti, avrebbe cercato di completare la sua carriera, sentendo quell'impulso verso l'azione; Tirteo si sentiva quasi solo un soldato, per un poeta prendere nel VII secolo a-C. parte alle armi era molto più importante che comporre poesie, data l'etica di valore aristocratico e militare, strettamente collegata alla caccia, alla guerra, insomma all'uso delle armi.
Eschilo nel V secolo a.C. per la sua tomba volle che fosse ricordato il suo contributo militare a Maratona, durante la prima guerra persiana. In sostanza Archiloco in questi versi si presenta per quello che è, un greco a tutti gli effetti, combattente e allo stesso tempo letterato.
Qui si presenta la traduzione letterale, e quella libera di Achille Giulio Danesi (1886) per la serie Frammenti:
(Traduzione letterale.)
Ben io ministro sono,

Ma pure il caro dono

Fecer le Muse a me.»
(Traduzione libera di Achille Giulio Danesi)
Vigilia d'armi sul mare
Fr. 4 West - Distici elegiaci - Fonte Papiro di Ossirinco 854, Athen. XI, 483d
Si fa riferimento alla guerra tra Paro e Taso, dove militò Archiloco: la spedizione a Taso sarà riconosciuta dal poeta come la tomba dei Pari, dove trovarono un'amara sconfitta. Nel frammento Archiloco, per scacciare la paura, prima della battaglia, esorta a portare la coppa sulla tolda della nave, ad aprire l'orcio panciuto e a spillare vino rosso, è meglio fare la guerra leggermente alticci, piuttosto che aspettare il momento col terrore.
Lo scudo perduto
Fr. 5 West, distici elegiaci. Fonti: Aristofane, Pace, 1296; Sesto Empirico, 3, 216; Plutarco, Lacon. inst. 34, 239 b; Strabone, X, 457
In un combattimento contro la tribù dei Sai, Archiloco per salvarsi la vita dovette abbandonare lo scudo, motivo di vergogna e disonore, e lo stesso poeta confessa nel verso la disgrazia, l'arma incensurabile perduta per sempre, rubata da un soldato dei Sai, ma se non avesse perduto lo scudo, non si sarebbe salvato la vita. Archiloco rifiutando l'importanza quasi sacrale dello scudo, va contro il pensiero di Omero e di Tirteo, la vita è il bene supremo anche per un valoroso che viene disonorato. Infatti alla fine il poeta si consola dicendo che potrà benissimo farsi fabbricare un nuovo scudo, anche più bello di quello perso; il tono appare triste, nonostante l'atteggiamento spavaldo del poeta, e forse si è ipotizzato che Archiloco rispose a delle critiche mossegli dagli altri. Tali critiche gli verranno mosse anche dopo la morte, dal commentatore Sesto Empirico che gli dà del vigliacco, non valutando l'espressione del verso "che a malincuore ho dovuto abbandonare".
Plutarco riporta l'aneddoto che gli Spartani cacciarono Archiloco dalla città proprio perché fautore di questa nuova concezione di tenere cara la vita piuttosto che l'onore, e dunque lo scudo, in battaglia; Archiloco infatti in vari altri frammenti dimostra di schernire e di rifiutare molte concezioni del buon costume arcaico greco; tuttavia è falso che secondo i critici posteriori, fu un vile e gozzovigliatore, perché morì in battaglia a Paro, contro gli abitanti di Nasso, uccisi da un tal Calonda.
ἔντος ἀμώμητον, κάλλιπον οὐκ ἐθέλων•

αὐτὸν δ' ἐξεσάωσα. τί μοι μέλει ἀσπὶς ἐκείνη;

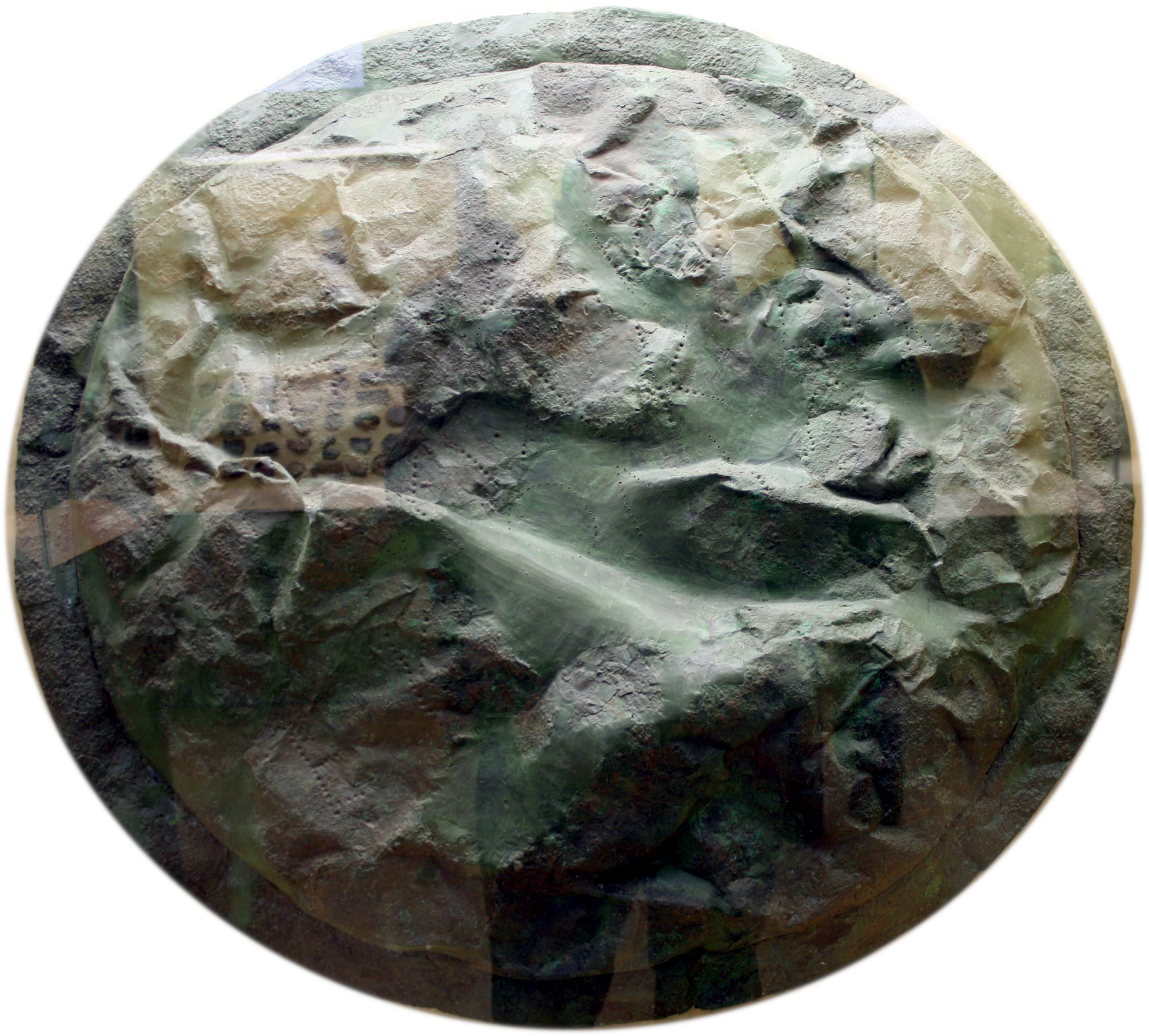
Scudo di un oplita spartano (425 a.C.) - Museo dell'antica agorà ad Atene.

lasciai, ed era non disonoratoǃ, controvoglia:

però mi son salvato. Chi se ne importa di quello scudo?

Al diavoloǃ Presto ne comprerò uno non peggiore.»
(Trad. A. D'Andria)
A Pericle, o Elegia del naufragio
Fr. 11 West, distici elegiaci, sinizesi in a 7 ἡμέας - b 10 μέλεα - Fonti: (a) Stobeo, IV, 56, 30, Filostrato, Vita di Apollo, 7, 26; (b) Papiro di Ossirinco 2536a; Plutarco, Aud. poet. 23 a-b (vv.10-11); c Plutarco, ibidem, 33 a-b
In questa elegia Archiloco piange il naufragio della nave con alcuni suoi concittadini di Paro; il carme è citato anche dall'anonimo de Sul sublime (X, 7), tra gli uomini morti in mare c'era anche il marito di sua sorella. Tutta la città piange la perdita di concittadini eminenti, Archiloco si riferisce all'amico Pericle (non il Pericle di Atene), esortando la cittadinanza a sopportare virilmente la sofferenza con rassegnazione, poiché è destino che le sventure capitino a tutte, ma non con ordine stabilito. I frammenti a,b,c citati da Plutarco appartenevano a una stessa elegia del naufragio, la parte a ne costituiva l'inizio, e alla stessa elegia dovrebbero appartenere i frammenti 16 e 12 West. In sintesi Archiloco esorta Pericle e i cittadini a sopportare il dolore, essendo lui non noto a queste sventure in quanto soldato, la virile rassegnazione è il dono che gli dei infondono agli uomini quando un male li travolge.
μεμφόμενος θαλίηις τέρψεται οὐδὲ πόλις•

τοίους γὰρ κατὰ κῦμα πολυφλοίσβοιο θαλάσσης

ἔκλυσεν• οἰδαλέους δ᾽ ἀμφ᾽ ὀδύνηισ᾽ ἔχομεν

πνεύμονας. ἀλλὰ θεοὶ γὰρ ἀνηκέστοισι κακοῖσιν,

ὦ φίλ᾽, ἐπὶ κρατερὴν τλημοσύνην ἔθεσαν

φάρμακον. ἄλλοτε τ᾽ ἄλλος ἔχει τάδε• νῦν μὲν ἐς ἡμέας

ἐτράπεθ᾽͵ αἱματόεν δ᾽ ἕλκος ἀναστένομεν͵

ἐξαῦτις δ᾽ ἑτέρους ἐπαμείψεται. ἀλλὰ τάχιστα

si rallegra di festa, né la città;

infatti tali sono quelli che l’onda del mare sonoro

inghiottì e per il dolore abbiamo gonfi

i polmoni. Ma gli dei, infatti, per i mali incurabili,

amico, diedero la virile rassegnazione

come cura; or l’uno, or l’altro ha questo; ora a noi

tocca e piangiamo la ferita sanguinosa,

ma toccherà a loro volta ad altri; però subito

sopportate scacciando il lutto da femmine.»
(Trad. A. D'Andria)
Non mi interessa la fortuna di Gige
Fr. 19 West, trimetri giambici, sinizesi al v. 1 Γύγεω e al v.3 θεῶν ed ἐρέω - Fonti: Aristotele, Retorica, 1418b, Plutarco, De tranquillitate animi, 10, 470c
Aristotele nel citare il frammento, sostiene che a parlare nel discorso diretto sia il falegname Carone, e che il carme cominciava proprio con questi versi; è un esempio di carme strutturato in forma drammatica, cioè in cui vige il tema della persona loquens, che esprime i valori del poeta. Questa poesia venne imitata da Orazio nell'Epodo II, dove l'elogio delle cose semplici e della campagna sono fatti da un usuraio, Alfio, anche se alla fine del carme l'usuraio continuerà a svolgere il suo lavoro. Lo spirito antieroico di Archiloco, che qui cita l'eroe mitico Gige ricoperto d'oro, doveva essere un ideale di vita modesta; è probabile che, confrontando la poesia con quella di Orazio, Archiloco elencasse anche i valori positivi del suo ideale, ma il resto non è pervenuto.
(Versione libera di Danesi)
Nè men prese mai desio,

Nè tampoco voglio l’opere

Emular di qualche Dio,

Nè m’è a core alta tirannide:

Ciò dagli occhi lungi sta.»»
(Traduzione libera di Achille Giulio Danesi)
Il cattivo e il buon generale
Fr. 119 West - Fonti: Diodoro Siculo, Razioni, 33, 17; Galen. In Hippocr. artic., 3
Il metro è un tetrametro trocaico catalettico, detto "archilocheo", si ammette lo spondeo e l'anapesto nelle sedi pari del primo, secondo e terzo metron; il tribraco in tutte le sedi, di preferenza quelle dispari - sinizesi al v. 1 φιλέω e al v.4 άσφαλέως
Il poeta tratteggia il suo modello di comandante dell'esercito, non un uomo magari alto, di bell'aspetto, che cammina a gambe larghe, e magari incapace di condurre gli uomini alla guerra perché troppo vanaglorioso; piuttosto preferisce un uomo abile e astuto, benché brutto, piccolo, ma ben piantato sui piedi. Si tratterebbe della prima caricatura che diverrà la maschera teatrale del soldato fanfarone, ripreso nel Miles gloriosus di Plauto, il soldato bell'imbusto che si gloria di imprese quasi mitiche che non ha mai compiuto, per essere adorato dalla comunità e ammirato dalle ragazze, ma che alla fine si rivela solo un vigliacco pusillanime.
Lo stesso Aristofane nella Pace ricorderà questi versi nel caricaturare i generali dell'esercito ateniese.
(Traduzione letterale)
Maestoso incedente,

Nè di bei ricci adorno,

Nè raso acconciamente: 

Picciol sia pure, sia di gambe storto

In vista, ma in pie’ saldo, ardito, accorto.»
(Traduzione libera di Danesi)
Apostrofe al cuore
Fr. 128 West, tetrametri trocaici catalettici, sinizesi al v. 2 δυσμενέων, al v.4 άσφαλέως e νικέων
All'inizio del v. 2 άνάδευ è corrotto. Molti i tentativi di emendamento, ma nessuno soddisfacente, né άνάδυ di Diehl, che introduce un impossibile anapesto in prima sede nel tetrametro, né ἄνεκε come legge Liebel, che propone ἄνα δέ già presente in Grozio. Possibile la congettura di ἁλλά δυσμενέων di Lomiento
Siamo in una situazione di sofferenza, forse il poeta si trova sconfortato nel mezzo di una battaglia, oppure ha perso un caro, ed sorta il suo cuore a saper resistere ai dolori, arrivando quasi a personificarlo come un guerriero, a porsi ben saldo sui piedi, ad esibire il petto vigoroso contro i nemici, a tenere la lancia salda; deve sopportare insulti e violenza, ma deve saper essere equilibrato nel non vantarsi sfacciatamente se vincerà, ne abbattersi in pianti femminei se perde, ma seguire la misura che governa la vita umana.
Il discorso interiore verrà ripreso nei monologhi di molti personaggi della tragedia classica, e pare che a questo carme si fosse ispirato anche Leopardi per A sé stesso.
ἄνα δέ, δυσμενέων δ᾽ ἀλέξευ προσβαλὼν ἐναντίον

στέρνον, ἐν δοκοῖσιν ἐχθρῶν πλησίον κατασταθείς

ἀσφαλέως• καὶ μήτε νικῶν ἀμφαδὴν ἀγάλλεο

μηδὲ νικηθεὶς ἐν οἴκωι καταπεσὼν ὀδύρεο.

ἀλλὰ χαρτοῖσίν τε χαῖρε καὶ κακοῖσιν ἀσχάλα

rialzati, resisti contro chi ti tratta male, opponi

il petto, piazzato accanto alle tane dei nemici

con tenacia: e, se vinci, non ti rallegrare assai,

o, se perdi, non crollare, messoti a lutto in casa,

ma rallegrati per i beni e per i mali soffri

non troppo: ammetti come questo ritmo è della vita.»
(Trad. A. D'Andria)
Or su risorgi ed allontana il duolo,

Spingendo innanzi il petto, alla dimora

De’ nemici appressandoti tranquillo.

Vincendo, gioia non mostrarne aperta,

Nè, vinto, in casa tua farne lamento,

Abbattuto: gioisci nelle liete

Vicende, e per le rie non aver doglia

Oltre misura: volgi in tuo pensiero

Qual vece abbia tra gli uomini fortuna.»
(Traduzione libera del Danesi)
Licambe e l'eclissi solare
Fr. 122 West, tetrametri trocaici "archilochei", sinizesi al v.6 ὑμέων e εἱσορέων - Fonti: Papiro di Ossirinco 2313, fr. 1 a (vv. 5-16); Stobeo IV, 46, 10; Aristotele, Retorica, 1418b
Al v.9 le lettere superstiti del papiro -ειν ὄρος permettono di sanare il corrotto ἠδύ ἧν nella citazione di Stobeo.
Aristotele nel citare il primo verso, aggiunge che la persona che parla è un padre alla figlia, dunque probabilmente Licambe che si rivolge a Neobule; egli dice che dopo l'eclissi che ha atterrito tutti, facendo notte a mezzogiorno, non c'è da stupirsi più di nulla. Varie sono state le interpretazioni, che Archiloco dapprima innamoratosi della figlia, ora la ripudi, o un riferimento stesso di Archiloco molto pesante alla natura volubile della sua amata Neobule. L'eclissi si verificò a Taso, l'8 aprile 648 a.C.; a quel tempo un tale fenomeno naturale doveva apparire come qualcosa di meraviglioso e inspiegabile, poiché non erano stati ancora scritti i principi di Talete di Mileto, che predisse l'eclissi del 28 maggio 585 a.C.
(Traduzione letterale.)
Rechi, chè Giove degli Olimpii padre

La notte fe’ dal mezzogiorno uscire,

Spenta la luce del fulgente Sole,

Tal che doglia e timor gli uomini invase.

Ma dal medesmo ancor vengono all’uomo 

Anche le fide e desiate cose.

Niun più si meravigli in mezzo a noi

Pur vedendo che fiere i salsi flutti

Cangino con delfini e lor più piaccia

Del mar sonante il flutto che la terra

E ch’a’ delfini sia più grato il monte.»
(Traduzione libera di Danesi, 1886)
Epodo di Colonia
Fr. 196a West, epodo formato da trimetro giambico + asinarteto (hemiepes maschile + dimetro giambico acataletto) - Fonti: P. Col. 7511 edd. R. Merkelbach-M.L.West, 1974, pp. 97–113
Nel papiro l'hemiepes e il dimetro sono posti su uno stesso stichio, come un vero e proprio asinarteto, ma la presenza dello iato ai vv.4-55 e 25-26, e dalla silla brevis in longo (vv.1,10,31,49) alla fine del primo elemento induce a preferire la disposizione per strofe tristiche, privilegiata da alcuni editori moderni (Page, West). Probabilmente la disposizione dell'asinarteto su una sola linea rispondesse nella prassi editoriale degli antichi alessandrini all'esigenza di risparmiare spazio nella messa in colonna. Ci sono fenomeni di allungamento della vocale dinanzi a sibilante, liquida e nasale e ϝ, che sul piano fonetico possono valere come consonanti doppie.
Questo papiro fu pubblicato nel 1974, e costituisce il più lungo frammento di Archiloco; il testo è un dialogo presentato nella consueta forma narrativa dell'epos omerico, che mescola il racconto al discorso diretto, ed è ambientato nel recinto sacro di un tempio. Mancando la parte iniziale del papiro, non si è in grado di ricostruire i particolari del racconto archilocheo: i protagonisti sono il poeta e una ragazza, cui l'interlocutore si rivolge come la figlia di Amfimedò; il poeta si reca nel santuario per soddisfare dei desideri erotici, la ragazza gli propone di sposarsi Neobule, ma Archiloco insulta le cattive qualità della donna, ormai troppo anziana per soddisfare i suoi gusti, e di natura dubbia e infedele, rimandando la proposta di matrimonio, preferendo la ragazza stessa per soddisfare il suo desiderio.
Il carme dunque presenta motivi autoschediastici, ossia parti che rivelano episodi della vita del poeta, citando soprattutto l'amata Neobule, con cui i rapporti si sono irrimediabilmente incrinati. Anche se bisogna sempre considerare la licenza poetica, e la presa di parte di Archiloco, come altri poeti, verso la situazione che descrive nel carme, ossia tratteggia, anche considerando lo schema tematico del giambo, la figura di Neobule come detentrice dei mali e delle brutture classiche della donna, secondo la misoginia arcaica del VII secolo a.C.
Al carme fa riferimento il poeta Dioscoride nell'Antologia Palatina (7, 351), che fa parlare in prima persona Neobule e sua sorella, in una forma di apologia contro le calunnie mosse da Archiloco; da questo epigramma si scopre che il santuario dell'ambientazione è quello di Era, cui le ragazze erano devote.
Questo carme era destinato a una cerchia di amici che costituivano l'uditorio consueto del simposio; la narrazione si svolge mediante l'equivoco iniziale della proposta della fanciulla di Amfimedò, e dell'attacco successivo verso Neobule, il partito offerto dalla ragazza ad Archiloco, insulti seguiti poi dalle lusinghe schiette ed esplicite del poeta verso la fanciulla che ha suscitato il suo desiderio.
πάμπαν ἀποσχόμενος•

ἶσον δὲ τολμ[ήσω ^ –

εἰ δ᾽ ὦν ἐπείγεαι καί σε θυμὸς ἰθύει,

ἔστιν ἐν ἡμετέρου

ἣ νῦν μέγ᾽ ἱμείρε[ι σέθεν

καλὴ τέρεινα παρθένος• δοκέω δέ μι[ν

εἶδος ἄμωμον ἔχειν•

τὴν δὴ σὺ ποιή[σαι φίλην.»

τοσαῦτ᾽ ἐφώνει• τὴν δ᾽ ἐγὼ ἀνταμει[βόμην•

«Ἀμφιμεδοῦς θύγατερ,

ἐσθλῆς τε καὶ [περίφρονος

γυναικός, ἣν νῦν γῆ κατ᾽ εὐρώεσσ᾽ ἔ[χει,

τ]έρψιές εἰσι θεῆς

πολλαὶ νέοισιν ἀνδ[ράσιν

παρὲξ τὸ θεῖον χρῆμα• τῶν τις ἀρκέσε[ι.

τ]αῦτα δ᾽ ἐφ᾽ ἡσυχίης

εὖτ᾽ ἂν μελανθη[ – ^ –

ἐ]γώ τε καὶ σὺ σὺν θεῶι βουλεύσομεν.

π]είσομαι ὥς με κέλεαι•

πολλὸν μ᾽ ε[ – x – ^ –

θρ]ιγκοῦ δ᾽ ἔνερθε καὶ πυλέων ὑποφ[λύσαι

μ]ή τι μέγαιρε φίλη•

σχήσω γὰρ ἐς ποη[φόρους

κ]ήπους• τὸ δὴ νῦν γνῶθι. Νεοβούλη[ν

ἄ]λλος ἀνὴρ ἐχέτω•

αἰαῖ, πέπειρα, δὶς τόση,

ἄν]θος δ᾽ ἀπερρύηκε παρθενήϊον

κ]αὶ χάρις ἣ πρὶν ἐπῆν•

κόρον γὰρ οὐ κ[ατέσχε πω,

ἥβ]ης δὲ μέτρ᾽ ἔφηνε μαινόλις γυνή.

ἐς] κόρακας ἄπεχε•

μὴ τοῦτ᾽ ἐφοῖτ᾽ ἀν[ – ^ –

ὅ]πως ἐγὼ γυναῖκα τ[ο]ιαύτην ἔχων

γεί]τοσι χάρμ᾽ ἔσομαι•

πολλὸν σὲ βούλο[μαι ^ –

σὺ] μὲν γὰρ οὔτ᾽ ἄπιστος οὔτε διπλόη,

ἡ δ]ὲ μάλ᾽ ὀξυτέρη,

πολλοὺς δὲ ποιεῖτα[ι φίλους•

δέ]δοιχ᾽ ὅπως μὴ τυφλὰ κἀλιτήμερα

σπ]ουδῆι ἐπειγόμενος

τὼς ὥσπερ ἡ κ[ύων τέκω.»

τοσ]αῦτ᾽ ἐφώνεον• παρθένον δ᾽ ἐν ἄνθε[σιν

τηλ]εθάεσσι λαβὼν

ἔκλινα• μαλθακῆι δ[έ μιν

χλαί]νηι καλύψας, αὐχέν᾽ ἀγκάληις ἔχω[ν,

δεί]ματι παυ[σ]αμένην

τὼς ὥστε νεβρ[ὸν – ^ –

μαζ]ῶν τε χερσὶν ἠπίως ἐφηψάμην

ἧι πα]ρέφηνε νέον

ἥβης ἐπήλυσιν χρόα

ἅπαν τ]ε σῶμα καλὸν ἀμφαφώμενος

θερμ]ὸν ἀφῆκα μένος

lo stesso sopporta e se

adesso hai fretta e il cuore ti pulsa

c’è dalle mie parti

una bella e molle fanciulla verginetta

che brama follemente: d’aspetto

niente male mi sembra.

Lei tu fattela tua”.

Queste parole modulava e io di contro rispondevo:

“Figlia d’Anfimedosa,

donna, sì donna, ma soprattutto

valorosa, che la terra umida ha con sé là sotto,

molti sono i piaceri della dea dati ai giovani

oltre al divino consumare: uno di questi può bastare.

E il resto io e te

negli antri con gli dei e il loro favorevole volere

decideremo tranquillamente.

Obbedirò io poi al tuo piacere.

Insistente

sotto il fregio o sotto le porte

ti chiedo di non resistermi, tesoro:

approderò allora al giardino di Era.

Questo sappi ora: Neobule

un altro eroe se la prenda!

Quella è matura e rinsecchita, senza esagerare:

il fiore verginale è andato a male,

andata a male è la sua antica grazia:

mai sazia

e senza misura

appare pazza questa donna pazza!

Mandala alla forca!

Ché prendendo per moglie quella porca

sarei la barzelletta del quartiere.

Su di te si è fermato invece il mio volere.

Tu né dubbia né infedele,

quella tanto acuta e pungente

se ne farà tanti

——————di amici.

Temo la ventura di figli prematuri

e ciechi – se spinto dalla fretta –

come quelli della gatta”.

Così blateravo. E la vergine in fiore

feci inchinare, coprendola del mio

mantello delicato, abbracciando il suo collo

ceduto di soppiatto –

[io cacciatore], lei cerbiatto! –

Mi attaccai con le mani dolcemente al suo petto:

Luceva lei di pelle fresca,

impeto straniero di giovinezza;

e strusciandomi su tutto quel bel corpo

finalmente spruzzai la mia potenza seminale

sul suo biondo pelo vaginale.»
(Trad. L. Mazziotta, in https://poetarumsilva.com/2013/03/22/archiloco-epodo-di-colonia-fr-196a-17-west2/)
L'equivoco di Troia
Papiro di Ossirinco 69, 4708, distici elegiaci. – Testo: 'Telephus on Paros (P. Oxy. 4708) '
Nel 2004 è stato pubblicato un frammento elegiaco che l'editore Dirk Obbink ha attribuito ad Archiloco, sulla base di un'analisi paleografica che ha mostrato come il testo facesse parte di un rotolo di papiro con altri frammenti archilochei. Si è pensato dunque che il papiro di Ossirinco, rinvenuto nel 1897, contenesse una copia delle Elegie di Archiloco in distici. In tutto sono pienamente leggibili 25 versi, con le dovute integrazioni filologiche. Nella prima parte (vv.1-14) si narra un episodio dei prodromi della guerra di Troia, quando l'esercito di Agamennone sbarcò per errore a Misia, presso l'Asia Minore, e credendo che la città di Troia fosse Teutrania, l'attaccò; l'attacco però andò a vuoto, l'esercito fu respinto da Telefo, ferito però da Achille. Il seguito della vicenda è noto per le citazioni in Eschilo ed Euripide: un oracolo aveva predetto che la ferita di Telefo sarebbe stata guarita solo dalla stessa arma che aveva inferto il colpo; Telefo si recò ad Argo, prese in ostaggio il piccolo Oreste, figlio di Agamennone, e in cambio della guarigione avvenuta, Telefo si impegnò in seguito a guidare gli Achei a Troia.
Nel carme Archiloco sottolinea che per volere del destino, anche in più valenti guerrieri e gli eroi figli di dei, durante la guerra possono essere feriti. L'alternanza tra vittoria e sconfitta in battaglia è un tema caro al soldato poeta Archiloco, l'io parlante propone al pubblico un'identificazione con i Greci respinti, sostenendo l'inevitabilità della fuga in un'azione disperata; non si tratta di viltà ma di pragmatismo e di tener cara la pelle: i Greci furono respinti da Telefo, ma come si sa, con il loro valore in una seconda occasione riusciranno a conquistare Troia. Al v.15 il tono cambia, l'accento si sposta sul valore dei Misi vittoriosi, è una ripresa dello stesso argomento in toni diversi, correggendolo, modificandolo, contraddicendolo, tipica dell'esecuzione simposiale per cui fu composta l'elegia.
(Traduzione di Giulio Guidorizzi)

### Ipponatte
Il testo dei frammenti in versione integrale:  Hipponax Fragmenta, su poesialatina.it.
Contro Bupalo
Fr. 19 West, trimetri giambici ipponattei
I due versi sono rivolti contro Bupalo, il nemico che il poeta nomina in vari altri frammenti (1,84,95,95a, 120 West). Alcuni identificarono il personaggio con lo scultore Bupalo figlio di Archermo di Chio, vissuto a Clazomene, che avrebbe realizzato un ritratto imbruttito di Ipponatte, insieme all'amico Atenide. Ipponatte si vendicò con giambi virulenti, e i due scultori si impiccarono per la vergogna; infatti questi due versi hanno un piglio molto più volgare e aggressivo dei giambi di Archiloco, Ipponatte maledice Bupalo e la levatrice che lo aiutò a venire al mondo.
(Traduzione letterale)
Preghiera ad Ermes
Fr. 42a West, trimetri scazonti, il v. 1 è un trimetro giambico normale - Fonti: Eliodoro, ap. Pisciano III p. 428 Keil (vv.1-2); Tzez. in Lycophr. Alex. 855 (vv.1,4.6); Plutarco, Absurd. Stoic. opin. 6, 1058 d-e (vv.2-4)
Si tratta di tre frammenti che componevano un unico carme della preghiera al dio Ermes, dio del guadagno, dei commercianti, e dei ladri. Ipponatte si presenta come un miserabile in estrema povertà, che trema dal freddo, batte i denti, e ha i geloni ai piedi, e chiede babbucce e una tunica, oltre al denaro. Appare per la prima volta il tema del canto del pitocco, ripresa da Aristofane negli Uccelli (v. 904).
ἐπεύχομαι τοι, κάρτα γάρ κακῶς ριγῶ

καὶ βαμβαλύζω

δὸς χλαίναν Ἱππώνακτι καὶ κυπασσίσκον

καὶ σαμβαλίσκα κἀσπερίσκα καὶ χρυσοῦ

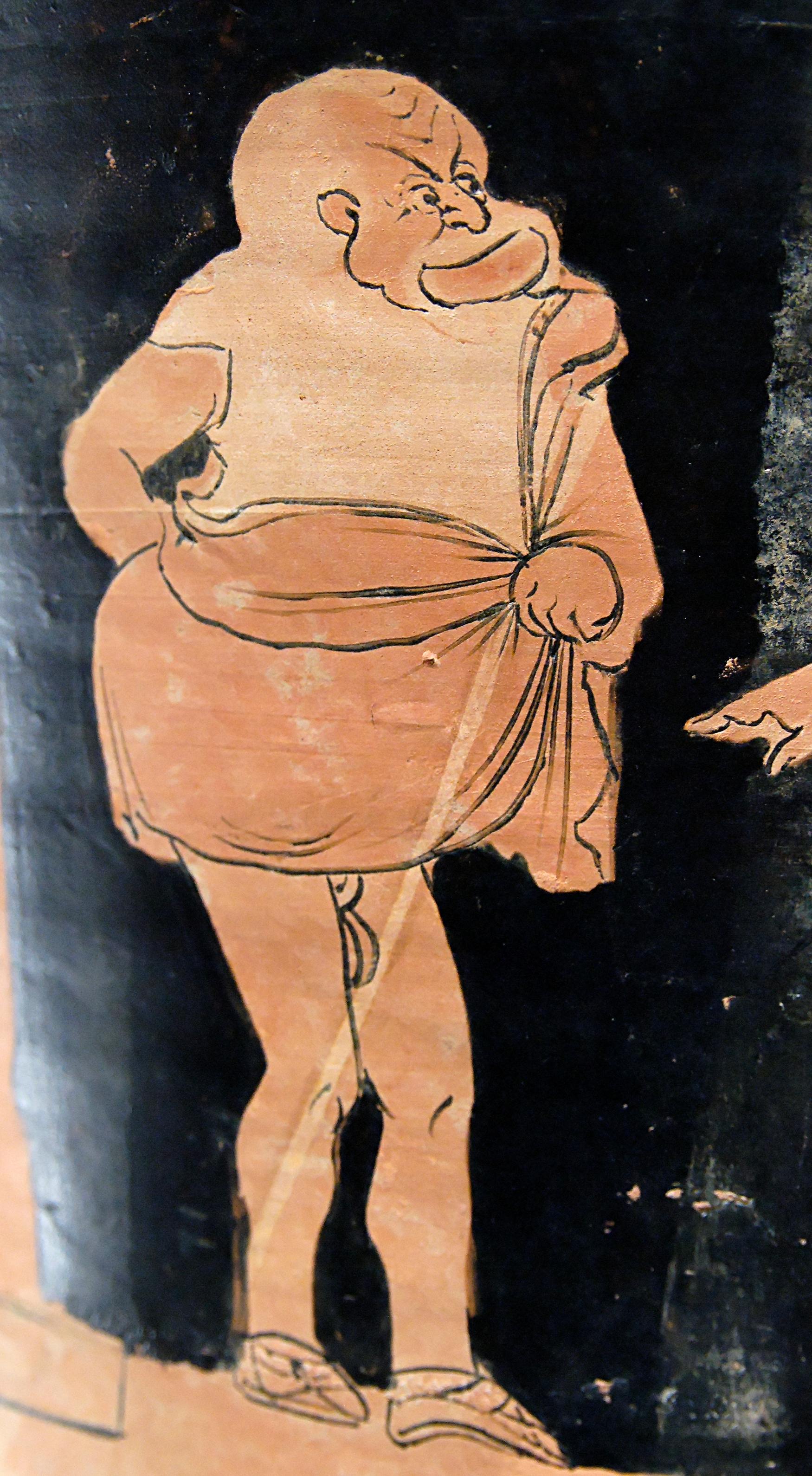
Possibile rappresentazione di Virginia da un cratere a calice siceliota a figure rosse (350–340 a.C.) Museo del Louvre, Parigi

ti scongiuro, ché veramente tremo e batto i denti dal freddo malevolo

dai al tuo Ipponatte una tunichetta

e sandaletti e pantofoline e dei soldi:

sessanta stateri.»
(Trad. A. D'Andria)
La continuazione della preghiera:
Preghiera a Pluto

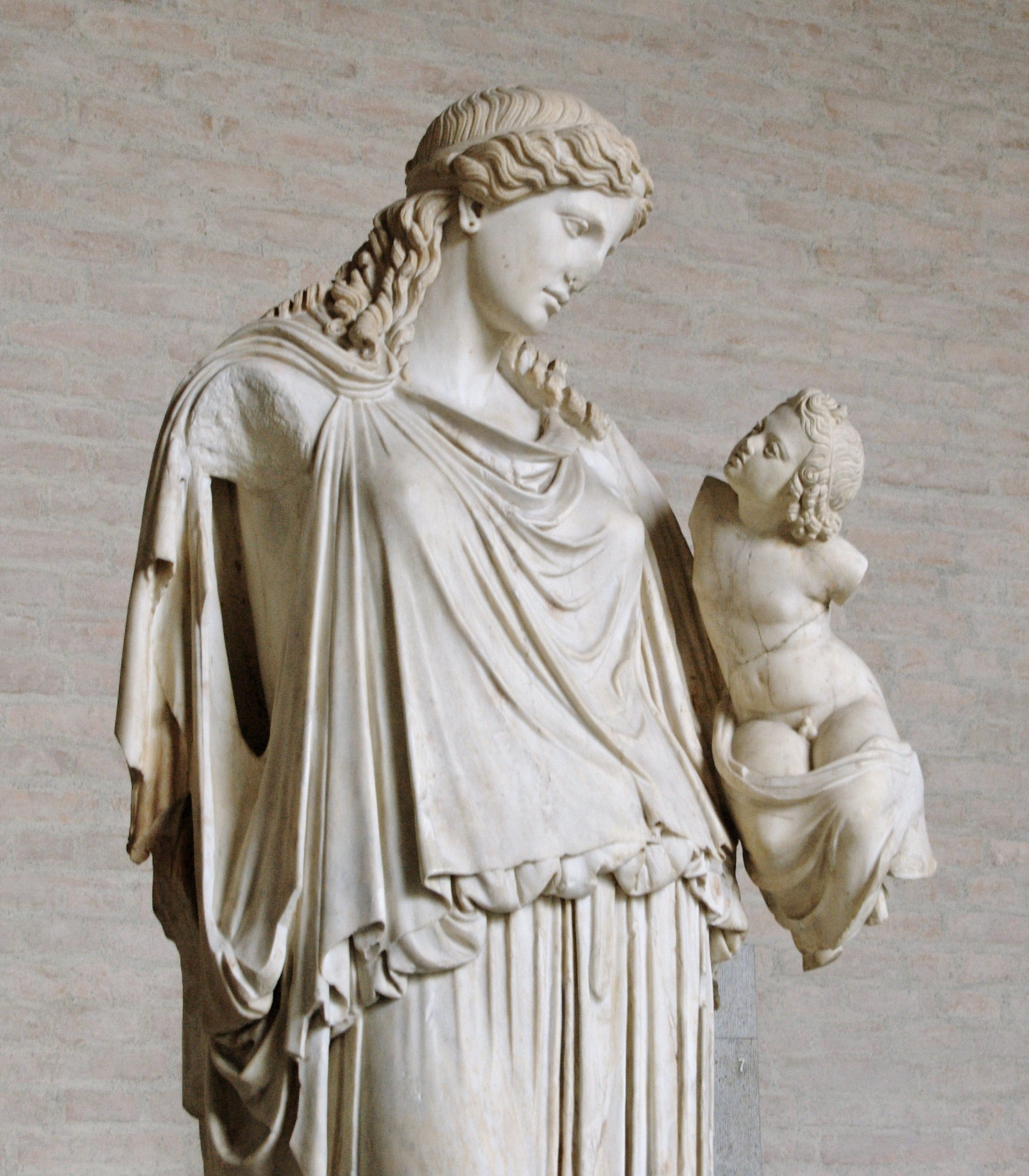
Statua di Eirene con Pluto del 370 a.C. in una copia romana

Fr. 36 West, trimetri ipponattei, sinizesi al v.3 μνέας e abbreviamento in iato in δείλαιος.
ἐς τὠικί' ἐλθῶν οὐδαμ' εῖπεν• "Ἱππῶναξ,

δίδωμι τοι μνέας ἀργύρου τριήκοντα

non venne mai a casa a dirmi: "Ipponatte,

ti regalo trenta mine d'argento

e molto altro. Eh, sì, è veramente un vigliaccoǃ»
(Trad. A. D'Andria)
Il tetrastico, sempre in scazonti, è, più che altro, una sconsolata e canagliesca constatazione di una preghiera fallita al dio Pluto, patrono della ricchezza: con notevole familiarità, le richieste che Ipponatte ha fatto al dio sono quantomai veniali, ma puntualmente, come nel caso della Preghiera a Ermes, disattese.
Epodo di Strasburgo
Fr. 115 West, sistema epodico (trimetro ipponatteo + dimetro giambico).
Questo è il meglio conservato degli Epodi di Strasburgo, due frustuli papiracei del II secolo d.C. che il Reitzenstein pubblicò nel 1899; il secondo e il terzo componimento sono da attribuire a Ipponatte, poiché egli nomina sé stesso nei versi. Se il primo componimento fosse, secondo i critici del poeta Archiloco, e gli altri due Ipponatte, bisogna ammettere che i frammenti non provengono da un'edizione alessandrina, ma da un'antologia di Epodi. La tesi di attribuzione ad Ipponatte proposta dal Blass, fu accolta da Gennaro Perrotta, e ancora oggi accolta da vari editori; il canto è una sorta di "proteptico" a rovescio, dove solitamente un poeta augura a un amico in viaggio ogni sorta di felicità e fortuna, qui Ipponatte augura al viaggiatore ogni sciagura possibile.
(Traduzione di Francesco Sisti)
Il ventre
Frr. 39, 128, 26, 26a West - metri: I trimetri ipponattei, II esametri dattilici, III e IV trimetri ipponattei
I 4 frammenti apparterrebbero, ma non sono tutti sicuri, a un unico carme con il tema il cibo e il mangiare. Nella prima parte è espresso il sogno di una zuppa con cui placare i morsi della fame, non è chiaro chi sia la persona loquens, né chi sia il destinatario della supplica, probabilmente il dio Ermes; la parte II è l'esordio di un poemetto di scherno verso un ignoto e ingordo personaggio, i due frammenti finali mettono in ridicolo un personaggio che ha dilapidato il patrimonio in bagordi, e dopo essere caduto in disgrazia deve rinunciare per sempre alle ghiottonerie di un tempo.
(Traduzione di Antonio Aloni)

### Semonide di Amorgo e ilBiasimo delle donne
Una trentina di frammenti sono pervenuti, per un totale di circa 200 versi, relativi alla produzione in giambi; il frammento più significativo è il 7 West noto come il Biasimo delle donne, che consiste in una sprezzante satira antifemminile, nella più schietta tradizione diffamatoria della poesia giambica. Ciascun tipo di donna viene paragonata spregiativamente, eccettuata la donna ape, a un animale o a un elemento naturale, sulla base del carattere. Tale frammento testimonia il carattere prettamente misogino del simposio e della relativa tecnica di poesia.
La critica ha in parte rivalutato la poesia, basandosi sul fatto che la poesia giambica scherniva sia gli uomini che le donne, e che accenni di scherno burlesco, e non un "pamphlet" antifemminile, come si credette, ci sono anche nelle opere di Esiodo.
Il giambo di Semonide di Amorgo è privo di elementi personali, come quello di Archiloco e Ipponatte, inoltre la tensione stilistica rispetto a questi è attenuata, manca l'invettiva personale, ma semplicemente la narrazione è un catalogo di tipi burleschi.
Fr. 7 West, trimetri giambici - Fonti: Giovanni Stobeo - Testo:  Semonides Fragmenta, su poesialatina.it.

## Monodici eolici

### Saffo
Il testo integrale dell'edizione di Voigt per i frammenti di Saffo e Alceo:  Sappho Fragmenta, su poesialatina.it.
Ode ad Afrodite
Fr.1 Voigt, strofe saffica + adonio - Fonti: Papiro di Ossirinco 2288, Dionigi di Alicarnasso, Comp. verb., 173-9
Essa ci è pervenuta intera grazie alla citazione di Dionigi di Alicarnasso.

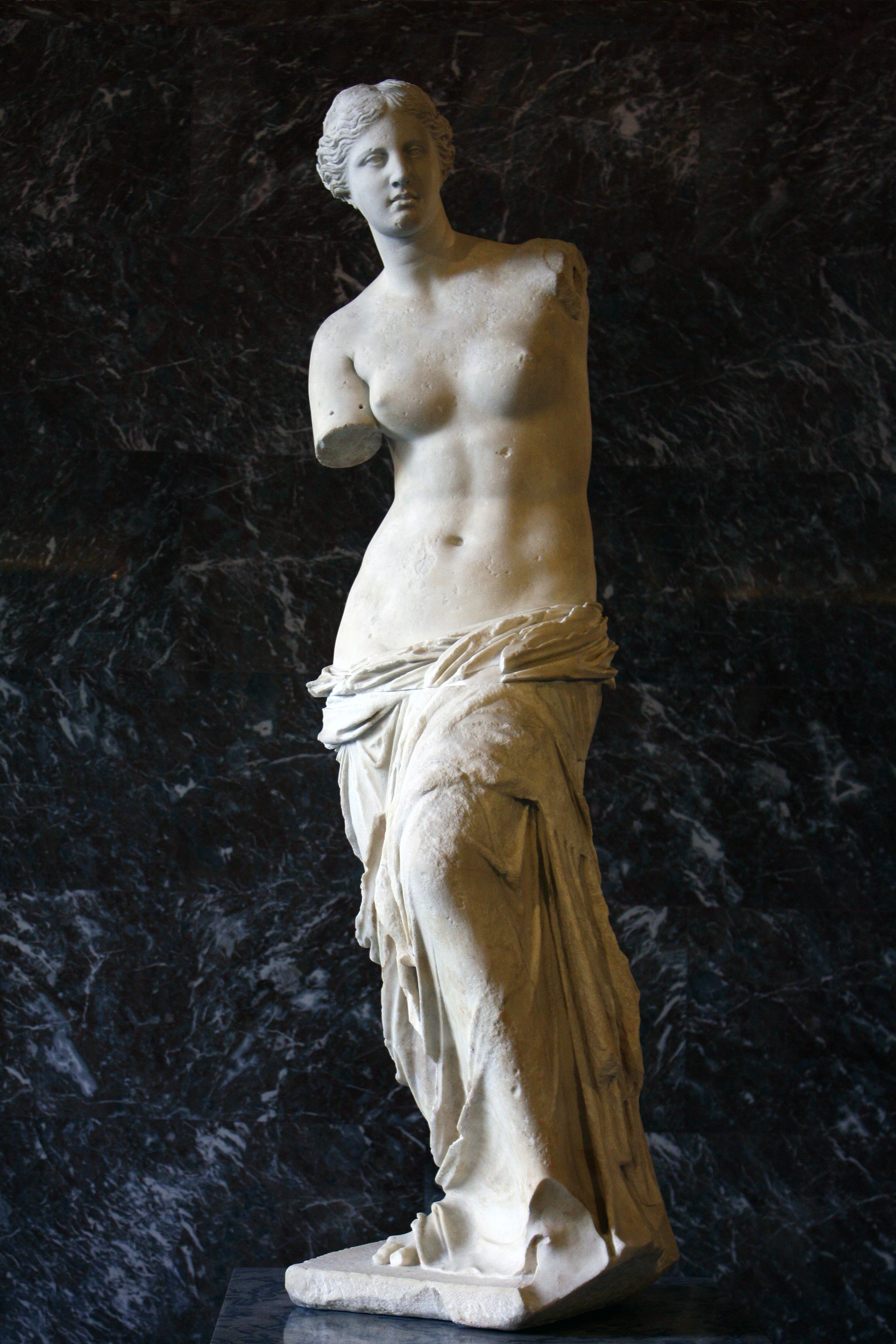
Venere di Milo

Nell'inno ad Afrodite, forse una delle più belle e delicate liriche pervenuteci, Saffo esprime la pena e l'ansia per l'amore non sempre corrisposto e il penoso tormento che questo le dà. Questa lirica assume la forma di una preghiera in cui, con il richiamo di un incontro precedente, cerca di coinvolgere la dea in suo favore ed ella, pronta, interviene in maniera diretta con la promessa che Saffo si aspetta. In questa poesia la forza emotiva si coniuga con l'eleganza e la dolcezza delle espressioni, che raggiungono l'acme nella sesta strofa in cui la parola della dea diventa impegno, conciso e perentorio.
Ippolito Pindemonte, nella sua mirabile traduzione, è riuscito a cogliere e a rappresentare lo stato d'animo che la poetessa ha trasfuso nell'ode, mantenendo al contempo la potenza della passione e la soavità del tono poetico.
Una traduzione più letterale e moderna:
L'inno, composizione in onore di una divinità, recitata davanti alla sua statua in quanto considerata sua incarnazione terrena, è da dividersi in tre parti: la prima parte, epìklesis, nella quale la poetessa invoca la divinità ed esprime le sue principali invocazioni utilizzando l'imperativo e forme esortative; la seconda parte, omphalòs, la parte narrativa dell'inno, in cui la divinità viene presentata nel contesto di un'azione della quale è protagonista, di solito di carattere mitico; la terza parte, euchè, la preghiera vera e propria, la cui metrica è simile alla epiclesi.
Questa poesia può, inoltre, essere considerata basata sulla Ring Komposition, in quanto al termine del componimento sono inseriti elementi che fanno riferimento alle prime strofe. Questo modo di procedere è tipico di Saffo, che lo usa in molti altri frammenti pervenuti.
Tormento d'amore, ovvero Ode della gelosia
Fr. 31 Voigt, strofe saffica - Fonti: pseudo-Longino, Del sublime, 10, 1, Dioscoride, 335a, Plutarco, Prof. in virt. 81d
Forse è l'ode d'amore più famosa dell'antichità, citata già nel I secolo d.C. dall'anonimo autore del trattatello Del sublime, che la annovera tra i massimi stili che provocano questo sentimento nel lettore. Il componimento non è un epitalamio, benché la critica abbia cercato di trovarvi un collegamento, e dunque si è pensato all'amore omosessuale di Saffo per una fanciulla del tiaso: sente amore per lei, descrive lo sconvolgimento psico-fisico che la presenza e il desiderio di lei le scatenano, prova dolore per la situazione che già all'inizio si profila, in quanto la ragazza un giorno dovrà lasciare il tiaso di Lesbo per andare in sposa. Il carme vive della polarità tra assenza-presenza, contatto-distanza; riflette con forza la tensione del distacco, riferendo all'uomo che sta seduto vicino di lei, e la guarda mentre "amorosamente sorride".
La sofferenza d'amore è psicofisica, soprattutto fisica, una delle prime poesie in cui appare questo tema, la descrizione minuta delle sensazioni provate: stordimento, ansia, sudore, impossibilità di parlare, la pelle che brucia, sconvolgimenti che sembrano farla svenire. L'ode non è citata tutta dall'autore Del sublime, e quindi si pensa che dopo la descrizione prorompente dei sentimenti provati per il distacco, ne segua una più pacata.
La poesia fu subito famosa, venne ripresa da Catullo nel carme 51, da Foscolo, e anche da Dante per la Vita nuova, nel momento in cui vede per la prima volta Beatrice.
(Traduzione libera)
ἔμμεν᾽ ὤνηρ, ὄττις ἐνάντιός τοι

ἰσδάνει καὶ πλάσιον ἆδυ φωνεί-

σας ὐπακούει

καὶ γελαίσας ἰμέροεν, τό μ᾽ ἦ μὰν

καρδίαν ἐν στήθεσιν ἐπτόαισεν,

ὠς γὰρ ἔς σ᾽ ἴδω βρόχε᾽ ὤς με φώνη-

σ᾽ οὐδ᾽ ἒν ἔτ᾽ εἴκει,

ἀλλὰ κὰδ μὲν γλῶσσα ἔαγε, λέπτον

δ᾽ αὔτικα χρῷ πῦρ ὐπαδεδρόμακεν,

ὀππάτεσσι δ᾽ οὐδὲν ὄρημμ᾽, ἐπιβρό-

μεισι δ᾽ ἄκουαι,

ψῦχρα δ᾽ ἴδρως κακχέεται, τρόμος δὲ

παῖσαν ἄγρει, χλωροτέρα δὲ ποίας

ἔμμι, τεθνάκην δ᾽ ὀλίγω ’πιδεύης

φαίνομ’ ἔμ᾽ αὔτᾳ•

che ti siede davanti e da vicino

ti ascolta: dolce suona la tua voce

e il tuo sorriso

accende il desiderio. E questo il cuore

mi fa scoppiare in petto: se ti guardo

per un istante, non mi esce un solo

filo di voce,

ma la lingua è spezzata, scorre esile

sotto la pelle subito una fiamma,

non vedo più con gli occhi, mi rimbombano

forte le orecchie,

e mi inonda un sudore freddo, un tremito 

mi scuote tutta, e sono anche più pallida

dell'erba, e sento che non è lontana

per me la morte.

Ma tutto si sopporta, poiché ...»
(trad. di G. Nuzzo)
Plenilunio di stelle
Fr.34 Voigt, strofe saffica - Fonti: Eustazio nel commento all'Iliade, 729, 21 (libro VIII, 555), Giuliano, Origini, III, 109c
Il frammento è citato da Eustazio nel commento all'Iliade, paragonandolo alla descrizione nel libero VIII delle stelle e del plenilunio. In Saffo tuttavia le stelle non si vedono, occupate dal bagliore della luna, le stelle però sono animate in creature vive, insomma umanizzate, che "nascondono" come per la vergogna il loro fulgido viso dinanzi alla luccicante luna, come delle ragazze dinanzi alla compagna più bella. Il motivo del plenilunio verrà ripreso anche da Dante nel Paradiso, XXIII, 25-27.
Preghiera per Carasso
Fr. 5 Voigt, strofe saffica - Fonti: Papiro di Ossirinco 7 + 2289.
τὸν κασί]γνητον δ[ό]τε τύιδ᾽ ἴκεσθα[ι,

κὤσσα Ϝ]οι θύμω‹ι› κε θέλη γένεσθαι,

πάντα τε]λέσθην,

ὄσσα δὲ πρ]όσθ᾽ ἄμβροτε, πάντα λῦσα[ι,

ὠς φίλοισ]ι Ϝοῖσι χάραν γένεσθαι,

κὠνίαν ἔ]χθροισι• γένοιτο δ᾽ ἄμμι

πῆμά τι μ]ήδεις.

τὰν κασιγ]νήταν δὲ θέλοι πόησθαι

ἔμμορον] τίμας, [ὀν]ίαν δὲ λύγραν

ἐκλύοιτ᾽], ὄτοισι π[ά]ροιθ᾽ ἀχεύων

τὦμον ἐδά]μνα

. . . . . ].εισαΐω[ν] τὸ κέγχρω

. . . . . ]λ᾽ ἐπαγ[ορί]αι πολίταν

. . . . . ]λλωσ[. . .]νηκε δ᾽ αὖτ᾽ οὐ

. . . . . ]κρω[.]

. . . . . ]οναικ[. .]εο[ισ]ι

. . . . . ]. .[.]ν• σὺ [δ]ὲ Κύπ[ρι] σ[έμ]να

. . . . . . . . ]θεμ[έν]α κάκαν [. . . . .

datemi che mi torni il fratello

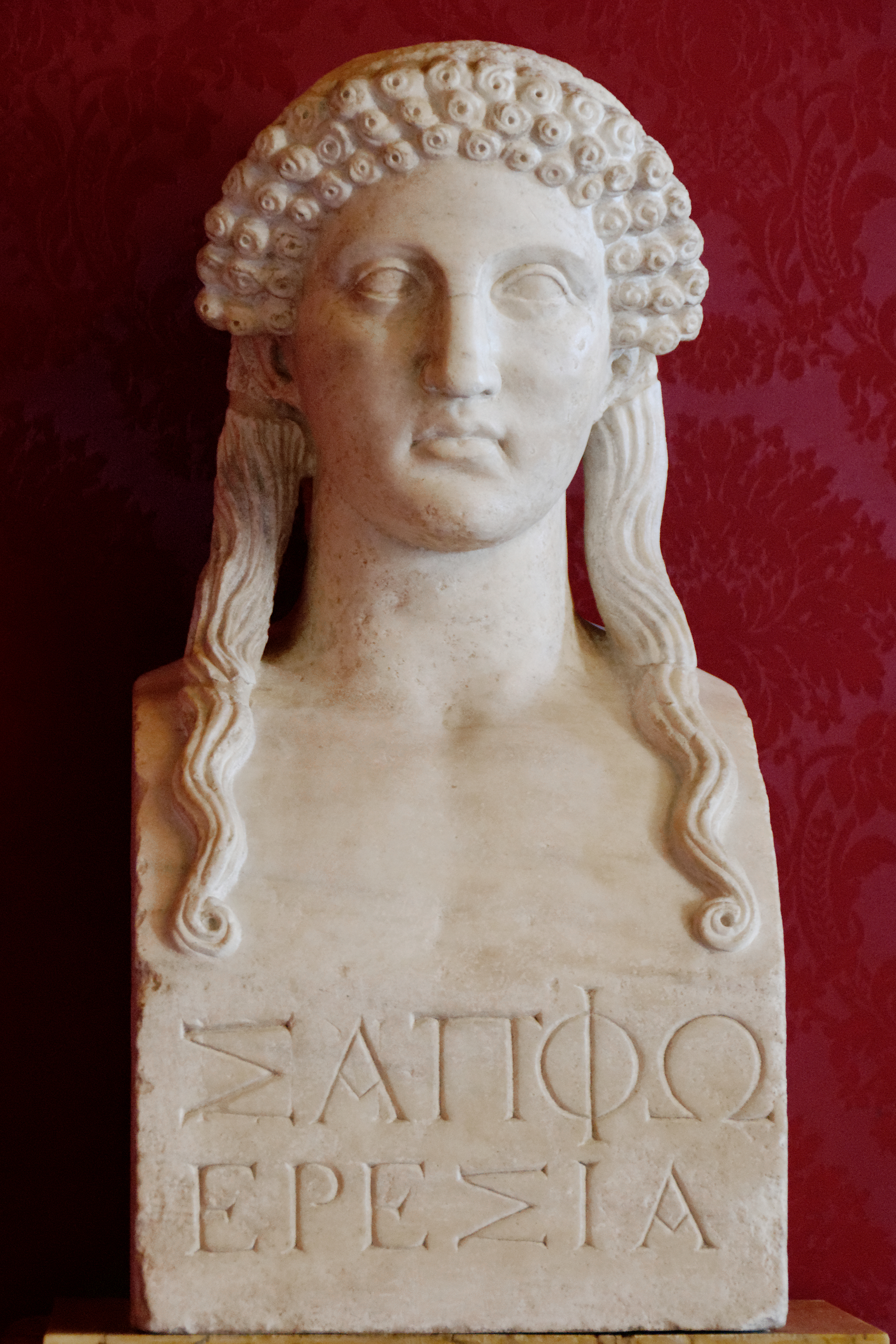
Busto di Saffo conservato nei Musei capitolini a Roma

e che quanto in cuor vuole che avvenga,

tutto si avveri,

e che cancelli tutto quanto sbagliò in precedenza,

e così ci sia gioia in cuore per lui

e dolore per i nemici: e per noi

nessuno sia danno.

E sua sorella voglia render partecipe

dell'onore, e dai dolorosi tormenti

liberi quelli a cui prima, soffrendo,

bloccava il cuore

. . . . . ].ed udendo in cuore

. . . . . ].le parole dei cittadini

. . . . . ].[. . .] e nemmeno

. . . . . ][. . .]

. . . . . ].[. .].

. . . . . ]: ma tu, veneranda Cipride,

. . . . . . . . ] i mali posti [. . . . .

. . . . . ].»
(trad. A. D'Andria)
Secondo Erodoto, Carasso di Mitilene, figlio di Scamandronimo e fratello (più anziano) di Saffo, comprò la famosa cortigiana tracia Rodopi, giunta a Naucrati: i pagamenti costarono a Carasso una fortuna e alla sua famiglia notevole imbarazzo. Saffo, per riportare il fratello al pudore perduto, non mancò di deplorare questo evento, come si nota da questa poesia in strofe saffiche, accusando nel contempo di circonvenzione Rodopi, colpevole di aver ingannato un onesto commerciante di vino di Lesbo.

Il componimento è, di fatto, un propemptico, un canto augurale con un'invocazione a Cipride, la vera patrona virgo di Saffo e alle Nereidi, particolarmente venerate a Lesbo: due divinità, dunque, lesbie, ma anche tipicamente femminili, alle quali la poetessa si rivolge per riportare sano e salvo Carasso, anche a livello morale. Questo è il senso delle ultime due strofe, assai mutile nel papiro, in cui, probabilmente, la poetessa alludeva al biasimo in cui Carasso era incorso non solo in famiglia, ma anche a Mitilene. Anzi, è probabile che con l'invocazione finale a Cipride la poesia si chiudesse, secondo il consueto modulo saffico della Ringkomposition.
La cosa più bella

Saffo e Alceo a Mitilene, Lawrence Alma-Tadema (1881).

Fr. 16 Voigt, strofe saffica - Fonti: Papiro di Ossirinco 1231 fr1. col. 1
οἰ δὲ νάων φαῖσ’ ἐπ[ὶ] γᾶν μέλαι[ν]αν

ἔ]μμεναι κάλλιστον, ἔγω δὲ κῆν’ ὄτ-

τω τις ἔραται.

πά]γχυ δ’ εὔμαρες σύνετον πόησαι

π]άντι τ[οῦ]τ’, ἀ γὰρ πολὺ περσ[κέθοισ]α

κάλ]λος [ἀνθ]ρώπων Ἐλένα [τὸ]ν ἄνδρα

τὸν] [πανάρ]ιστον

καλλ[ίποι]σ’ ἔβα ‘ς Τροίαν πλέο[ισα

κωὐδ[ὲ πα]ῖδος οὔδε φίλων το[κ]ήων

πάμπαν] ἐμνάσθ[η], ἀ[λλὰ] παράγαγ’ αὔταν

Κύπρις ἔραι]σαν

[εὔθυς εὔκ]αμπτον γὰρ [ἔχοισα θῦμο]ν

[ἐν φρέσιν] κούφως τ[ὰ φίλ΄ ἠγν]όη[ε]ν̣

ἄ με] νῦν Ἀνακτορί[ας ὀνὲ]μναι-

σ’ οὐ ] παρεοίσας,

τᾶ]ς [κ]ε βολλοίμαν ἔρατόν τε βᾶμα

κἀμάρυχμα λάμπρον ἴδην προσώπω

ἢ τὰ Λύδων ἄρματα [κἀν ὄπλοισι]

altri di navi dicono che sulla nera terra

sia la cosa più bella, mentre io ciò che

uno ama.

Tanto facile è far capire

questo a tutti, perché colei che di molto superava

gli uomini in bellezza, Elena, il marito

davvero eccellente

lo abbandonò e se ne andò a Troia navigando,

e né della figlia, nè dei cari genitori

si ricordò più, ma tutta la sconvolse

Cipride innamorandola.

E ora ella, che ha mente inflessibile,

in mente mi ha fatto venire la cara

Anattoria, che non mi è

vicina.

Potessi vederne il seducente passo

e il lucente splendor del volto

più che i carri dei Lidi e, in armi,

i fanti.»
(trad. A. D'Andria)
Saffo, secondo una composizione tipica della lirica arcaica (il cosiddetto Priamel), enuncia una opinione di tipo generale, ossia quale possa essere la cosa più bella: ai beni materiali essa oppone l'amore. E lo fa riferendo un assunto mitico esemplare, quello di Elena che, innamorata, abbandonò un ottimo marito e l'intera famiglia. Infine, dopo aver concluso che Afrodite è una dea a cui non si può resistere, chiude con una nota di nostalgia per Anattoria lontana, che preferirebbe a qualsiasi bene materiale.
Tu morta giacerai
Fr. 55 Voigt, asclepiadei maggiori - Fonti: Plutarco, Praec. coniug. 48. 146; Clemente Alessandrino, II, 8, 72
Plutarco riferisce che il carme era dedicato a una donna ricca e ignorante, vanagloriosa; Saffo le dice che quando morirà, nessuno si ricorderà di lei, perché non coglie le rose della Pieria, non ama le Muse e la poesia, e sarà un'anonima ombra oscura tra i morti nell'Ade. Saffo dunque vede dopo la morte una possibilità di riscatto per le anime, in contrapposizione all'immaginario comune del vortice di anime sul fiume Leto dell'Ade, che bevono le acque dell'oblio; le anime, che un tempo furono persone, se sono ricordate e apprezzate dai vivi, avranno vita eterna anche dopo la morte, al contrario dei dimenticati e degli empi.
(Traduzione di Giulio Guidorizzi)
Il distacco
Fr. 94 Voigt: strofa tristica (2 gliconei + tetrametro eolico) - Fonti: Ateneo, Deipnosofisti, XV, 674d (vv.15-16)
Altra celebre ode di Saffo, si parla di una ragazza di cui non si sa il nome, che sta lasciando il tiaso di Lesbo; il momento è molto triste, la ragazza piange, e anche il cuore della poetessa è straziato, tuttavia oppone al dolore un tema caro nei suoi carmi:il lieto ricordo dei momenti felici passati insieme. Le piccole gioie apparentemente trascurabili nel momento in cui si compiono, quando si tratta di ricordarle per affrontare un momento triste assumono un grande valore e diventano l'unico punto di collegamento tra le due persone separate. Saffo che conosce bene l'amore, le sue gioie e i suoi dolori, è quella a soffrire maggiormente; questa testimonianza dimostra come il legame tra maestra e discepola nel tiaso di Lesbo avesse legami molto più saldi del normale rapporto tra maestro e scolaro, che duravano per anni e anni dopo che le fanciulle lasciavano la scuola per sposarsi.
Arignota, l'amica lontano
FR. 96 Voigt, strofa monostica, composta da solo verso trimembre (cretico gliconeo + gliconeo + falecio)
Saffo si rivolge ad Atties, ragazza del tiaso. Arignota era una ragazza che frequentò il tiaso di Lesbo, ora è a Sardi, sicuramente sposa di un facoltoso, e dalla Lidia penserà spesso, come Saffo dice, a Lesbo e alla sua maestra. Ritorna dunque attraverso il ricordo, il gruppo dei momenti felici passati insieme nel tiaso; anche gli elementi naturali, come la rugiada, i fiori, sono da ricollegare al tiaso, in quanto facevano parte del corredo femminile delle discepole.
Alla figlia Cleide
Fr. 98 a-b Voigt, strofe monostica (2 gliconei + cretico gliconeo)
Il frammento a Voigt è troncato all'inizio, e non si capisce il significato iniziale del riferimento alla nonna Cleide, madre di Saffo, anche se poi è facilmente interpretabile; il b Voigt offre varie difficoltà interpretative, soprattutto nell'ultima strofa. Gallavotti indica per il verso 9 una diversa via interpretativa: τᾷδε e non ἴδε, è da riferirsi a πόλις; poi il raro uso di ὄδε riferito a ciò che precede. La proposta di lettura al v. 8 di ἂλις ᾀ πόλις è metricamente impossibile, perché introduce una responsione che viola la norma isosillabica (9 sillabe in luogo delle normali 8 del gliconeo), e introduce una sequenza di 3 sillabe brevi, non documentate nella poesia lesbica.
Nel passo, Saffo di riferisce alla figlia Cleide che vuole una mitra di Lidia per adornare i capelli, anche se Saffo replica che sua nonna, sempre di nome Cleide, si accontentava di portare un nastro di porpora, che al suo tempo era un grande ornamento, soprattutto per le ragazze bionde. Ora che la figlia vuole la mitra, Saffo dichiara che non sa come esaudirla, perché Pittaco di Mitilene ha proibito di far venire ornamenti così lussuosi dalla Lidia, e dunque Cleide potrà accontentarsi della coroncina di fiori.
Frammenti sull'amore
Frr. 47, 130, 48, 102 Voigt - I e III sono pentametri eolici, il II e IV dimetri giambici
Nella concezione di Saffo l'amore appare come una forte passione inevitabile, come un'esperienza positiva, psicologica che totalizza l'innamorato, ponendola in conflitto con sé stesso. I versi dedicati all'amore possiedono per questo un timbro drammatico, ma non dal piglio della aegritudo amoris presente nei poeti latini quali Tibullo, o in Ibico, timbro in contrasto con l'equilibrio della contemplazione. Il frammento I è emblematico nella concezione saffica dell'amore, Eros è un'irrefrenabile pulsione che dall'esterno investe l'anima, il II riguarda la gelosia della poetessa per Attis che è innamorata di Andromeda, e qui si usa per la prima volta l'ossimoro "dolceamaro" γλυκύπικρον. I due frammenti finali riguardano la gioia di vedere la persona amata, e Saffo che si confida con la madre Cleide, per essersi innamorata di un giovanotto.
(Traduzione di Giulio Guidorizzi)
Epitalami di Saffo
Frr. 104-105a, 105b, 114, 110, 111, 112 Voigt - I-IV-V-VI-VII tetrametri eolici; II-III esametri dattilici
Il canto da eseguirsi presso la stanza nuziale, nella tradizione lirica era intonato da un gruppo di ragazze durante la processione nuziale davanti alla soglia della camera, e il mattino successivo al risveglio degli sposi. Esso costituiva un elemento irrinunciabile della cerimonia, di Saffo rimangono pochi frammenti, di cui però si riconoscono i vari aspetti da tradizione del genere:
- Lode agli sposi
- Clima giocoso, il riso collegato alla fecondità
- Immagini malinconiche come fiori calpestati, l'addio alla verginità, l'allocuzione a Espero nel momento triste della separazione della ragazza dalla madre
- Toni scherzosi e doppi sensi a sfondo erotico, con la descrizione dei momenti rituali delle nozze
- Il canto di gioia al mattino dopo la consumazione notturna.

L'invocazione intercalare delle fanciulle a Imeneo, divinità che protegge la consumazione notturna, è una specie di ritornello, detto mesimnio.
(Traduzione di Giulio Guidorizzi)
Nozze di Ettore e Andromaca
Fr. 44 Voigt, pentametri eolici
κᾶρυξ ἦλθε θέ[ων ^ ^ –]ελε[– ^]θεις

Ἴδαος τάδε κα[ῖνα] φ[όρ]εις τάχυς ἄγγελος•

«< . . . . . . . . . . . . . . . . . . . . . . . . . Ἰλίω>

τᾶς τ᾽ ἄλλας Ἀσίας τ[ό]δε γᾶν κλέος ἄφθιτον•

Ἔκτωρ καὶ συνέταιρ[ο]ι ἄγοισ᾽ ἐλικώπιδα

Θήβας ἐξ ἰέρας Πλακίας τ᾽ ἀπ᾽ ἀ[ι]ν<ν>άω

ἄβραν Ἀνδρομάχαν ἐνὶ ναῦσιν ἐπ᾽ ἄλμυρον

πόντον• πόλλα δ᾽ [ἐλί]γματα χρύσια κἄμματα

πορφύρ[α] καταΰτ[με]να, ποίκιλ᾽ ἀθρήματα,

ἀργύρα τ᾽ ἀνάριθμα ποτήρια κἀλέφαις.»

ὢς εἶπ᾽• ὀτραλέως δ᾽ ἀνόρουσε πάτ[η]ρ φίλος•

φάμα δ᾽ ἦλθε κατὰ πτόλιν εὐρύχορον φίλοις•

αὔτικ᾽ Ἰλίαδαι σατίναι[ς] ὐπ᾽ ἐυτρόχοις

ἆγον αἰμιόνοις• ἐπ[έ]βαινε δὲ παῖς ὄχλος

γυναίκων τ᾽ ἄμα παρθενίκα[ν] τ᾽ ἀτ[αλ]οσφύρων•

χῶρις δ᾽ αὖ Περάμοιο θύγ[α]τρες [ἐπήισαν,

ἴππ[οις] δ᾽ ἄνδρες ὔπαγον ὐπ᾽ ἄρ[ματα κάμπυλα]

π[άντ]ες ἠίθεοι• μεγάλω[σ]τι δ᾽ [^ – ^ –]

δ[ίφροις] ἀνίοχοι φ[ ^ ^ – ^ ^ – ^ –

π[^ ^ –]ξαλο[ν. . . . . . . . . . . . . . .

. . . . . . . . . . . . . . . . . . . . . . . . .

[. . . . . . . . . . . . . . . . . . . . ἴ]κελοι θέοι[ς

[. . . . . . . . . . . . . . . . . . . . ] ἄγνον ἀόλ[λεες

ὄρμαται [^ ^ – ^ ^ –]νον ἐς Ἴλιον,

αὖλος δ᾽ ἀδυ[μ]έλης [^ ^ –] τ᾽ ὀνεμ<ε>ί<χ>νυ[το

καὶ ψ[ό]φο[ς κ]ροτάλ[ων λιγέ]ως δ᾽ ἄρα πάρ[θενοι

ἄειδον μέλος ἄγν[ον, ἴκα]νε δ᾽ ἐς αἴθ[ερα

ἄχω θεσπεσία, γέλ[ος – ^ ^ – ^ ^,

πάνται δ᾽ ἦς κὰτ ὄδο[ις ^ ^ – ^ ^ – ^ ^]

κράτηρες φίαλαί τ᾽ ο[. . .]υεδε[. .]λ[.]εακ[. .

μύρρα καὶ κασία λίβανός τ᾽ ὀνεμείχνυτο.

γύναικες δ᾽ ἐλέλυσδον ὄσαι προγενέστεραι,

πάντες δ᾽ ἄνδρες ἐπήρατον ἴαχον ὄρθιον

Πάον᾽ ὀνκαλέοντες ἐκάβολον εὐλύραν,

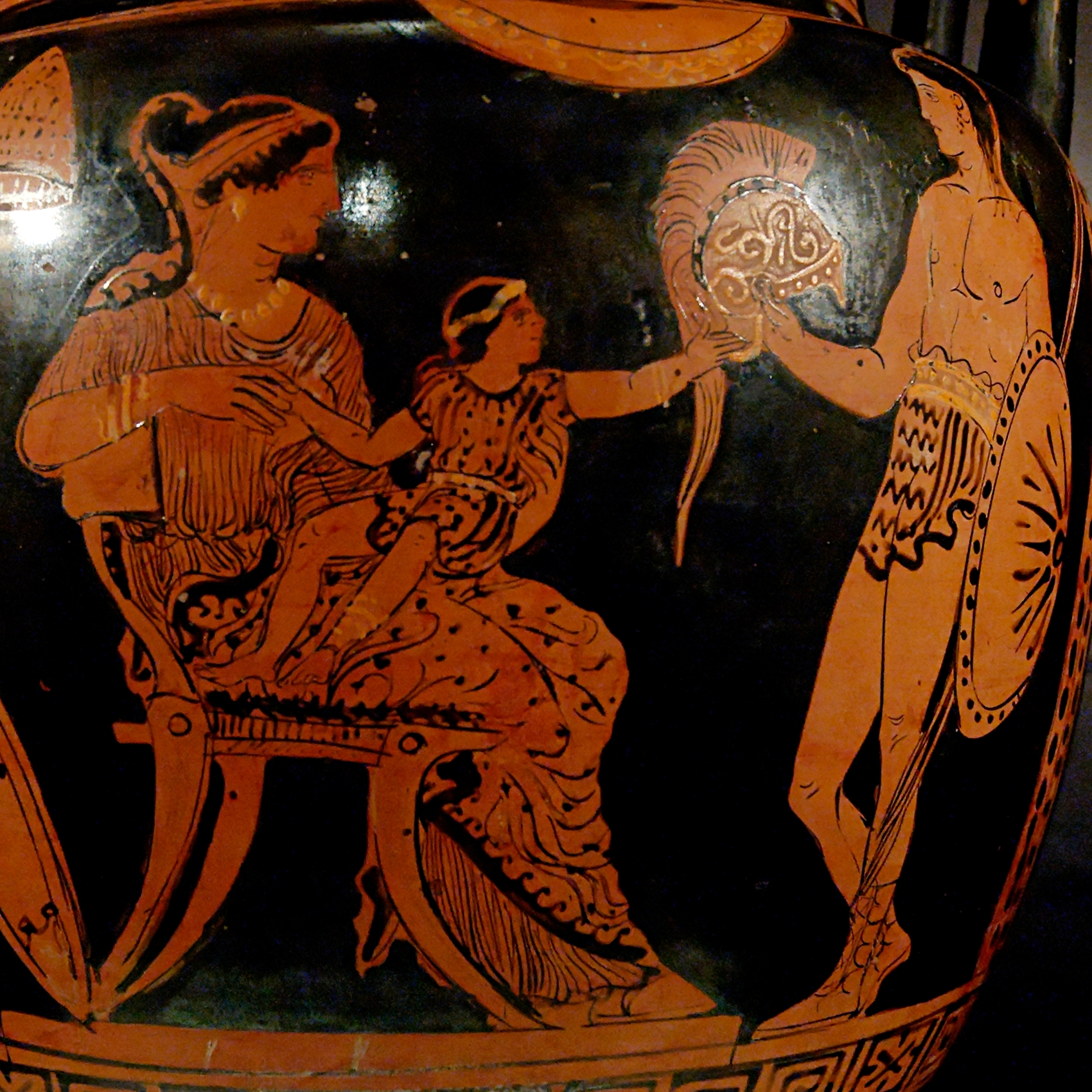
Vaso nero a figure rosse: Andromaca con Astianatte bambino ed Ettore, Museo Nazionale di Palazzo Jatta a Ruvo di Puglia

venne un araldo veloce correndo [...],

Ideo, e apparve, rapido nunzio

(lacuna)

e dal resto dell'Asia quest'inconsumabile gloria:

"Ettore e i suoi compagni scortano la occhi splendenti,

da Tebe e dalla sacra Plakia dall'acque perenni,

la dolce Andromaca, con le navi, sul salso mare:

e molti bracciali d'oro, e vesti multicolori

e belle porpore e troni e fregi multiformi

e innumerevoli coppe d'argento e tanti avoriǃ"

Così diceva ed il padre caro balzò ratto in piedi

e si spargeva la fama nell'ampia città, tra gli amici.

Subito le donne d'Ilio ai carri preziosi, ampie ruote,

aggiogavan le mule e saliva tutta la folla

di donne e insieme di vergini dall'agili caviglie:

e, un po' discoste, le figlie di Priamo pure partivan;

ma gli uomini aggiogavano cavalli ai lor carri

e tutti quelli celibi; e grandemente [...],

[...] e gli aurighi [...],

[...] conducevano [...],

[...]

[...] e simili ai numi

[...]sacri profumi

[...] ad Ilio

e il flauto dolcesonante si mescolava ai sonagli

[...] e a quel punto le vergini

[...]

[...]

[...]

[...] e mirra e cassia ed incenso esalavan profumo;

e, non appena le anziane alzarono il grido rituale

tutti gli uomini intonaron il retto grido rituale,

il peana, invocando l'Arciere dalla bella lira,

e inneggiando a Ettore e Andromaca, simili a numi.»
(Trad. A. D'Andria)
Il canto, in distici di pentametri eolici (gliconei con doppio inserto dattilico), forse faceva parte di un epitalamio, come indicherebbero il tema ed il metro.
Esso si riferisce ad un argomento inusuale e, a quanto sappiamo, trattato solo da Saffo: le nozze di Ettore e Andromaca, prelevata nella città di Tebe Ipoplacia. L'araldo Ideo annuncia a Priamo l'arrivo del corteo nuziale e, come di consueto in Saffo, le immagini della festa, descritte con sovrabbondanza di epiteti ed emistichi di sapore omerico, si focalizza su particolari squisitamente femminili: le donne in festa e i profumi.
La vecchiaia
Tetrametri trocaici "a maiore" - Fonti Papiro di Ossirinco 1787 edito da M. Gronewald-R.W. dANIEL, 2004, PP.1–8 -  TESTO:, su chs.harvard.edu (archiviato dall'url originale il 5 agosto 2019).
Anche Saffo, come Mimnermo e Anacreonte, parla del suo punto di vista personale sulla vecchiaia incombente e inevitabile; la poetessa anziana esorta del tiaso ad accogliere i dolci doni delle Muse, ovvero il canto, la danza, le gioie a cui Saffo non può più partecipare come un tempo, perché le gambe non la reggono più; successivamente si passa alla narrazione, come in Minermo, di un argomento mitico, per la precisione il mito dell'eterna vita di Titono, amato in gioventù da Aurora, che ne chiese l'immortalità a Zeus, scordandosi però di farlo rimanere giovane. La vecchiaia è triste perché precede la fine di tutto, la morte, ma anche perché impedisce alla persona, in attesa della fine, di godere delle gioie della fanciullezza e dell'età del vigore delle forze. Questo frammento serve inoltre a sfatare per sempre la leggenda che aleggiava sulla morte in giovinezza della poetessa, suicidatasi per l'amore non corrisposto del ragazzo Faone, come ripreso da Leopardi in Ultimo canto di Saffo.

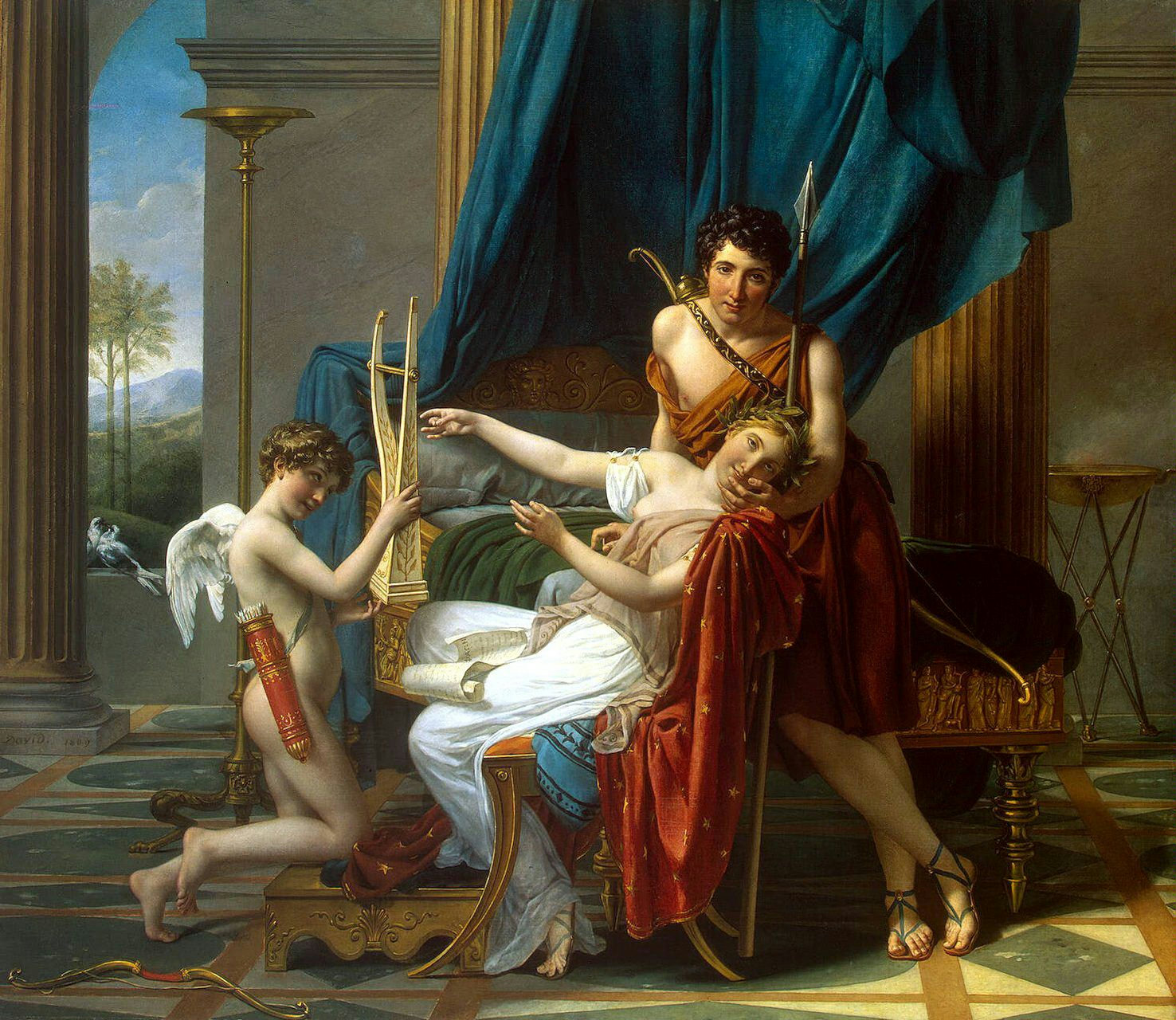
Jacques-Louis David, Saffo, Faone e Cupido (Museo dell'Ermitage)

Il carme è stato ricostruito da un Papiro di Ossirinco, e da un papiro di Colonia del III secolo a.C., che è il più antico papiro contenente poesie di Saffo.
(Traduzione di Giulio Guidorizzi)

### Alceo
I testi in greco, in versione integrale, dell'edizione Voigt:  Alcaeus Fragmenta, su poesialatina.it.
Dall'Inno ad Ermes
Dell'inno resta solo la I strofe in endecasillabo saffico - Fr. 308 Voigt, Fonti: Hephaest. XIV, 1
Dallo scolio del filologo Efestione, si sa che l'inno era il carme del II libro degli Inni agli dei, e di esso si conserva la riduzione in prosa dello stesso. Altri inni del libro erano per Dioniso, Apollo, i Dioscuri, e pare che Orazio si ispirò ad essi, come nel carme I dove canta le lodi di Mercurio (Ermes) La formula è convenzionale, il saluto del poeta e la riverenza al dio, elencandone le qualità, e la provenienza.
Allegoria della nave
Fr. 208a Voigt, strofe alcaica - Fonti: Eraclito, Quest. hom., 5, Cocond. De figur., III, p. 234 Spengel; Papiro di Ossirinco 2297
Il grammatico Eraclito nelle Allegorie omeriche citò per la prima volta il carme, di carattere simposiale, per l'eteria politica di Alceo. La nave è solo un'allegoria della situazione politica di Mitilene e dell'isola di Lesbo, sballottata dai flutti violenti delle fazioni politiche avverse che si contendono il potere, tra cui la dinastia di Mirsilo e di Pittaco, con quella di Alceo. Il poeta farebbe riferimento al momento in cui Pittaco, dapprima alleato di Alceo, ruppe il patto di alleanza, e si alleò con Mirsilo per conquistare Mitilene; Alceo spera soltanto di aver salva la vita, come si allude nell'imminente naufragio della nave-città alla fine del passo. Il papiro di Ossirinco del II secolo d.C. contiene un commento che testimonia quello che dice Eraclito sull'allegoria. La poesia è portatrice di altri significati, che solo i compagni della stretta cerchia di Alceo possono ben capire,
L'allegoria della nave-città fu usata anche da Orazio, e da Dante nel Purgatorio VI, vv 76-78.
La sala delle armi da guerra
Fr. 140 Voigt, disposizione in cola (trimetro ipponatteo + gliconeo digiambo) - Fonti: Athen. XIV, 627a-b; Papiro di Ossirinco fr. 1 2295

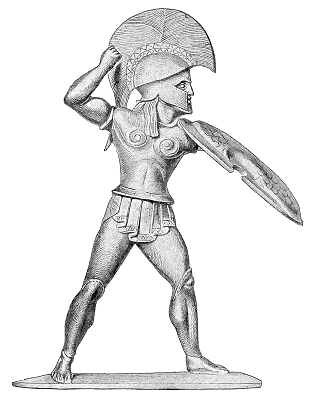
Oplita, incisione del 1888

Nell'edizione critica, accolta anche da Gentili, si riporta la disposizione colometrica dei due papiri che contengono i frammenti del carme, che dispongono i versi in due cola, anche in sinafia, dividendo dopo la nona sillaba: ipponatteo, gliconeo acefalo, digiambo. La presenza di sinafia in tempo debole tra il primo e il secondo colon è ammissibile dal momento che intendiamo il fenomeno della brevis in longa limitato all'ultima sillaba indifferente in tempo forte.
La scena è ambientata in una grande sala, forse di un palazzo nobile, oppure in una sala usata per il simposio, dell'eteria di Alceo, secondo Ateneo, che nei Deipnosofisti riporta il frammento, il carme è ambientato direttamente nella sala grande del palazzo di Alceo, mentre altri per "grande casa" hanno ipotizzato il tempio di Ares, al quale venivano offerte anche le armi, gli scudi, le lance appese al muro, come in questo passo. Dunque la sala sarebbe un sacello dedicato ad Ares, in cui Alceo descrive le tipologie di armi appese per dare inizio alla guerra civile per la presa di Mitilene, contro la tirannia di Mirsilo.
La morte di Mirsilo
Fr. 332 Voigt, endecasillabi alcaici - Fonti: Athen., X, 430 c
Ateneo nei Deipnosofisti cita alcuni frammenti di Alceo riguardo alla sua consuetudine di abbandonarsi ai piaceri del vino. Interessante questo frammento perché rivela la morte del tiranno Mirsilo di Mitilene, cui succederà al posto di Alceo il suo amico Pittaco, divenuta ora suo nemico. Alceo esorta i suoi compagni di eteria a ubriacarsi per festeggiare l'avvenimento. Il frammento verrà ripreso anche da Orazio nella celebre frase Nunc est bibendum per la morte di Cleopatra, amante di Marcantonio.
Maledizione contro Pittaco
Fr. 129 Voigt, strofe alcaica - Fonti: Papiro di Ossirinco 2165 fr. 1 col. I, vv. 1-32; Oxy 2166 c6, vv. 1-15
Si sa che Alceo, per contrastare Mirsilo di Mitilene, si alleò in giuramento con Pittaco e altri compagni. Ora che Alceo è in esilio per il tradimento di Pittaco, nella poesia fa riferimento al santuario di Era Eolia dove trovò rifugio, e innalzò una preghiera agli dei Era, Zeus, e Dioniso, con lo scopo di liberare dagli affanni i compagni del giuramento morti per mano del traditore, e invocò le Erinni per punire il traditore Pittaco.
Mirsilo faceva parte della dinastia dei Cleanattidi, che instaurò con Meleacro un governo oligarchico, e contro cui Alceo e Pittaco stabilirono un giuramento per ucciderli e prendere il potere. L'invocazione alle Erinni, vendicatrici dei defunti di morte violenta per tradimento, fa trasparire che Pittaco non solo tradì Alceo e i compagni, ma rivelò a Mirsilo, prima della sua morte, della congiura progettata nel giuramento nel santuario.
(Traduzione di Francesco Sisti)
L'esilio di Alceo
Fr. 130 Voigt - metri lirici eolici (vedi schema iniziale)
L'ode canta del primo esilio di Alceo, successivo alla congiura contro il tiranno Mirsilo; il poeta è confinato lontano da Mitilene, presso il tempio di Era Eolia; Alceo ricorda con nostalgia la cara patria, lamenta la sua condizione di impotenza, ridotto a vivere come un semplice contadino, rievoca i suoi momenti della giornata tipica trascorsa nella città, al grido dell'araldo che convoca in assemblea i cittadini, un altro grido delle donne che celebrano i loro arcani riti; questa è una delle varie tesi-antitesi della poesia (città-campagna, comunità-solitudine).
(Traduzione di Giulio Guidorizzi)
Frammenti sul vino
Frr. 335, 346, 338, 347 e 50 Voigt - Fonti: Ateneo nei Deipnosofisti - Metro: I-III strofe alcaica; II-IV-V asclepiadei maggiori.
Il tema del vino ha largo sviluppo nella poesia di Alceo, il vino è motivo di svago, di consolazione da tristi pensieri, di unione tra i compagni di eteria, come osserva Ateneo nel citare i frammenti. Orazio si ispirò largamente nei suoi Carmi alle frasi alcaiche, soprattutto dal frammento III del "Simposio invernale", ripreso in Vides ut alta stet nive candidum; nel XV secolo anche Lorenzo il Magnifico per la Canzona di Bacco e Adriana, riprese il tema alcaico del cogliere l'attimo del giorno, già usato da Orazio nel Carpe diem. Le traduzioni sono di Gennaro Perrotta e Francesco Sisti.
Elena distruttrice di Troia
Fr. 42 Voigt, strofe saffica - Fonte: Papiro di Ossirinco 1233
Si presume che il carme sia integrale; secondo Saffo Elena di Sparta moglie di Menelao aveva un valore positivo, poiché si piegava semplicemente alle leggi irrevocabili di Afrodite sull'amore, e dunque cadde preda di un tranello andando con Paride a Troia. Nel militaresco ambiente di Alceo Elena è un'adultera, che ha portato alla rovina della città di Troia, e alla morte di migliaia di combattenti tra troiani e achei: le leggi dell'onore e dell'ospitalità, tema principale insieme al vino della consorteria militare di Alceo, vengono scardinate dai capricci dell'amore. Nell'ode Alceo contrappone due figure di donne, quella negativa di Elena, e quella positiva di Teti madre di Achille.
(Traduzione di Giulio Guidorizzi)
Dall'inno ai Dioscuri
Fr. 34 Voigt, strofe saffica
Fa parte del gruppo degli 'Inni agli dei; Alceo descrive Castore e Polluce come i protettori dei naviganti in pericolo durante la tempesta. Forse l'inno era destinato alla pubblica festa, forse era un'invocazione prima di un viaggio.
(Traduzione di Gennaro Perrotta)

### Anacreonte

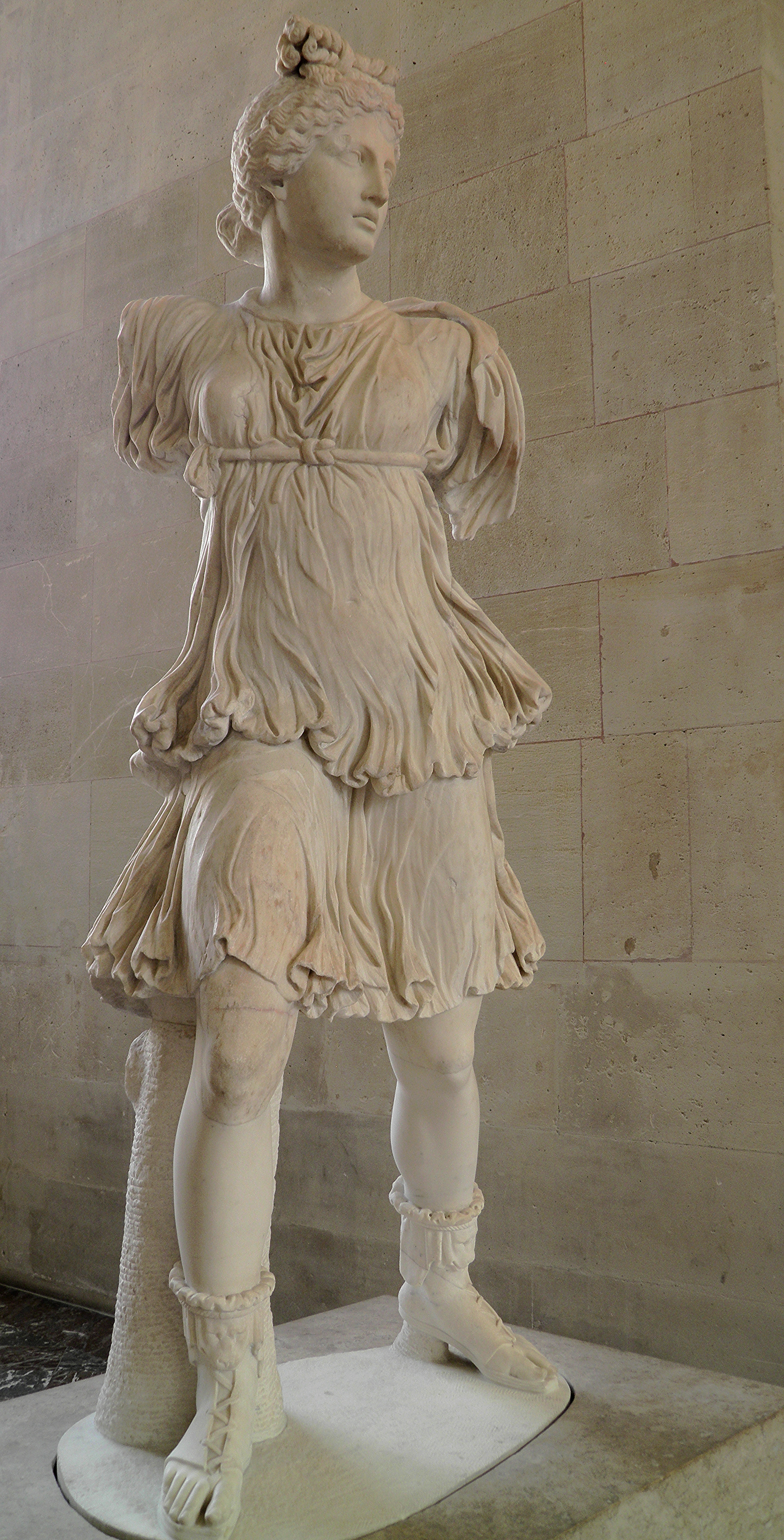
Statua di Artemide, copia romana di originale ellenistico, Museo del Louvre

Il testo integrale dei frammenti:  Anacreon Fragmenta, su poesialatina.it.
Ad Artemide
Fr. 348 Page - Fonti Efestione, IV, 8 (vv. 1-3); Ioann. Sicel. VI (vv. 1-5-7)
Se occorre seguire l'indicazione di Efestione, il carme era il primo del I libro dell'edizione alessandrina, era monostrofico e ciascuna strofa era formata da 8 versi, da potersi dividere anche in una triade e in una pentade aventi per clausola il ferecrateo; forse secondo Schoeder si tratta di strofe tristiche intercalate da un mesodo di due versi
Metro: strofe tristica (in tre stichi) composta da 3 gliconei + ferecrateo finale
Il frammento è l'inizio dell'inno cletico ad Artemide Leucophryene di Magnesia, al Meandro, la celebre dea nata dalla fusione della Gran Madre barbara con l'Artemide greca. Non si conosce la storia e il mito che doveva essere cantata nei versi appresso l'introduzione, che consta delle classiche formule dell'inno a un dio, anche ricorrente in Omero. La dea non è presentata con i motivi tipici della Leucophryene, ma con quelli di una normale Artemide di tradizione greca, dopo la menzione della sede primitiva della dea, il poeta enfatizza con letizia le qualità della dea, di essere la protettrice di uomini giusti e coraggiosi, e non più barbari. Si pensa che Anacreonte volle compiacere i cittadini di Magnesia per ragioni politiche, forse perché prima i cittadini erano dei barbari, o perché non erano nativi del luogo; infatti all'epoca i Persiani conquistarono la Lidia; presso l'isola di Samo patria di Anacreonte Orete intendeva uccidere il tiranno Policrate, e vi strinse alleanze contro il re Cambise di Persia, proprio mentre Anacreonte era alla corte del tiranno
Amo e non amo
Fr. 428 Page - dimetri giambici - Fonti: Efestione, V, 2; Schol. Aristoph., Pluto, 253 (v.2)
L'amore anacreontico non conosce la passionalità, la drammaticità, l'estasi; il dio dolceamaro di Saffo in Anacreonte si risolve nel singolare parallelismo di affermazione e negazione dell'impulso amoroso, e non dell'essere della dominazione amorosa padrona totalizzante dell'io poetico. Questo frammento fu ripreso anche da Catullo, con caratteri ben diversi dal tono scherzoso di Anacreonte per il simposio.
Frammenti su Eros I
Frr. 413-396-346 Page - per I c'è il parteneo (dimetro giambico catalettico, per Efestione sono tetrametri ionici a minore), per il II dimetri ionici anaclomeni, per III coriambo pentemimere giambico (reiziano: ossia dimetro coriambo ipercatalettico
Sono versi tipici della concezione anacreontea dell'Eros; il dio dell'amore non è una forza sovrannaturale potente che tutto doma, prende i sensi, e avvinghia completamente la personalità come in Saffo o Ibico. Le lodi di Eros, rappresentato in varie sfumature, pressoché allegre e giocose, come il pugile, sono da tessere nel simposio; l'amore di Anacreonte non sembra avere connotati seri, ma rispecchiano solo il desiderio effimero del poeta al momento dell'infatuazione; sono tratteggiati i personaggi e i tipi in vari bozzetti, come l'Eros fabbro; al tema serio e passionale si contrappone sì l'imprevedibilità dei giochi del dio Eros, ma nel tono del gioco.
Frammento su Eros II
Vi sono il fr. 358 Page "La ragazza di Lesbo" riguardante la palla variopinta che lancia Eros contro Anacreonte, invitandolo a divertirsi con una ragazza di Lesbo, che però disdegna l'aspetto del poeta, e guarda verso un altro giovanotto. Strofa tetrastica (2 gliconei + ferecrateo), segue il fr. 360 Page sul desiderio del poeta verso un fanciullo, descritto come l'auriga della sua anima, senza che lui se ne accorga, motivo convenzionale dell'amore non corrisposto del ragazzino verso il poeta (metro: strofe tetrastica); e infine la "Ragazza puledra di Tracia" (fr. 417 Page), la descrizione della ragazza fa parte alla serie di bozzetti dei tipi della società borghese tratteggiati da Anacreonte, la ragazza è un'etera, rappresentata come una puledra che potrebbe farsi cavalcare dal poeta senza schermirsi troppo, a rappresentare l'indole volubile della ragazza, nonostante tenti di apparire come una donna pudica (metro: tetrametro trocaico catalettico).
A Dioniso
Fr. 357 Page - strofe tetrastica (2 gliconei + ferecrateo) al v. 5 responsione del dimetro polischematico (gliconeo) - Fonti: Dione Crisostomo, 2, 62; Erodiano, 3 (I, p. 79 Lentz)
Dioniso è il dio del vino e dell'ebbrezza, celebrato nel simposio, soprattutto a partire dal periodo della tirannia di Pisistrato ad Atene; il dio entra trionfalmente nel repertorio poetico anacreontico insieme ad Eros e Afrodite. La preghiera nella prima parte è ancora impostata nel tono classico degli inni, dal tono serio, con l'elencazione delle qualità del dio, nella seconda parte traspare la modifica semiseria anacreontica, in cui si raccomanda al dio affinché un suo fanciullo da lui amato corrisponda nei sentimenti.

A Cleobulo sii buon consigliere,
e fai che lui accolga, o Dioniso,
il mio amore.»
Il simposio secondo Anacreonte
Fr. 356 Page, dimetri anaclomeni (ossia dimetro ionico puro) - Fonti: Athen. X, 427a.
Ateneo, dopo la citazione dei vv. 1-6, e prima dei vv. 7-11 lascia dei dubbi sull'autenticità dei versi; sembra che il v. 1 e 7 siano l'inizio di due componimenti diversi, dall'uso principiativo del δή.
Il tema del convito per Anacreonte è banchettare e bere vino in tranquillità e leggerezza, e come descritto già in Omero, si parla della mescolanza di 10 parti di acqua e 5 di vino, per non cadere subito in ebbrezza come fanno gli Sciiti della Beozia, tra gozzoviglie e chiassi.
Artemone l'arricchito
Fr. 388 Page, strofa tristica (2 tetrametri coriambici anaclastici, ossia alternanza di un dimetro giambico + dimetro coriambo, o trimetro coriambico giambico, o al contrario un coriambo trimetro giambico, infine nel terzo elemento un dimetro giambico acataletto)
Fonti: Athen. XII, 533f
Accanto ai motivi dell'Eros, Anacreonte fu famoso per la caratterizzazione dei tipi della società borghese, che rappresentano con Artemone il cambiamento della società della classe media nel VII secolo a.C. Come nella persona loquens di Archiloco, nel tratteggiare il pensiero e l'indole dei tipi, spesso e volentieri di estrazione bassa, qui si ha la prima prova della ridicolizzazione del cafone arricchito, di un tipo che prima è descritto come ladrone, frequentatore dei bassifondi, e che ora per una fortuna economica, cambia completamente la sua posizione sociale, tentato di apparire come un nobile o un benestante, adornandosi di vestiti, cocchi, però in maniera sgangherata, risultando comunque e sempre un parvenu.
La nota donna
Fr. 347 Page, strofe tetrastica (2 dimetri trocaici + dimetro trocaico catalettico o lecizio) - Fonte dal Papiro di Ossirinco 2322 fr- 1
Nel papiro compare un primo frammento, da non considerarsi parte di questo passo, poiché si parla della chioma tosata di un ragazzo di nome Smerdies Con le tonalità della "nota donna", senza specificarne il nome, Anacreonte si riferisce a una ragazza appartenente ai bassifondi della società di Atene, una flautista, della sottocategoria delle etere, presente nei conviti nelle case dei signori; in Anacreonte queste donne sono varie: Leucippe (fr. 6 Gent), Gastrodora, Callicrite (fr. 132 Gent). La persona loquens di Anacreonte, dal primo tono di comicità che traspare dall'argomento di trattare una flautista nella poesia, assume caratteristiche drammatiche, da tipico tono umoristico pirandelliano, che in un certo senso nella letteratura latina venne ripresa dal commediografo Terenzio Afro; anche le prostitute di basso rango hanno un'anima, dei pensieri, dei sentimenti, e qui la ragazza, che disprezza e maledice la sua condizione, prorompe in un triste sfogo.
Anacreonte e la vecchiaia
Fr. 395 Page, strofa esastica (4 dimetri anaclomeni + dimetro ionico puro + dimetro anaclomeno) - Fonte: Giovanni Stobeo, IV, 51, 12
Anche Anacreonte rivolge il suo personale pensiero sulla vecchiaia e il timore della morte, benché parodiato da Stratone di Sardi nell'epigramma dell'Antologia Palatina (12, 240); la cantilena patetica ritmico-espressiva dei monotoni anaclomeni, appena rotta dal raffrenato ritmo degli ionici puri prima della clausola strofica, più che un atteggiamento commosso e rassegnato sembrano tradire una velata ironia, da contrapporre con il tono del disincanto all'inevitabilità della vecchiaia, in cui ci si sofferma a ricordare quello che si è fatto in passato; Anacreonte visse troppo bene nella corte di Policrate, e poi dei Pisistratidi ad Atene per trarre delle conclusioni completamente negative e pessimiste sull'inevitabilità della morte.

## Corali

### Stesicoro
Il testo integrale in frammenti di Stesicoro:  Stesichorus Fragmenta I, su poesialatina.it. e  Stesichorus Fragmenta II suppl., su poesialatina.it.
Dalla Tebaide
Un papiro di età tolemaica ha restituito un brano in cuiStesicoro narra il momento della saga tebana, ripreso anche da Eschilo, dopo la morte del re Edipo, i figli Eteocle e Polinice combattono tra loro per la conquista del trono di Cadmo a Tebe. Nonostante le fosche profezie dell'indovino Tiresia, la madre Giocasta (qui Epicasta) tenta una soluzione conciliatrice, uno dei figli prenda il potere e l'altro vada in esilio portando con sé le ricchezze del padre Edipo.
Fr. 76abc P. Lille + Lille 73. Si propone il testo ricostruito da P.J. Parsons in "Zeictschr. f. Papyr.u. Epigr" 26, 1977, pp. 7–36, al v. 15 c'è il supplemento proposto dal Barigazzi, al v. 20 il supplemento di Diggle. A parlare nel discorso è la regina Giocasta.
Metro:
- Strofe-antistrofe: hemiepes + enoplio; hemiepes + reiziano; hemiepes + enoplio; hemiepes; prosodiaco + reiziano; hemiepes; reiziano catalettico + reiziano
- Epodo: hemiepes; prosodiaco + reiziano; dimetro trocaico; hemiepes + enoplio; reiziano; hemiepes + enoplio; molosso + baccheo.

(Traduzione di Francesco Sisti)
Dalla 'Gerioneide'
Fonte: Papiro di Ossirinco 2617 ff. 4+5 col - ed. 5-17 Page-Davies
Il papiro fu pubblicato nel 1976, e consiste nel frammento più lungo di Stesicoro, riguardante il poema Gerioneide, tal poema consta di 1300 versi, e narrava le fatiche di Eracle, in particolar modo la fatica della cattura dei buoi del mostro tricefalo Gerione. L'impresa ha luogo nelle brume occidentali di Eritia, isola delle Esperidi presso il fiume Tartesso. L'importanza del poema sta che Stesicoro rende la figura del mostro Gerione da un punto di vista tragico, non liquidato dagli altri autori come un nemico che doveva soccombere per volere divino per far sì che Eracle adempisse al suo destino; Gerione è quasi un uomo modellato sulle linee degli eroi omerici, che prova sentimenti, pondera, ragiona, e alla fine muore eroicamente nel celebre duello con Eracle.
Nel frammento si susseguono gli episodi del viaggio di Eracle all'interno della coppa di Helios, il concilio degli dei (fr. S144 Davies), arrivo in Eritia, esortazione di Calliroe al figlio Gerione per non combattere inevitabilmente contro l'invincibile Eracle, il discorso di Gerione a Menete, il mandriano delle vacche di Ade, e infine il combattimento con la morte di Gerione.
La struttura paratattica dei versi è molto simile ai poemi omerici, vengono presentate anche le divinità Atena e Poseidone che parteggiano per i due eroi semidivini che combattono, l'appassionata allocuzione della madre al figlio Gerione, come in Omero per Ettore e sua madre Ecuba (Iliade, XXII, vv. 79-89). Interessante anche notare nella parte del combattimento finale, Gerione presentato come un eroe, dotato di corazza, elmo e scudo, viene ucciso dalla freccia di Eracle; per gli antichi greci la falange oplitica era molto più preferita all'arco, arma considerata vile, anche se dal V secolo a.C. l'arco venne ampiamente rivalutato; dunque Stesicoro si dimostrerebbe fortemente di parte per la triste fine del mostro Gerione, custode delle vacche, suo malgrado costretto a soccombere per un volere divino, affinché si compiano le imprese di Eracle.
Sembra che Virgilio per l' Eneide si ispirò alla descrizione del momento preciso della fine di Gerione (Eneide, IX, 433) quando descrive la morte di Eurialo; Virgilio si rifà nella descrizione al momento in cui Gerione, colpito dalla freccia si affloscia, piegando il capo verso la spalla, e infine stramazzando al suolo.
Metro:
- Strofe-antistrofe: dimetro anapestico catalettico; dimetro anapestico; dimetro anapestico catalettico; trimetro anapestico catalettico; dimetro anapestico; monometro anapestico; dimetro anapestico.
- Epodo: dimetro anapestico; dimetro anapestico catalettico; alcmanio x 2; esametro dattilico; dimetro anapestico; monometro anapestico.

Frr: S7-8-11-13-14-15-17 Page
(Traduzione di Francesco Sisti)

### Alcmane
Il testo integrale dei frammenti  Alcman Fragmenta, su poesialatina.it.
Per la lettura in metrica:  Metrica Alcmane, su siena-art.com.
Partenio del Louvre
Metro: dimetro trocaico catalettico; enoplio; dimetro trocaico catalettico; enoplio; dimetro trocaico catalettico; enoplio; dimetro trocaico catalettico; enoplio, trimetro trocaico x 2; dimetro trocaico x 2, alcmanio; alcmanio catalettico o decasillabo alcaico.
Il Partenio I (detto anche Grande Partenio o Partenio del Louvre) è un componimento di lirica corale di Alcmane. Esso proviene da un papiro ritrovato da Auguste Mariette nel 1855, di cui la parte meglio leggibile è costituita dai vv. 36-101:

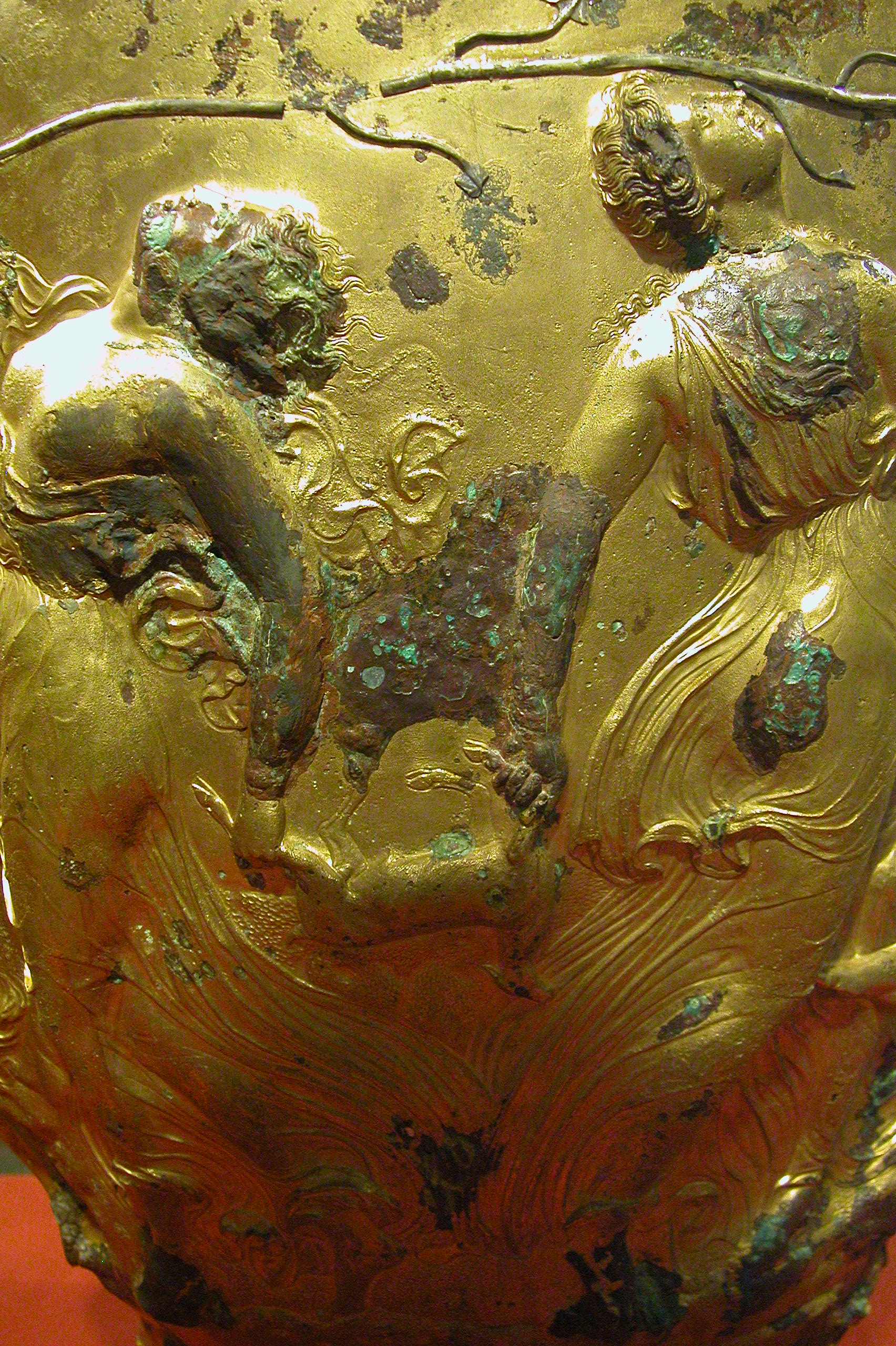
Menadi danzanti, che portano un agnello o capretto sacrificale

Non la vedi? E' come cavallo
 veneto. Ma anche la chioma sciolta
 della compagna Agesìcora
 ha riflessi d'oro limpido.
 E il suo volto è d'argento.
 Ma che dirò più chiaramente?
 Essa è Agesìcora:
 Più bella dopo Agido,
 correrà con Ibeno quale cavallo Colasseo:
 così insieme le Pleiadi, quando
 avanti l'alba portiamo il velo,
 come fa l'astro di Sirio, nella notte
 dolcissima lottano sollevandosi in altro.
 Non ho tanta ricchezza di porpora
 per reggere alla gara,
 né un'armilla tutta d'oro
 a forma di serpente e mitra lidia
 ornamento delle fanciulle
 dai teneri occhi,
 né i capelli di Nanno;
 non sono Arete divina
 né Tìlaci o Clesìtera.
 Né potrei dire nella casa di Enesìmbrota:
 "Fosse con me Astàfi
 e mi vedesse Fililla
 e Damàreta e la cara Viantémi."
 Ma mi conforta Agesìcora.
 Non è forse con noi Agesìcora
 dalla bella caviglia,
 che accanto ad Agido,
 allieta la festa dell'offerta?
 O dèi accogliete i nostri voti: in voi
 è il principio e la fine. "Corifea,"
 vorrei dire "la vergine che parle,
 invano ha vociato come nottola
 dall'alto d'una trave, ma vuole
 piacere moltissimo all'Aurora
 perché ha reso lievi i nostri affanni,
 come ora le fanciulle
 per grazia di Agesìcora
 avranno dolce quieta."
 Così i cavalli legati alle sbarre
 aiutano ai lati l'altro carro in corsa;
 così bisogna docili seguire
 sulla nave il pilota.
 Quando canta Agesìcora
 non uguaglia le sirene,
 che sono dee; ma in gara
 con undici fanciulle ne vale dieci.
 La sua voce è del cigno
 che s'ode lungo
 le correnti dello Xanto.
 E la sua chioma desiderata...»
(Alcmane, fr. 3 Calame, vv. 36-101)
Il partenio è stato interpretato da alcuni come la celebrazione di un vero e proprio matrimonio tra le ragazze, anche se non mancano altri temi ispiratori, quali allusioni mitiche, sentenze morali, spunti conviviali ed erotici, descrizione di spettacoli naturali.
Il papiro fu trovato a Saqqara in Egitto nel 1855. Si tratta della più antica composizione lirico-corale giunta in forme più o meno complete, e documenta l'alto livello artistico oltre la discontinuità tematica, la compresenza del mito, attualità e una tecnica compositiva ermetica e sussultoria. Il partenio è stato composto per esecuzione civile davanti a un pubblico, da eseguirsi da parte di un coro di fanciulle. Esso è composto nella forma tragica di strofe, antistrofe ed epodo, scritto in alcmanii, ossia usando il tetrametro dattilico. L'ode è composta da 14 versi: dopo una parte iniziale frammentaria dedicata al mito locale spartano degli Ipocoontidi Castore e Polluce, la parte conservata inizia con una massima sapienziale che funge da ponte-collegamento tra mito e attualità. Segue poi il motivo tipico della morale arcaica in poesia, che consiste nel celebrare chi guidato da saggezza, vive la sua esistenza senza piacere. La descrizione del coro femminile entra nel vivo: nella festa di fanciulle, ben 11, domina la luminosa Agidà: una ragazza di nobiltà spartana, mentre la corega Agesicora vieta l poeta di tesserne le lodi. Il poeta mette in luce il dualismo delle ragazze nel coro, descrivendone la bellezza e paragonandole ad animali, elementi divini, naturali e faunistici, come l'esempio del cavallo, parlando poi dell'offerta ad una dea di nome Aotis, forse un riferimento della "dea della luce" ad Aurora o Afrodite. Successivamente vengono elencate le altre ragazze del coro e i loro pregi.
Dormono le cime dei monti è il titolo comunemente assegnato al Fr. 49 Garzya di Alcmane.
Il metro è vario: enoplio ditrocheo + dimetro trocaico + ferecrateo dimetro giambico catalettico + prosodiaco itifallico + trimetro giambico + prosodiaco hemiepes
πρώονές τε καὶ χαράδραι

φῦλά τʼ ἑρπέτ' ὅσα τρέφει μέλαινα γαῖα

θῆρές τʼ ὀρεσκώιοι καὶ γένος μελισσᾶν

καὶ κνώδαλʼ ἐν βένθεσσι πορφυρέας ἁλός•

i picchi e i dirupi,

e le famiglie di animali, quanti nutre la nera terra,

e le fiere abitatrici dei monti e la stirpe delle api

e i mostri negli abissi del mare purpureo;

dormono le schiere degli uccelli dalle larghe ali.»
In questo frammento si descrive, con una tipica Ringkomposition arcaica, il fatto che cime dei monti, gli abissi, i promontori e i burroni sembrano dormire nella quiete della notte. E tutti gli animali che trovano la terra come fonte di sostentamento, insieme a tutte le api esistenti e gli animali feroci delle montagne, dormono, così come tutti i tipi di uccelli che hanno le ali lunghe, ed i mostri, che vivono nelle profondità marine, tra le acque scurite dalle tenebre sopraggiunte.
Ogni parola e ogni immagine del brano di Alcmane ha precisi antecedenti in Omero, come, peraltro, in tutta la lirica arcaica: la terra è μέλαινα come il mare è purpureo, gli uccelli sono τανυπτερύγων e le fiere ὀρεσκώιοι, riprendendo epiteti formulari tipici dell'Odissea.
A livello stilistico, a parte l'uso del dialetto dorico, si nota la duplice anafora di εὕδουσι e la variatio φῦλά ... γένος ... γένος, che mira a dare sacralità alla descrizione della notte con una ripetizione variata del termine indicante le specie.

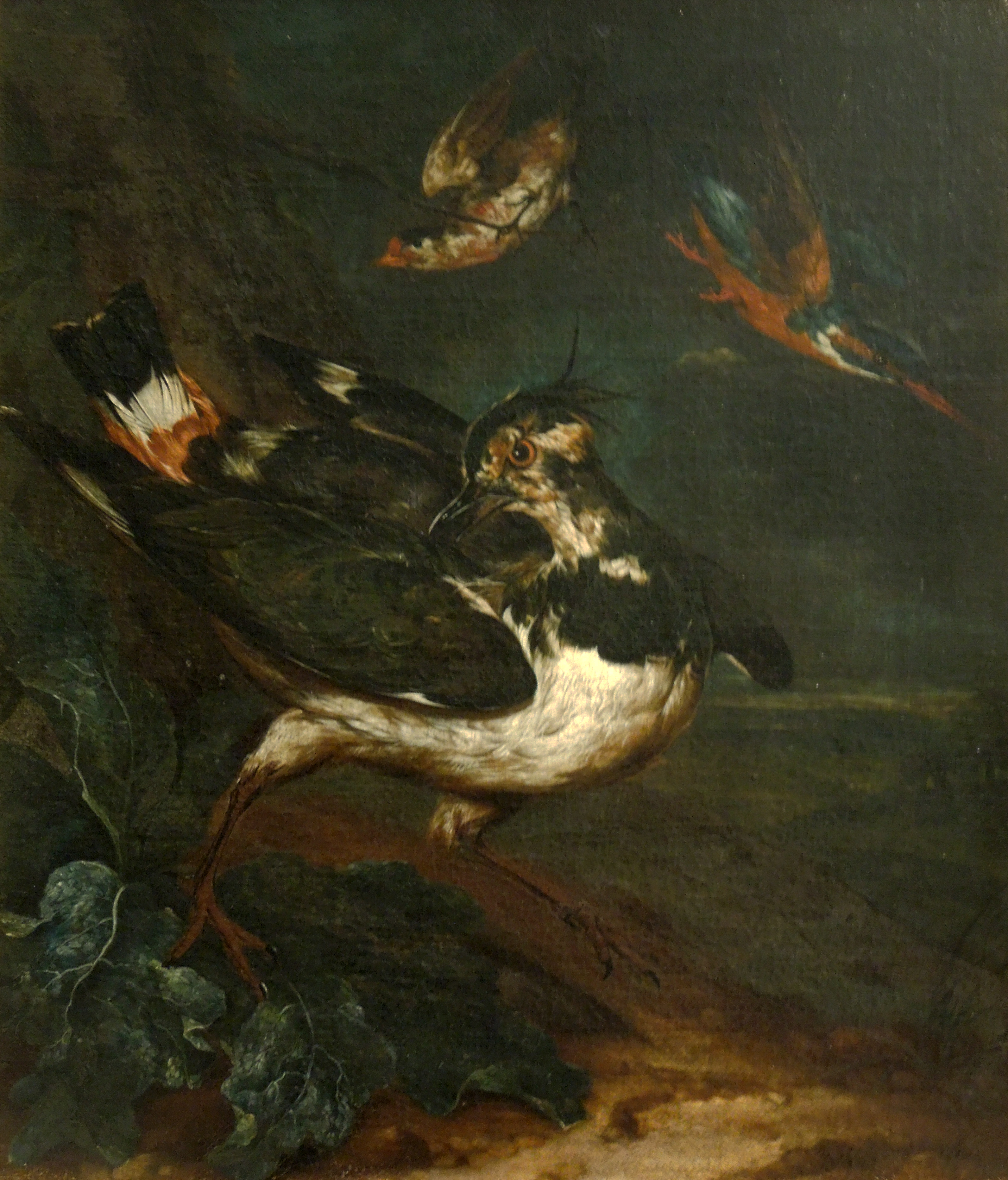
L'alcione, di Philipp Ferdinand de Hamilton

Il cerilo è il titolo comunemente dato ad un tetrastico in esametri di Alcmane, citato come esempio di mirabilia naturalistici da Antigono di Caristo.
γυῖα φέρην δύναται• βάλε δὴ βάλε κηρύλος εἴην,

ὅς τ᾿ ἐπὶ κύματος ἄνθος ἅμ᾿ ἀλκυόνεσσι ποτήται

le mie membra mi posson trasportare: fossi, oh, fossi io un cerilo,

che sul fior dell'onda vola con l'alcioni,

avendo un cuore puro, sacro uccello d'ali purpureeǃ»
(Trad. A. D'Andria)
Una traduzione più letterale:
La fonte cita il frammento per evidenziare che gli alcioni maschi, chiamati cerili, secondo la credenza, quando diventano deboli per la vecchiaia e non sono più in grado di volare, sono trasportati dalle femmine sulle loro ali.
Quello che Alcmane si augura con le vergini del coro è che, debole per la vecchiaia e incapace di danzare con i cori e balli delle ragazze, vorrebbe, in un ultimo, malinconico slancio, essere trasportato da loro.

### Ibico
Testo integrale dei frammenti di Ibico, dall'edizione Page-Davies:  Ibycus Fragmenta, su poesialatina.it.
Frammenti su Eros
Frr. 286-87 Page-Davies, metro I composto da 3 ibicei, 3 alcmanii, decasillabo alcaico, ibiceo, hemiepes, 2 alcmanii, decasillabo alcaico. Metro II fr.: tetrametro anapestico x 2, dimetro anapestico, 6 dattili (non esametro), dimetro anapestico.
Fonte: Athen. XIII, 601b.
I due frammenti descrivono Eros in una maniera espressionistica, ciò che il dio produce sconvolgendo l'animo del poeta, rappresentato come un grande tempesta di Borea, con lampi, tuoni e venti, oppure nel secondo frammento come un'entità dagli occhi azzurri, che con un solo sguardo tiene incatenati i sensi del poeta. Ma, nemmeno Saffo, aveva osato descrivere Eros con tanta forza e passione immobilizzante, quasi che Eros non sia più rappresentato come un dio dell'amore, ma un'entità né buona né maligna, che tuttavia incute terrore e che ha le capacità di controllare i pensieri, le azioni, la personalità stessa della sua vittima. Il discorso poetico si delinea attraverso un montaggio accurato dei vari elementi caratterizzanti Eros, secondo uno stile tettonico e una prospettiva architettonica dei metri; varie immagini e sensazioni visive e uditive si costruiscono attorno al tema centrale di Eros, sintomo del periodo maturo della poesia arcaica, che pone Ibico tra i lirici Pindaro, Bacchilide, Simonide.
Encomio di Policrate
Fr. S151 Page Davies, dal Papiro di Ossirinco 1790+2081 f.
Metro:
- Strofe-Antistrofe: alcmanio x 2, hemiepes, enoplio
- Aepodo: enoplio x 3, pentametro eolico, coriambo dimetro dattilico

Nella strofe al v. 1/2 è ammessa la sinafia verbale, ai vv. 23/24 non ci può essere brevis in longo e quindi -μέναι | εὖ deve essere spiegato con l'abbreviamento in iato.
Il papiro del 1922 ha restituito un'ampia parte dell'encomio di Ibico per il tiranno Policrate di Samo, attribuito al poeta per ragioni linguistiche e formali, per il genere dell'ode, e per alcuni specifici contenuti mitici. Nella prima parte si narrano i contenuti mitici della presa di Troia da parte dell'esercito di Agamennone, anche se è ricorrente la formula della recusatio, ripresa in latino anche da Properzio, di non voler cantare argomenti a carattere epico, degni di poeti molto più esperti, anche se alla fine questo espediente letterario, in cui non parlando, alla fine si parla dell'argomento, elencando i nomi di Priamo, Cassandra, Achille, Paride ecc.., serviva per celebrare ancora maggiormente e universalizzare la figura del committente, spesso e volentieri un vincitore di gare (le Olimpiche di Pindaro), oppure un politico o un altolocato, al cui mito si ricollegavano le sue origini nobilitate, e dunque rese divine.
La guerra di Troia (e altri temi bellici) è presentata, come nell'espediente della recusatio, dal punto di vista negativo, è triste cantare della distruzione di una storica e sacra città, del rapimento delle mogli e dei bambini fatti schiavi, della morte di eroi valenti, ma come si è detto, al momento dell'ode in cui si elenca il catalogo delle navi, subito Ibico intende celebrare la talassocrazia di Policrate, della sua famiglia, e l'importanza dei Sami quanto al dominio del mare, la cui fama era nota già prima della tirannide. Il carme appartiene al genere della παιδικά, ossia della celebrazione della bellezza e della virtù dei fanciulli; il genere erotico e simposiale pare tradire un'esecuzione monodica del carme, oppure dato che si tratta di lirica corale, un'esecuzione da parte di un coro in una cerchia ristretta del tiranno; Ibico oltre a tratteggiare le qualità morali del tiranno, ne tratteggia anche il nobile e piacevole aspetto. La lingua è il dorico corale, molte sono le formule di tradizione omerica ed epica, come epiteti, frasi e moduli poetici arcaici.
(Traduzione letterale)

### Simonide di Ceo
Le opere di Simonide in frammenti, testo in greco integrale:  Simonides Fragmenta, su poesialatina.it.; per gli Epigrammi:  Simonide Epigrammata, su poesialatina.it.
Encomio a Scopas, ovvero La valenza umana
Fr. 542 Page - Fonte: Platone, Protagora, 338a, 346d
Metro:
- Strofe: encomiologico (hemiepes pentemimere giambico); ionico gliconeo; gliconeo digiambo; digiambo gliconeo; gliconeo; docmio emiasclepiadeo; digiambo emiasclepiadeo; 2 bacchei + ferecrateo; coriambo baccheo
- Epodo: baccheo + dimetro coriambico; 2 cliconei; digiambo + coriambo + digiambo; ditrocheo ionico; gliconeo ditrocheo; gliconeo ditrocheo; ferecrateo itifallico

Scopas, governatore di Cronnone nella Tessaglia, fu il destinatario del carme composto tra il 509 e il 500 a.C.. Già dall'inizio Simonide esprime i temi della sua etica personale sulla virtù e le qualità dell'uomo, e sul fatto di essere veramente valente nella vita mortale, compito assai difficile, perché varie sono le corruzioni fisiche, e soprattutto dello spirito, ci si abbandona ad azioni indegne, disdicevoli e volte solo al proprio interesse, oppure nelle situazioni naturali in cui l'uomo è assolutamente debole, la valenza è assai difficile da mostrare e da praticare, a meno che non si è degli dei, loro che sono perfetti e immortali. L'etica dei valori assoluti: la valenza, il successo, la ricchezza è un prezioso e raro patrimonio che è insito solo in alcuni uomini, per grazia divina; Simonide vi oppone valori relativi, più comuni ed effimeri, sul piano estetico-agonale, che discendono su quello più vasto dell'impegno etico-sociale nella comunità.
All'uomo perfetto pindarico, dell'atleta vincitore equiparato a un vero eroe statico, che non fallisce mai, seguace dei codici immortali dell'onore, della virtù, del dovere, degno dei poemi omerici, Simonide oppone un uomo valente più odissiaco, che affronti le peripezie della vita con valore, concedendo anche che in queste peripezie del percorso vitale proprio a causa della sua indole volubile, umana, egli si perda, smarrisca la via, salvo poi riprenderla per il verso giusto.

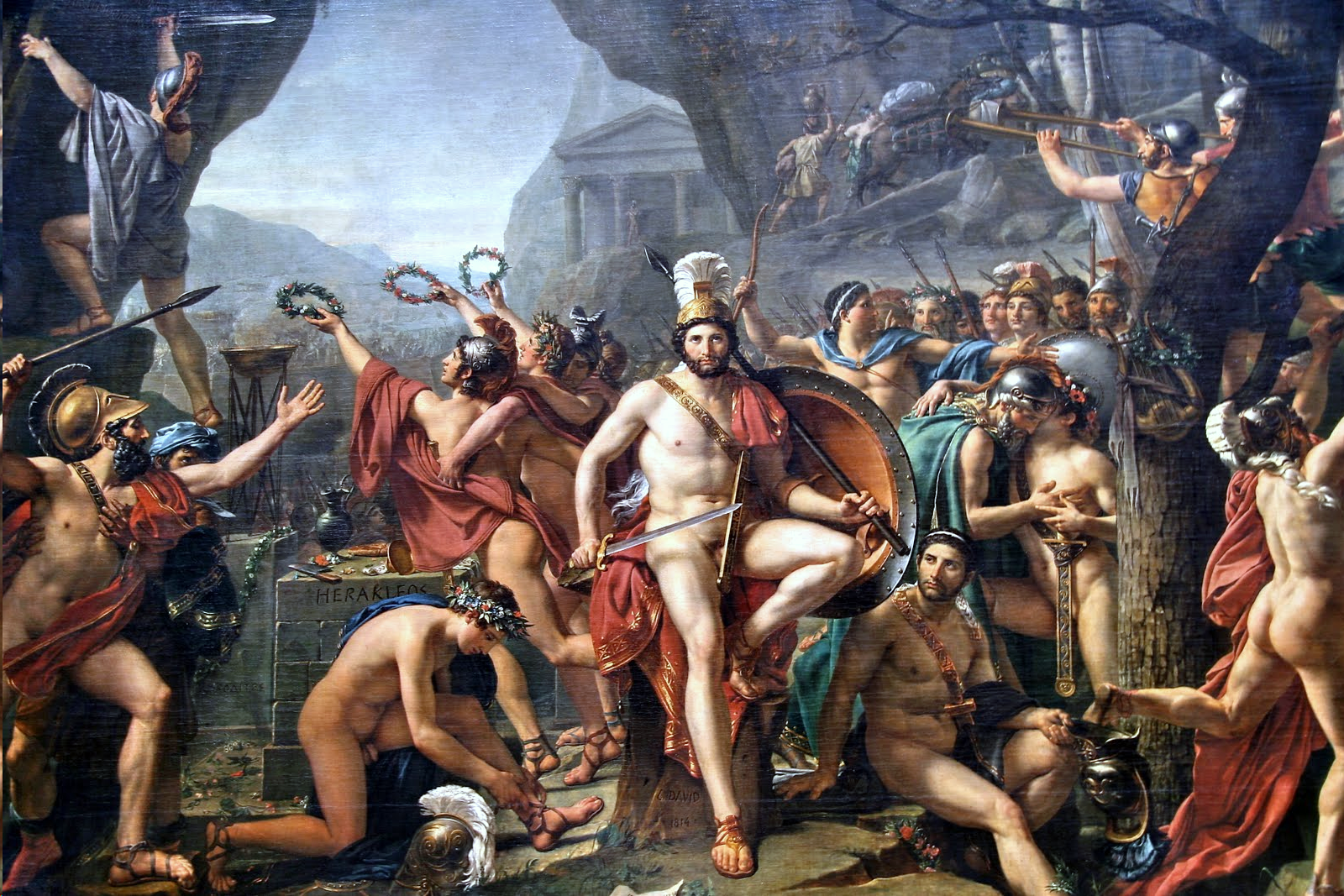
Leonida alle Termopili, di Jacques-Louis David (1814)

Scopas non aveva raggiunto lo status di vero uomo valente insomma, tuttavia per Simonide è un principe degno di lode, perché aveva amministrato con giustizia la città. Questi versi sono presenti nel dialogo platonico Protagora, in un dibattito tra Socrate e il filosofo Protagora sulla valenza.
(Traduzione letterale)
Come essere valente
Fr. 541 Page - Fonte Papiro di Ossirinco 2432
Metro: cretico + dimetro giambico catalettico; docmio ripetuto; cretico baccheo docmio (oppure docmio + 2 cretici); cretico digiambo; ditrocheo digiambo; hemiepes + docmio; encomiologico; 2 cretici baccheo (cretico itifallico); 2 cretici digiambo (cretico lecizio)
Come nell'encomio a Scopas, il tema è la valenza dell'uomo, e della sua facile corruttibilità. Nella contrapposizione iniziale dell'oro che è Verità suprema, all'inconsistente e all'inane, cioè al non essere valente, che è la loquacità del diffamatore, Simonide costruisce l'avvio del carme come si presenta mezzo mutilo nel papiro. La valenza è una qualità difficilmente reperibile, non appartiene per la sua perfezione alla debole natura umana, costretta a operare per costrizione naturale entro alcune e specifiche limitazioni, che riguardano anche il vivere in comunità. Tuttavia basta che l'uomo operi nel rispetto dei valori assoluti della giustizia e delle leggi, così si può riscattare sul piano etico e morale; il desiderio di guadagno e gloria, come negli epinici di Pindaro, per Simonide dunque rappresentano un pericolo, poiché la debolezza umana può facilmente scivolare nella corruzione e nel desiderio sfrenato di potere: occorre una giusta misura delle cose, dunque Simonide sarebbe uno dei precursori della nuova concezione di ricchezza commerciali, contrapposto all'antica e aristocratica ricchezza fondiaria vantata da Solone e Teognide.
L'attribuzione del frammento a Simonide, accettato da Gentili, Page e Treu, ha trovato l'opposizione in Lloyd-Jones, che lo avrebbe assegnato a Bacchilide, tuttavia il contenuto è prettamente caro a Simonide, anche la struttura del tipico encomiologico simonideo è una buona prova per attribuire il carme all'autore di Ceo.
(Traduzione letterale)
Frammenti sulla natura umana
Frr. 520-21, 595 Page - Fonti: Plutarco, Consol. Apoll. 107b; Stobeo, IV, 41, 9
- Metro I: ferecrateo; epitrito trocaico hemiepes x 2; monometro anapestico prosodiaco x 3; monometro anapestico
- Metro II: tetrametro ionico a maiore; trimetro coriambico; docmio; dimetro anapestico + spondeo; lecizio
- Metro III; alcmanio; emiasclepiadeo acefalo; dimetro anapestico, pentemimere anapestico (reiziano); prosodiaco

il fr. 595 Page mostra un andamento ritmico inconsueto per Simonide, la movenza del metro riflette la vivacità del linguaggio, quanto al realismo e alla poeticità
Anche qui Simonide esorta l'uomo a non travalicare i suoi limiti per non rovinarsi completamente, necessita vivere istante per istante la propria esistenza, e nel modo più giusto possibile; varie sono le similitudini e le metafore, come la vita fugace della mosca, così è l'esistenza umana. Il fr. 521 è la parte finale di un lamento funebre composto per la famiglia di Scopas di Tessaglia, che morirono per il crollo del palazzo dove stavano festeggiando un banchetto. Secondo la leggenda la famiglia avrebbe pagato il poeta, per il suo componimento, solo a metà, il poeta si salvò uscendo dal palazzo appena in tempo, chiamato dai Dioscuri, e dopo che la sventura colpì la famiglia, il poeta riuscì a riconoscere i morti disponendoli com'erano durante il convito.
Traduzioni di Bruno Gentili e Gennaro Perrotta.
Cos'è la Virtù
Fr. 579 Page - Fonti: Clemente Alessandrino, IV. 7, 48
Metro: ipodocmio; coriambo digiambo + reiziano; prosodiaco + dimetro giambico coriambo catalettico (lecizio); cretico coriambo reiziano; enoplio; ipodocmio; dimetro giambico
Si tratta di uno dei più bei esempi di virtù, resa come una divinità o una creatura nascosta, che è da cercare e da guadagnare. Per Omero la virtù era necessità ed eccellenza dell'eroe, per il poema sulle peregrinazioni di Odisseo, la virtù diventa l'abilità dell'eroe di guardarsi dai pericoli, e di rimanere fedele alla sua patria e alla moglie, nonostante le insidie. L'areté omerica verrà ripresa dai sofisti Platone e Aristotele; Simonide riprende un concetto di Esiodo (Opere e giorni, vv. 287-92) personificando la Virtù che vive nelle grotte, in alture difficilmente accessibili a chiunque.
Cleobulo, ovvero La stoltezza dell'uomo
Fr. 581 Page - Fonte: Diogene Laerzio, I, 89
Metro: epitrito trocaico hemiepes; enoplio; hemiepes ripetuto; hemiepes ferecrateo; 2 epitriti trocaici; gliconeo; enoplio ditrocheo; hemiepes pentemimere giambico (encomiologico); itifallico.
Cleobulo tiranno di Lindo presso Rodi fu celebrato tra i Sette Sapienti insieme al tiranno Pittaco. Simonide tuttavia lo critica aspramente, soprattutto perché il tiranno compose un epigramma sulla tomba dorata di re Mida (VIII secolo a.C.) della Frigia. L'epigramma è riportato integralmente da Diogene Laerzio (I, 89). Nell'epigramma il tiranno si vanta soprattutto della durata infinita della statua di bronzo della fanciulla che decora la tomba; Simonide considera questa pretesa assurda e tracotante, che un'opera dell'uomo possa sfidare in eterno la natura immortale.
Lamento di Danae

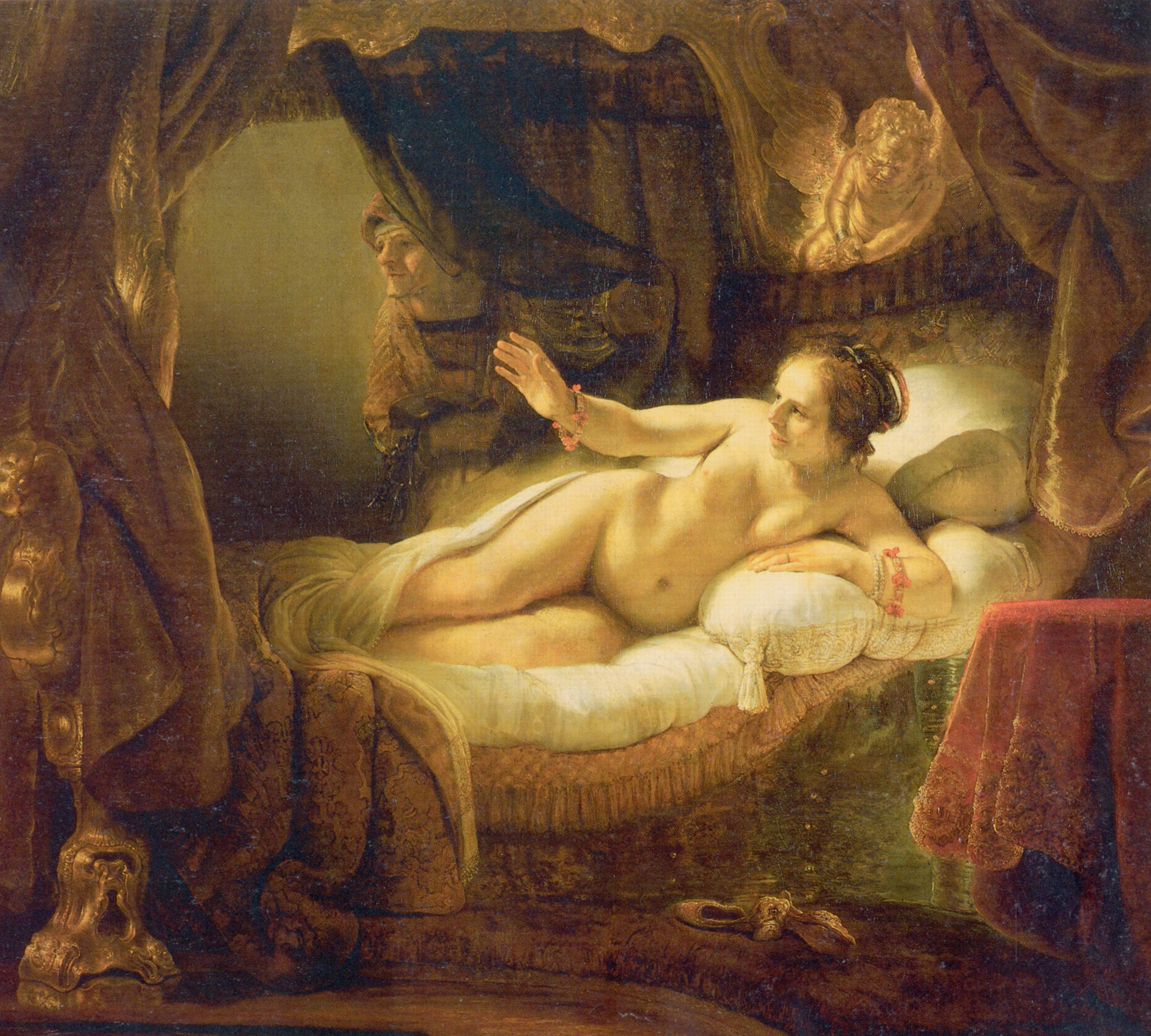
Danae di Rembrandt

Fr. 543 Page - Fonti: Dionigi di Alicarnasso, Comp. verb, 26; Athen. IX, 396
Metro: docmio; dimetro ionico ditrocheo;; coriambo digiambo; 2 adoni; adonio digiambo; digiambo dimetro trocaico; ionico coriambo; dimetro ionico; digiambo coriambo; dimetro giambico catalettico; ditrocheo docmio; coriambo ditrocheo; reiziano; ionico coriambo + pentemimere giambico; ditrocheo digiambo; dimetro giambico ipercatalettico; monometro anapestico; prosodiaco; emiasclepiadeo digiambo; digiambo dimetro ionico; coriambo ditrocheo coriambo; digiambo (tetrametro coriambico con metatesi quantitativa)
Il passo in alcuni punti è corrotto a causa di Dionigi, che con l'esempio simonideo, ha voluto provare la differenza tra cola metrici e cola retorici, se i versi di Simonide si scrivono secondo la disposizione colometrica di Aristofane di Bisanzio, ma secondo le pause richieste dalla prosa, e si leggono pausando in questo secondo modo, sfuggirà il ritmo del carme e non si riuscirà a distinguere la strofa, l'antistrofa e l'epodo; dimostrazione inconfutabile, che ribalda la concezione metrica dei codici medievali, ispirata a criteri retorici anziché metrici. La divisione stichica si ispira alla norma introdotta dal Boekckh nell'edizione di Pindaro, fine verso coincidente con finale di parola, fine di periodo in coincidenza con lo iato o la sillaba brevis in longo. Simonide evita lo iato all'interno del verso.
Il frammento è tratto dalla saga di Danae, l'eroina moglie di Acrisio re di Argo, che concepì Perseo con Zeus che si tramutò in pioggia d'oro per penetrare nella torre inaccessibile entro cui il marito l'aveva confinata, essendo troppo bella, e attirando l'attenzione di molti. Acrisio quando si accorse dell'adulterio divino, rinchiuse Danae in una cassa insieme al figlioletto, e la gettò in acqua, dipoi lei morirà, ma Perseo si salverà, adottato da dei pescatori presso Serifo. Il carme rappresenta molto bene il momento dello sconforto totale di Dane in balia delle onde, dentro la cassa, mentre consola il bambino, cercando di farlo dormire, il carme è rappresentato da potenti contrasti di situazioni, la disperazione della madre, che tuttavia sacrifica le sue forze per consolare e cullare nel sonno il bambino Perseo. Al linguaggio narrativo-lirico si sostituisce un linguaggio figurativo-emozionale.
Per i caduti alle Termopili

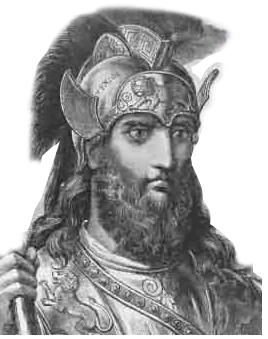
Ritratto di fantasia di Leonida di Sparta

Fr. 531 Page - Fonte: Diodoro Siculo, XI, 11, 6
Metro: ipponatteo; trimetro trocaico; enoplio; hemiepes femminile; hemiepes femminile + molosso; gliconeo digiambo; enoplio dimetro trocaico catalettico (lecizio); hemiepes dimetro giambico; emiasclepiadeo; enoplio; gliconeo
Qui Simonide rievoca la celebre battaglia delle Termopili di re Leonida di Sparta contro l'esercito persiano, nell'estate del 480 a.C.. I versi non fanno parte di un canto funebre, ma di un encomio, poiché il poeta riferisce che con questo sacrificio, gli eroi avranno gloria eterna, presso il monumento che è stato loro innalzato, e non verranno mai dimenticati per il loro grande valore. Infatti si ritiene che il carme fu composto in occasione della costruzione di un sacrario a ricordo di questa impresa. L'ode sarebbe stata ripresa da Leopardi per una delle prime canzoni All'Italia, come afferma il poeta nella sua dedica a Vincenzo Monti.
Per la battaglia di Platea
Fr. a-b 5-45 e 15-16 West - Fonti: a dal Papiro di Ossirinco 2327 (edizione Lobel), e Papiro di Ossirinco 3965 (edizione Parsons), pubblicato nel 1992
Il frammento riguarda l'ode per la battaglia di Platea combattutasi tra Greci e Persiani nel 479 a.C., decisiva per la vittoria contro l'invasione di Serse II. Il merito della vittoria fu soprattutto degli Spartani. A questa impresa Simonide paragona le imprese degli eroi Achille, Patroclo, i figli di Priamo; la battaglia come quella di Troia fu lunga, ma alla fine l'allegorico carro della Giustizia ha trionfato. Dalla prima parte, Simonide passa a invocare la Muse, perché gli ricordi i momenti specifici che hanno reso gloriosi gli Spartani nell'impresa vittoriosa contro i Persiani a Platea, ripercorrendo anche fatti storici di quel periodo, come la morte del sovrano Pausania II.
Si può dunque notare che il carme segue la successione di: esempio mitico della guerra di Troia per celebrare un fatto vero, contemporaneo; il congedo innodico dalla celebrazione del semidio mitologico, l'invocazione alla Musa e il ritorno definitivo all'attualità per celebrare in finale il risultato dello sforzo bellico, in questo caso la vittoria di Platea. La seconda guerra persiana raggiunse per la Grecia proporzioni tali da essere paragonata nei canti poetici alla lunga ed estenuante guerra di Troia, durata 10 anni, la Grecia si dava per sconfitta, tuttavia l'immane sforza fece assumere a vittoria esemplari, come Maratona, Platea, Salamina, connotati prettamente epici degno di Omero.
Si è discusso sulla presenza nel carme della figura di Achille, che forse sarebbe stata di esempio per il sovrano spartano Pausania, usato come modello di riferimento per avere coraggio nella battaglia. Molte descrizioni delle tattiche di guerra, corrispondono inoltre perfettamente con il passo delle Storie di Erodoto (IX, 9, 28, 3; 31, 3).